# ソードアート・オンラインのコンピュータゲーム作品
ソードアート・オンラインのコンピュータゲーム作品（ソードアート・オンラインのコンピュータゲームさくひん）では、川原礫のライトノベル『ソードアート・オンライン』を原作とするコンピュータゲーム作品について解説する。
下記作品は特筆の無い場合、すべてバンダイナムコエンターテインメント（旧・バンダイナムコゲームス）から発売されている。
なお、社名変更前にリリースのものについては「バンダイナムコゲームス」からのリリースとしている。

## 作品概要

### コンシューマー版（IFストーリー）
コンシューマー版は「アインクラッド編」のIF展開から始まる同一の時間軸となっている（リメイクなどを除く）。そのためアインクラッド全100層の完全攻略と、それに伴いゲームクリアが原作より半年程度遅延した事により、ALO事件が未然に阻止されたり、「ザ・シード」の拡散やGGOの誕生が遅れるなど社会情勢をはじめ様々な点が原作から変化している。
なお原作者の監修は行われているが、各作品は制作当時の原作を元に構築されているため、後に判明・追加された設定と矛盾が生じている場合がある。

#### インフィニティ・モーメント（Infinite Moment）
PlayStation Portable用RPGとして2013年3月14日に発売された。開発はアクリア。最終的に売上は20万本を超えた。
『アインクラッド編』の最終決戦が突如発生したシステムエラーによって中断され、キリト達が76層以降を攻略し改めて第100層を目指していく作品となっている。
プレイヤーはキリトを操作し、SAOの雰囲気を再現したARPGを進めていくが、本作のストーリー上、登場人物達はあくまで原作SAOのゲームシステムに従って活動している設定となっており、その点を意識したゲームデザインがなされている。その一方で、原作SAOの設定からはかけ離れた行動も可能であり、プレイヤーが選択できるプレイスタイルの自由度に幅が設けられている。
原作の主要人物やゲームオリジナルキャラクターの中から1人を「パートナー」として、2人パーティを組んで行動する。戦闘システムは発売当時のMMORPGに近く、そこにパリング（武器により攻撃を弾く）やサイドステップなどのアクション要素を加えたものとなっている。原作のヒロイン5名は、キャラクターの行動AIを攻撃・防御・支援のいずれかの方向に重点的に成長させることで、それに応じた特化専用装備を入手できる。攻略組（汎用キャラクター）の面々も好感度を上げればパートナーとして選択でき、装備品を渡すことでステータスを強化することが可能となっている。

#### ホロウ・フラグメント（Hollow Fragment）
PlayStation Vita用ソフトとして2014年4月24日に発売された。開発はアクリア。前作を上回る売上を記録し、出荷本数は全世界累計で約45万本（2014年12月現在）。前作をベースにした《階層攻略》編と、本作で新規作成された《ホロウ・エリア》編の2種のシナリオで構成されている。
前作を発展させる形のゲームデザインがなされており、特にグラフィック面と戦闘システム面には大幅な改良が加えられた。グラフィック面ではポリゴンモデルのクオリティ向上やモーションパターンの増加、主観視点の実装、メニュー画面のデザインがアニメ版のもの（作中のSAOのメニュー画面）に変更される等、各種演出が改変・強化されている。また、キリトのキャラクターボイス及びアバターの容姿変更が可能となり、実質的にキャラメイクが可能となった。戦闘システム面では、ソードスキル使用時の発動時間の廃止（あるいは大幅短縮）や、バーストアタック（マニュアル攻撃）・ジャストステップ（マニュアル回避）の導入といったスピード感、アクション性の向上を念頭に置いた改良・調整がなされており、操作性は前作とは大きく異なっている。また《ホロウ・エリア》編の追加に伴い、アインクラッドへの「新要素の実装」という形で、より強力なスキルやアイテム、利便性の高いシステムを任意で導入することがきる。最大4名によるマルチプレイ機能も追加され、PCとNPCのコンビ4組による最大8人パーティで遊ぶことができる他、一人プレイ時でも擬似的な通信プレイ（PCとNPC4人で構成される）を楽しむことができる。
プラットフォームをPlayStation 4に移したディレクターズカット版『ソードアート・オンライン -Re : ホロウ・フラグメント-（Re:HF）』が2015年11月19日に発売された。新規要素としてイベント発生条件の変更や、シナリオテキストの修正・加筆、演出・仕様面への新規要素追加など、大幅な調整が施されている。下記のSteam版含め単品はDL販売のみであるが、PS4版と同日に発売したPS4版ロスト・ソングとのセット品『ソードアート・オンライン ゲームディレクターズ・エディション』ではダウンロード用プロダクトコードという形で封入されている。
Steam版は2018年8月21日に日本発売。同プラットフォーム版フェイタル・バレットの予約購入特典として同年3月31日より先行配信された。

#### ロスト・ソング（Lost Song）
PlayStation 3/PS Vita用アクションRPGとして2015年3月26日に発売された。開発はアートディンク。出荷本数は全世界累計で約50万本（2015年5月現在）。ゲーム作品としては『HF』発売以前から開発が進んでおり、ゲームジャンル・開発元共に前二作とは異なるため、その続編ではなく新作と位置づけられている。こうした開発経緯より、前作からの引き継ぎ要素は存在しない。
時系列はHF（Re:HF）の後の2025年6月の1週間ほどで、ALOの新エリアの浮遊大陸《スヴァルト・アールヴヘイム》を舞台とした新規ストーリーが描かれる。前二作の展開や設定を踏襲しているが、発表当時は製作側からは明確な続きではないと語られていた。。
ゲームジャンルレベルで前二作とは操作感覚が異なり、特に戦闘システムはALOの舞台設定にあわせアクション性が重視された作りとなっている。オートアタックの廃止、フライトモードによる空中戦の導入、魔法の採用、バトルスキルシステムの刷新など、ユーザーインターフェースの演出等もあわせて、本作の舞台がALOであること、つまりSAOを舞台にした前二作とは全く別のゲームであることを強く意識したものとなっている。
本作ではキリト以外のキャラクターも操作可能となり、種族毎・キャラ毎に設定された範囲内ではあるものの使用武器も好みのものを選択することが可能となり、原作では見られないキャラと使用武器の組合せが可能となっている。プレイヤーの分身となるキャラクターも作成可能で（ストーリー上には一切登場しない）、原作では設定のみの存在であるプーカ族を選択することも可能となっている。外伝作品「ガールズ・オプス」よりルクスが登場する。
PS4版は『Re:HF』同様に2015年11月19日に発売。ストーリーに変更はなく、新規要素はビジュアル面の強化やゲームバランスの調整が中心である。
Steam版の配信は2018年11月13日より開始された。

#### ホロウ・リアリゼーション（Hollow Realization）
PS4/PS Vita用アクションRPGとして2016年10月27日に発売された。開発はアクリア。売上は2019年2月18日時点で全世界累計100万本を突破している（日本非対応のSteam版含む）。
時系列は『LS』の後。ただし、時期に関しては発売前のPVなどでは作中2026年とされていたものが後の公式設定資料集の年表では2025年内の出来事に修正されている。
旧SAOサーバーを元にした新たなVRMMORPG《ソードアート・オリジン》（SA:O）が舞台となる。ストーリー面はコンシューマーゲーム前三作の続編として位置付けられ、舞台設定が原作から独立したものへと移るに伴い、キャラクターのコスチュームデザインが刷新されている。
システム面は『HF』のものを継承・発展させており、プレイヤーはキリトを操作してゲームを進めていく。
大型アップデート「蒼空の闘士」編、及び有料DLC「深淵の巫女」編三部作双方にてデュエルモードやエニグマオーダーといった複数の新システムが追加されている。
当初は「アインクラッド1層でキリトがいなかったら」という全然別の企画であり、プレイヤーの分身がキリトのポジションとなり、アインクラッド4〜5層くらいまでを攻略する作品であった。しかし原作者の川原礫や担当編集の三木一馬との話し合いの結果、100層中の5層のみではボリューム不足に見えてしまう点、そしてキリト以外でヒロインたちとの関係を描くのは非常に難しい点が浮き彫りとなり、それを踏まえた上でアインクラッド第1層っぽく再スタートさせるためのリファインを行い現在の形へと落ち着いた開発経緯を持つ。
ストーリー面では原作アリシゼーション編の逆サイドの一つの答え、「トップ・ダウン型AIの行き着く先」をテーマとしている。
「深淵の巫女」三部作を同梱した「DELUXE EDITION」がNintendo Switchで2019年4月25日発売。なお、上述のとおり日本非対応であるが、海外ではSteamで2017年10月27日に先行配信されている。
Switch版のみの追加要素として、同ハードの機能を利用したローカルでの協力プレイ、デートイベントのジャイロセンサー対応、Joy-Conを振る事による通常攻撃やソードスキル発動の3つが追加されている。

#### フェイタル・バレット（Fatal Bullet）
2018年2月8日発売のPS4/Xbox One/Steam用TPSRPG。売上は2021年1月27日時点で全世界累計150万本以上。ゲームエンジンにはUE4を使用し、開発はディンプス。時期的には『HR』及び『AW VS SAO』との同時開発。開発スタンスは「中高生、ちょっとアニメが好きとかいう人が遊ぶ、初めてのTPS」。
時系列は『HR』後の2026年。キャラクターのセリフにて「キャリバー」や「オーディナル・スケール」に相当する事件が本作以前～作中のいつかの時期で起きたことが示唆されている。
本作は《ガンゲイル・オンライン》を舞台としているが、登場銃器はライセンス問題により原作と異なり実銃モチーフの架空銃となる。デザインはアニメ2期の銃器監修の一人である秋本こうじ。本作はプレイヤーの分身を主人公とした新規ストーリーと、キリトを操作してIMから続く時間軸での《死銃》事件の解決を目指すキリトモードの二本立てとなっている。原作においてGGOへとダイブしていないキャラクターも新規衣装で登場し、原作コミカライズ担当の山田孝太郎がデザイン協力を行っている。キャラクターの使用銃器の選定は川原礫が監修を行っている。外伝作品からはスクワッド・ジャムより主人公レンと他5名が登場する。
システム面では原作同様にステータスへのポイント振り分け要素が存在する一方で、GGOの戦闘をゲームに落とし込むにあたってワイヤーアクションのガジェットを追加している。武器種はハンドガン、サブマシンガン、アサルトライフル、ショットガン、スナイパーライフル、ガトリングガン、（ロケット）ランチャーの7種に「光剣」の計8種。グレネードランチャー、軽機関銃、重機関銃、実体剣はゲームの都合で前述の各武器カテゴリに統合されている。これらは実弾・光学・爆風・近接の属性に分かれ、条件を満たすと両手に二丁持ちが可能となる（光剣は二刀流ではなく片手に拳銃を持つ特殊スタイル。システム上も第9の武器種として扱われる）。また、サブ兵装として各種手榴弾やコンバットナイフ、地雷やバリアなども用意されている。
プロデューサーはデスガン・フジタ。二見鷹介は今作よりゼネラルプロデューサーとしてゲームシリーズ全体を統括する立場となる。
大型拡張コンテンツ「雪原の歌姫」、及び同コンテンツを含めむ各有料DLCや過去の雑誌付録等を同梱した「COMPLETE EDTION」が2019年1月17日に発売され、同Nintendo Switch版が同年8月8日に発売となった。

#### アリシゼーション リコリス（Alicization Lycoris）
2019年3月31日発表のPS4/Xbox One/Steam/Nintendo Switch用作品。2020年7月9日（Steamは時差の関係で10日）、Nintendo Switch版は2022年9月29日に発売された。開発はアクリア。舞台はアンダーワールド。
タイトルの「リコリス」はリコリス（スペインカンゾウ）ではなく彼岸花であり、ティザーサイトでもそれらしき花びらが舞っている。
原作最長のエピソードであるだけにシナリオも長大で、ボイス数は開発中の時点で「HR」の約1.8倍となっている。想定されている作品テーマは「命の輝きみたいなものは、デジタルでも人間のものでも、あの世界では変わらない」。
ゲーム面では原作を反映して、過去作のような巨大ボスとの戦闘よりも人型との対人戦に注力したシステムとなっており、「つば迫り合い」「受け流し」と言った要素が導入されている。その他、ソードスキルとは別に神聖術が使用可能。
新たなシステムとして、「ヴィジュアライズアタイア」「SAOShop」「CUBE」が追加され、都度課金要素となる「SAOコイン」が登場した。
無料アップデートとして「古の使徒」シリーズ、大型拡張コンテンツとして「Myosotis(ミュオソティス)」が配信予定であり、「古の使徒」シリーズ第一弾のシノン編が2020年12月18日、第二弾のティーゼ編が2021年2月19日、第三弾のセルカ・アリス編が4月2日、第四弾のシリカ編が6月25日に配信された。
二見鷹介が直接プロデューサーを務めるのは本作が最後となり、同時に家庭用ゲーム版『SAO』独自の世界線で紡がれてきたキリトのストーリーもここで完結となる。
過去のゲームシリーズと比べて制作の遅延と混乱が著しく、特にキャラクター関連が顕著である。当初は諸事情でUW内には登場しないとされていた過去作オリジナルヒロインの登場が発表・実装された一方で、同じく実装が予告されたモバイル作品初出のイーディスは後の生放送での言及を経て公式サイトで実装中止が告知されたが撤回され、PS4/Xbox One/Steamにて本編クリア後に仲間になるが、シナリオやイベントに一切関わらないおまけキャラクターとして実装された。

#### ラスト リコレクション（Last Recollection）
2022年11月7日発表のPS4/PS5/Xbox One/Xbox Series X/S/Steam用作品。2023年10月5日発売。舞台はアンダーワールド編の後半となる《War of Underworld》編。
バンダイナムコは、本作で『インフィニティ・モーメント』から始まったソードアート・オンラインのIFストーリーのゲーム作品は最後になると明言している。

### コンシューマー版（原作準拠）

#### フラクチュアード デイドリーム（Fractured Daydream）
2024年2月21日発表のPS5/Xbox Series X/S/Nintendo Switch/Steam用作品。2024年10月3日発売。
『ラスト リコレクション』までとは異なり、アリシゼーション編までの物語が小説版やアニメ版準拠で展開した作品で、今までのゲーム作品のオリジナルキャラクターは基本的には登場しない。

### クロスオーバー作品

#### アクセル・ワールド VS ソードアート・オンライン 千年の黄昏（AW VS SAO）
PS4/PS Vita用アクションRPGとして2017年3月16日に発売された、『アクセル・ワールド』とのクロスオーバー作品。開発はアートディンク、プロデューサーは二見鷹介。「千年の黄昏」で「ミレニアム・トワイライト」と読む。
本作の世界観はコンシューマー版SAOシリーズのもので時系列も2025年の年末から年明けとされているが、公式設定資料集などではSAOシリーズではない番外編的位置づけとなっている。
『LS』で登場したスヴァルト・アールヴヘイムに時空を超えてバーストリンカー達が迷い込み、『AW』と『SAO』キャラが共演する作品となった。
『LS』同様の飛行と魔法・ソードスキルをベースとしたアクションで戦うSAO側のキャラクターに対し、AW側のキャラクターは加速（超高速移動）と固有の必殺技・心意技で戦闘を行うことになる。レベルへの依存度や回復能力の差など、SAOキャラクターとは全く異なる使い勝手となっている。SAO側も『LS』からいくつかの変更が行われ、魔法詠唱中の移動が可能となり、ソードスキルはリキャスト制となった。一方、キャラクターエディットは廃止された。マルチプレイ要素も強化され、『LS』でのデュエル・クエストに加えフィールドでのフリー探索が可能となった他、ゲーム内で手に入る称号で他のプレイヤーにアピールできる。
なお、『AW』が『SAO』の21年後の世界を舞台としているのかは原作では不確定である。本作においても同様で、両者の関係が「地続きの歴史」なのか「時代のずれた並行世界」であるのかは不明であることが繰り返し登場人物の口で強調されている。また本作は歴史改変SFの要素が強いが、歴史改変のルールはそのほとんどが不明である。改変が未来に実際に影響を及ぶまでに時間的距離に応じて猶予があることのみが判明している。
本作においては大本の原案を原作者の川原礫が自ら作成しており、原作者だからぎりぎり許されるぐらいのところまで踏み込んだものとなっている。AWのキャラクターたちがALOへと現れる理由付けにはかなり苦労したとのことだが、それがシナリオの根幹部分にも繋がっている。
外伝作品からは再びルクスが登場する。
『DELUXE EDITION』は2017年9月12日よりSteamで配信されているが、日本非対応である。

### モバイル各作品
モバイル作品は作品ごとに時系列は独立している。
ネイティブアプリタイトルについてはiOS版はApp Store、Android版はGoogle Playにて配信。
SAO -LOG OUT-
2012年にAndroid用のネイティブアプリとして、アスキー・メディアワークスより配信。パズルゲーム。現在は配信終了。
エンドワールド
バンダイナムコゲームスによるソーシャルゲームとしてGREE上にて提供されていたが、2012年のリリース直後から発生した不具合によりサービスを休止した。2013年2月28日よりオープンβサービスとして開始。動作の安定性の確認やバランス調整などを行い、それが完了次第、正式サービスに移行。開発担当はスーパーアプリ。GREEアワード2013にて優秀賞、GREEプラットフォームアワード2014にて優秀賞をそれぞれ受賞している。
本作のストーリーは他のどの作品とも異なる本作独自の展開となっており、プレイヤーの分身となる主人公とオリジナルヒロインたちが中心の物語となる。正常なアインクラッドの100層全てを踏破し、原作1〜8巻及びLS以前に登場したコンシューマー版オリジナルキャラクターのほぼ全てがSAO事件に巻き込まれているのも特徴。また、ALOは本時系列では主要舞台から外れており、ログインの経験があるのはリーファ、ユウキ、セブン、スメラギの4人のみである。
2016年11月8日より第二部が配信開始。舞台を本作オリジナルのVRMMO《ソードアート・オンライン エンドワールド》へと移して新たな物語が描かれる。主人公はキリトと共にSAOクリアに貢献した最強のプレイヤーとして双璧を成している。
2017年9月20日をもってサービスを終了。
コード・レジスタ
2014年12月1日にサービス開始されたネイティブアプリ。400万DLを突破している（2015年4月現在）。原作に登場した「ソードアート・オンライン」・「アルヴヘイム・オンライン」・「ガンゲイル・オンライン」の3つの世界を包括したVRMMO《シーズ・グローバル・プラットホーム》が舞台となる。そのため原作とは異なり、別々の世界のキャラクターが混ざって登場している。原作とは異なるストーリーであり、本作では、主人公をそれぞれの世界の特長を持つキャラクターから選べる。主人公は原作の登場人物の協力を得て失踪した兄を追う。戦闘システムは、デュエルオーダーシステムである。
時系列はALO事件が起きた原作7巻までの展開をベースにしつつ、コンシューマー版の時系列の要素も取り込んでいる。また、プログレス・リンクとコラボが行われSGPで起きた事件がプログレス・リンクのALOに影響を与えている。
2018年8月30日をもってサービスを終了。
プログレス・リンク
バンダイナムコゲームスとディー・エヌ・エーの共同開発よりMobageのソーシャルゲームとして2015年2月9日よりサービス開始。原作に登場した「アルヴヘイム・オンライン」の世界が舞台である。ユウキが季節イベントに参加してアスナ以外のキリトらSAO生還者のパーティと深く交流しているといった相違点もある。他作品と異なり、主人公が原作の主要人物たちのチームに迎えいれられる展開となっている。
『コード・レジスタ』とのコラボにより、SGPで起きていた事件の影響を受けて本作のALOにゴーストアバターが出現している。
2016年7月29日をもってサービスを終了。第二部である浮遊城塞アスガルド編は未完結に終わっている。
刀剑神域 黑衣剑士
中国にて北京云畅游戏科技よりバンダイナムコエンターテインメントから認可され、2016年5月10日にAndroid、6月9日にiOSでサービスを開始したネイティブアプリ。
メモリー・デフラグ
バンダイナムコエンターテインメントより2016年8月29日よりサービスを開始したネイティブアプリ。ジャンルは大切な想い出を重ねるアクションRPG。略称は『メモデフ』。
原作&アニメに登場したVRMMORPG『ソードアート・オンライン』、『アルヴヘイム・オンライン』、『ガンゲイル・オンライン』（ver.1.0現在）を中心に、主人公キリトの回想（追体験）としてシナリオ進行させるアクションRPGだが、ストレア、レイン、セブンなど、原作に登場しないキャラクターも課金システムから抽選排出され操作可能。また、キャラクター強化における能力のアンロック時に、固有のオリジナルストーリーイベントが発生する。
戦闘システムはアニメのイメージと爽快感が強く意識されており、敵の攻撃を「パリィ」で弾き、タップで交代させたキャラクターが「スイッチ攻撃」をするという、原作やアニメでおなじみのコンビネーション攻撃が基本戦術となっている。
2021年8月30日にサービス終了。
インテグラル・ファクター
バンダイナムコエンターテインメントより2017年11月30日にサービスを開始したネイティブアプリ。ジャンルはオンラインRPG。略称は『SAOIF』。
『エンドワールド』同様、SAO事件に巻き込まれた一人のプレイヤーとしてヒロインと共にアインクラッド攻略に挑む。略称にある「IF」は英語で「もし…ならば」を意味する「if」とかけたものであり、主人公の行動次第で原作とは異なるストーリーが展開される。
攻略可能な階層はアップデートによって徐々に増えていく仕様で、2021年5月現在は50層まで攻略できる。
装備の種類は片手剣・槍・弓などがあり、クエスト報酬やガチャで入手可能な「スキルレコード」をセットすることでソードスキルやアビリティが使えるようになる。
VR LOVELY HONEY DAYS
2018年10月5日にバンダイナムコエンターテインメントよりサービスを開始したネイティブアプリ。ジャンルはVRアドベンチャー。
プレイヤーはキリトとなって、アスナとのコミュニケーションを楽しむという内容。エピソード1は無料であるが、エピソード2移行は課金コンテンツとなっている。
アンリーシュ・ブレイディング（旧 アリシゼーション・ブレイディング）
2019年11月20日よりバンダイナムコエンターテインメントよりサービスを開始したネイティブアプリ。2021年10月30日のアップデート時に改称。略称は改称前後共通して『アリブレ』。
2023年1月16日サービス終了。
刀剑神域 黑衣剑士：王牌
中国にて2021年6月9日にバンダイナムコエンターテインメント（上海）と、恺英网络の子会社の上海恺英网络科技よりbilibili游戏でサービスを開始したネイティブアプリ。
ヴァリアント・ショウダウン
アニメ10周年の記念として2022年11月21日にバンダイナムコエンターテインメントよりサービスを開始したネイティブアプリ。ジャンルはアクション。
2023年9月28日から2024年冬頃まで、システムの根本を修正する大規模メンテナンスを実施中。

### アーケード版

#### アーケード ディープ・エクスプローラー
2019年3月19日にアーケードゲームとして稼働開始。ジャンルは探索アクションRPG。プレイ人数は1～3人。
開発はアートディンク。連動サイト『ViSTerモバイル』はファインが担当。
プレイ画面は以前稼働されていた『ドルアーガオンライン THE STORY OF AON』を彷彿とさせる感じになっているが、あちらの作品とは異なり、移動はジョイスティックを使用して行う。攻撃ボタンは3種類あり、ボタンごとに使用するキャラを交代し、そのまま攻撃することが出来る。
プレイ料金はチケット制。
本作からバナパスポートのカードリーダーが新デザインとなった。尚、電子マネーには対応していない。

### VR体験型イベント

#### ザ・ビギニング
正式タイトルは「ソードアート・オンライン ザ・ビギニング Sponsored by IBM」。
2016年3月18日から20日にかけて開催されたVR体験型イベント。日本IBMとのコラボレーション。
現実の日本IBMのSoftLayerを利用して実施された。
208名の定員に対して応募総数は10万件以上に登った。会場は非公開。
イベントは終了したが現在も公式サイトでプロローグとエピローグを閲覧可能。コグニティブコンピューティングをテーマとしている。
かつて茅場晶彦とSAO作中世界の日本IBMが共同開発したSAOのアルファテストを舞台としており、作中の時系列も2016年である。

#### レプリケーション
2017年12月8日から10日にかけて開催されたのVR体験型イベント。NTTドコモとのコラボレーション。
会場は東京スカイツリータウン内の東京ソラマチ5Fスペース634。
同社の5G回線の技術を使用して実施された。
SAO事件に巻き込まれた一人のプレイヤーの物語となっている。

#### アノマリー・クエスト
2023年4月14日に開業した「東急歌舞伎町タワー」の4Fにオープンする施設『THE TOKYO MATRIX』のアトラクションとして開業当日から営業開始。
その名の通り、キリトとアスナが敵となる異常事態となり、莫大な報酬を目当てにALOプレーヤーである自分自身が新生アインクラッドの某層の奥に存在するダンジョンに潜むキリトとアスナを討伐すると言うミッションになっている。

## 各作品ストーリー

### コンシューマー作品
インフィニティ・モーメント
キリトがヒースクリフとのデュエルに勝利し、SAOはクリアされたかに見えた。だがプレイヤーたちはログアウトできず、さらにはワールド全体に深刻なシステムエラーが発生。
後に「76層以上の大事件」と呼ばれるその事件によりプレイヤー達は一部のスキルやアイテムを消失し、76層以上に昇った者は下の層へと戻れなくなってしまう。
一度は途方に暮れる攻略組の面々であったが、改めて全100層の踏破を決意し76層主街区《アークソフィア》へと足を進める。
転移システムの不具合を知らないまま《街開き》に来てしまったプレイヤーたちの中にはシリカやリズベットの姿もあった。
エラー訂正機能の低下によってユイは再び実体化し、更にはゲームの外から現実でキリトの妹であるリーファや記憶喪失の少女シノンがアインクラッドへ迷い込む。
MHCPのストレアも加えたキリト達はアークソフィアを拠点とし本来のゲームクリア条件である第100層「紅玉宮」踏破を目指すが、システムエラーはやがてアインクラッド自体を崩壊させていく。

ホロウ・フラグメント
「76層以上の大事件」から約一カ月後の2024年12月。いつものようにアインクラッドの攻略を進めていたキリトは、突如謎の未踏区域《ホロウ・エリア》へと転送されてしまう。
誰にも発見されていないはずのその場所で、彼はフィリアと名乗る《犯罪者（オレンジ）》プレイヤーの少女と出会う。成り行きで共闘した彼女の案内でアインクラッドへ戻ったキリトは、アインクラッド攻略と平行してホロウ・エリアの探索を始める。
そんな二人の前に、かつて行方を眩ませたはずのSAO最悪のプレイヤーキラー・PoHがその姿を現す。

ロスト・ソング
キリト達がSAOからの生還を果たし、現実での生活に慣れ始めてしばらく経った頃。
世間は12歳にしてVR技術を研究する天才科学者・七色アルシャービンと、彼女がVRアイドル活動を行っているVRMMO《アルヴヘイム・オンライン》の話題に賑わっていた。
キリトはVR世界の行く末を見届けたいという想いと七色への興味から、かつてリーファもプレイし、SAOを継承するゲームでもあるこのゲームへのログインを決める。
そしてかつての馴染み深い仲間も一人二人と集まり数ヶ月が経過した2025年6月、ALOに大型バージョンアップが行われ、新エリアの浮遊大陸《スヴァルト・アールヴヘイム》が実装される。
この新たなエリアでユウキやレインら新たな仲間を加えたキリト一行は、七色ことセブン率いる巨大ギルド《シャムロック》とスヴァルトエリアの各ダンジョン・クエストの初踏破を賭けて鎬を削る事になる。

ホロウ・リアリゼーション
西暦2025年。旧SAOサーバーを元に研究開発を兼ねた新たなVRMMO《ソードアート・オリジン》、通称《SA:O》が立ち上がる。そのクローズドβテストに参加したキリトは、一人の不思議なNPCの少女と出会う。
彼女は役割も性格も何も設定されていない、システムNPCとしては本来あり得ない存在であった。
このまま運営側に報告すれば単なる不具合として抹消されてしまう―そう憂慮した一行は彼女をプレミアと名付け、様子を見つつも彼女の面倒を見ていくことにする。
そんなある日、プレミアを連れたキリトとアスナは攻略され尽くしたはずの洞窟の奥で謎の祭壇と光る石を発見する。
ノーヒントで隠されていたプレミアの本当のクエスト、SA:Oの黒の剣士ジェネシスとそれに付き従うプレミアと瓜二つのNPCティア。それが、アインクラッド創生に関わるNPCたちとの出会いと別れの始まりだった。
蒼空の闘士・深淵の巫女
プレミアとティアにまつわる出来事が収束してから一週間後。アインクラッド攻略を進めるプレイヤーたちの間には白い髪の奇妙な女性NPCを見たという噂が流れていた。
噂を聞きつけた一行はそのNPCがティアではないかと考え、件のNPCを探すべくアインクラッドの探索に乗り出す。だがこの時一行はティア、そしてプレミアの身に消滅の危機が迫っていることをまだ知る由もなかった。

NPC消失事件（オラクルズリメイン）
ティアに対する特異点の干渉を断ち切ったその後。はじまりの街を散策するキリトたちの前でNPCが突如ポリゴン片となって霧散する事件が起きる。
アルゴの調査によれば他にも同様の事件が起きていたという。セブンの提案によりゲーム内部からの調査を行う一行は、異変の原因であるダンジョン化した特異点の内部「ディープデータ領域」へと踏み込んでいく。

フェイタル・バレット
2026年。幼馴染のクレハに誘われ、初めてのVRMMOに《ガンゲイル・オンライン》を選んだ主人公。
新人でありながら新機能のサポートAI《ArFA-sys》、その中でも特に貴重なType-Xを入手した彼はGGO中の注目を集める。
同じく《ArFA-sys》を連れた凄腕の女性プレイヤー・ツェリスカ、トッププレイヤーの一人であるスコードロン《アルファルド》のリーダー・イツキ、そしてキリト一行。
英雄たちと共に銃と鋼鉄の世界を駆け抜ける主人公は、やがて《SBCフリューゲル》の攻略により自身も英雄の一角にその名を連ねることになる。

銃火の覇者・壕陣の造手・機駆の馭者
時はSBCフリューゲル攻略の前。GGOにアファシスがエネミーとしてフィールドに現れるという噂が流れる。
情報を追い新フィールドに出たキリトと主人公たちに襲いかかったのはGGOの有名プレイヤー達の姿と能力をコピーしたエネミーアファシス達。
だが、それはGGOに迫るゲーム崩壊の危機の先触れに過ぎなかった。

雪原の歌姫
第二の死銃による騒動が犠牲者を出すことなく終結し、一連の事件に一段落がついてしばらく後。世間が三連休を迎える中、主人公はキリト達から新フィールド「ホワイトフロンティア」の攻略に誘われる。
その最速クリア者には「夜の結晶」と呼ばれる特別報酬が与えられるという。共に攻略を進める中で、キリトは思わぬ人物と再びの再会を果たすことになる。

深淵の仮面
新しいダンジョンが実装され、主人公はダンジョンのクリアを目指す。
ダンジョンを進めるうちに「ヒュドラ」と名乗るソロプレイヤーと出会う。

アリシゼーション リコリス
アドミニストレータとの決戦。キリトの伸ばした手はユージオへと届き、カーディナルとユージオは死闘から生還する。
昏睡したキリトもカーディナルやユージオ、アリスの助けにより目を覚まし、運命は確かに変わった。
しかし現実世界との通信は不自然に切断され、キリトはアンダーワールドへの残留を強いられる。
公理教会も最高司祭の死によって表面化した腐敗貴族の不正や、見過ごされていた脅威への対処を余儀なくされる。
そんな日々の最中、キリトはアドミニストレータとの死闘でユージオを失う「もしも」の夢を見、戦慄する。
彼は大切なものを守るための強さを求め、再び二刀流を振るうべく、夜空の剣に比肩する神器を求めてユージオと共に各地を回る旅に赴き、その際にキリトとユージオ、かつてのアリスを知る少年ログと出会う。
ラスト リコレクション

#### 千年の黄昏
ネガ・ネビュラスと加速研究会の決戦を目前に控えた西暦2047年のブレイン・バースト。だが、その上空には浮遊大陸状の謎の巨大な影が出現していた。その正体を確かめるべく影へと突入したシルバー・クロウとブラック・ロータスであったが、突然の嵐により二人は散り散りになってしまう。目覚めたクロウが見たものはブレイン・バーストとは全く異なる仮想世界だった。
一方で西暦2025年末のアルヴヘイム・オンライン。何気ない平穏な時間を過ごしていたキリト・アスナ・ユイの元に突如鳴り響く、緊急メンテナンスのアラーム音。いつもと違う様子でどこかへと向かうユイを追う二人の前に立ちふさがったのは、謎の黒塗りの機械人形のアバター―【黒の王】ブラック・ロータスその人だった。
[仮想]と[加速]、時を越えて二つの世界が交差する。

### モバイル作品
アンリーシュ・ブレイディング

メモリー・デフラグ

インテグラル・ファクター

コード・レジスタ
SAO事件を経てもなお拡大を続けるVRゲームの世界。
失踪した兄の手がかりを求めるプレイヤーは、兄の勤めていたSRゲームズ社から試作グローバルアバターの提供を受けて彼らの運営するシーズ・グローバル・プラットホームの世界へとダイブする。
やがて兄の失踪の真実を突き止めたプレイヤーは、幼馴染のシャムとともにSGPの世界を揺るがす陰謀と対峙することになる。
インテグラル・ファクター

エンドワールド アインクラッド編
狂気の天才科学者・茅場晶彦によってデスゲームと化したソードアート・オンライン。
主人公もまた自らを強化し生き延びるためにはじまりの街を飛び出すも、ゲーム初心者である彼（彼女）は最弱クラスのモンスターにすら苦戦してしまう。実力ある女性剣士エリスに助けられ、いたずら好きのハルバード使いノエルを加えて3人で再び探索に出た主人公だったが、今度は第1層には現れないはずの強力なモンスターに襲われ再び窮地に陥る。三人がかりでも歯の立たない相手から彼らを救ったのは黒いコートの少年、後の《黒の剣士》だった。
そして彼らのエンドワールド―――世界の終わりを目指す戦いの旅が始まる。

第二部 エンドワールド編
多くの仲間と共にアインクラッド100層を戦い抜き、キリトと並び立つSAO最強のプレイヤーへと成長した主人公。キリトと彼（彼女）、《最強の双刃》によってアインクラッドは世界の終わりを迎え、SAO事件は幕を閉じた。
それから4ヶ月後。ネット上で話題になり始めた謎のVRMMO《ソードアート・オンライン エンドワールド》。SAOの世界を安全に体験できるというこのゲームに、「赤い鎧を纏った聖騎士風のプレイヤーを見た」という噂が流れ始める。
エリス、ノエルと再会した主人公は噂の真実を確かめるためにSAOEWへのログインを決意する。
そこにはある人物の依頼を受け、噂の真相を調査しに現れた《黒の剣士》の姿もあった。主人公のかつての仲間たちも姿を見せ、SAO生還者達は再び剣の世界にその身を投じる。

プログレス・リンク
主人公ハルカはALOの新規ログインキャンペーンに当選。 特別なナビゲーションピクシーであるエリシュカと出会う。
初めてのVR戦闘に苦戦するハルカは偶然リーファに助けられたことから、大型クエスト《アナザー》攻略のためにキリト一行が結成した《オーディンミスク》に迎え入れられる。
ハルカはキリトらと共にクエストの攻略を進めながら、エリシュカとの絆を育んでいく。

### アーケード作品
ディープ・エクスプローラー
『ザ・シード』のネットワーク上に突如出現した謎の仮想空間。一切が不明であるそれを政府は危険視し、「Unknown」と名付けネットワーク上から完全に隔離。キリトたちに調査を依頼する。

## コンシューマー作品の登場人物
原作の登場人物は原則としてゲーム版における原作との差異や独自の展開、設定のみを記載する。
なお、２作品以上に登場しているキャラクターのうち、原作キャラは主要人物を、オリジナルキャラはゲームオリジナルの主要人物を参照。
また、１作品にしか登場していないキャラクターは各作品の登場人物を参照。

### 主要人物
キリト（Kirito）
声 - 松岡禎丞
《黒の剣士》の二つ名を持つ、原作本編の主人公。
原作では75層での唐突な結末が影を落としていたが、本時間軸ではアインクラッド100層全てを踏破し、最後に現れたヒースクリフを倒して己の心にけじめをつけ未練を残さず現実へ帰還した。
その後はALO事件がなかったこともあり、早々に「VR世界の行く末を見届ける」という将来像をもって行動していく。
特に『Re:HF』のストレアEDではユイやストレアとともにあくまでも自分のやり方で「アイツ（茅場）」の思い描いていた世界と想いを受け継ぐことを決めている他、『HR』のアスナとのEDではVR研究の道へ進むことを明確に口にしている。
また、「ゲームを遊びとして楽しむ」ということに対して真剣であり、『LS』においてセブンの実験への協力要請を拒否した他、『AW VS SAO』にてリズベットが今後のゲームライフが犠牲にしてでもレプラコーンに敷かれた箝口令を破ろうとした際には、ユイの消滅がかかった非常事態にも関わらず彼女のことを気遣っていた。
その他、コンシューマー作品を通じて食事の嗜好が特徴的に描かれており、重度の「辛党」かつ非常食の「干し肉」に思い入れを持っている姿をみることができる。
洞察力の高さも強調されており、『LS』ではレインの真の実力を見抜いてデュエルを申し込み、『AW VS SAO』ではユイの消滅の際に感じた違和感より、ペルソナ・ヴァベルの正体になんとなくではあるが気づいていた。
『LS』以降、原作で描かれる《二刀流》を使うことへの躊躇いは見られないものの、SAOで命を賭して戦っていた頃の力は今の自分にはない、と語っている。
『IM』では第75層でのヒースクリフとの決闘には外見上勝利するものの、決闘の最中に生じた大規模なシステムエラーにより、愛剣やアイテム、スキルの大半を喪失する事態に見舞われてしまう。
さらに『HF』では2026年12月に入って突如《ホロウ・エリア》へ転送され、PoHのホロウ・データの恐るべき計画を知ることになる。

インフィニティ・モーメント
下層に戻れなくなったことを機に、第76層主街区《アークソフィア》のエギルの宿屋を新たな拠点として活動している。
原作同様アスナとは相思相愛であり、時には周囲が呆れるほどの仲睦まじさを見せるが、絆を深めていくほどに強くなる「喪う」ことへの恐怖や、彼女を守りきることができるかを思い悩む姿も描かれている。
他方、彼に好意を抱く女子達が次々と第76層にやってきて、同じ屋根の下で生活することになったために、度々彼女達とのハプニングに見舞われてはアスナの機嫌を損ね肝を冷やすほか、『HF』でもプロローグにあたるフィリアとの邂逅について、実は口説いていたのでは、と彼女達から疑われてしまっている。また、ヒースクリフの正体看破と撃破を契機として《攻略組》を牽引する存在となっており、かつては《ビーター》として疎まれていた周囲との関係も幾分改善している。
ムービーやCGでは黒いジャケット状の《ブラックレザー》を着用。他にも数セットの専用装備が存在し、ヒロイン同様に攻撃・支援・防御に特化した傾向を持つ 。

ホロウ・フラグメント
原作同様の服装となり、更に同外見の上位互換装備の実装で原作の姿でゲームを進められるようになった。また、原作・前作にちなんだ各種バリエーションも追加されている。

ロスト・ソング
原作準拠の髪を下ろした姿で登場。SAOを継承した世界でVR世界の行く末を見届けるべく仲間達と共にALOを始める。ストーリー開始時点で既にトッププレイヤーとして名を轟かせており、それゆえにセブンとの出会いを契機として彼女が巻き起こしていく事件に巻き込まれ、やがて対峙していくこととなる。原作同様サクヤとアリシャ・ルーに気に入られるほか、セブンやレインと出会った経緯をしてクラインからは僻み混じりに「一人ハーレム」、「女の子プレイヤーホイホイ」と揶揄されている。

ホロウ・リアリゼーション
《SA:O》の開発に加わったセブンから招待を受け、仲間たちとともにクローズドβテストへに参加する。ログイン初日に出会ったプレミアに見られているような感覚に囚われたこと、また直後に受け取った謎のメッセージをきっかけとして彼女を気にかけるようになり、彼女を通じて《SA:O》の秘密へと迫っていく。
攻略を進めているうちに、アインクラッド崩壊シミュレーションモジュールによる改変《グラウンドクエスト》に巻き込まれていることに気づき、クエストを最後まで進め世界を崩壊させようとするジェネシスと敵対することとなる。決闘の末に彼のチート行為を暴きゲームから排除し、その後のティアによるアインクラッドの落下も阻止、《SA:O》の崩壊を防ぎ、VR技術の未来の可能性を守りきった。
今回の騒動を通じて広がり続ける仮想現実の可能性を仲間とともに見届けていく意志を新たにしたが、シノンの一件を通じて自分がかつて《SAO》で人を殺めた過去を再認識する事となった。また、リヒターアバターを通じて赤眼のザザと再会、どこまでも追い続けることを宣言された。
本編のその後を描いた「深淵の巫女」に於いてもティアを特異点の干渉から解放し、NPC消失事件も解決するなど引き続き《SA:O》で発生した複数の問題を解決している。しかし、NPC消失事件が解決した際にNPCといえど人の意志で命を操ることが可能になってしまった際には気持ちの整理がつかず、ストレアに気遣われている。これらの事件の解決にあたり、改めてアインクラッドに乗り込んだ際にはその景観を二度と戻りたくない場所と言いつつも懐かしさを覚えている。
アバターは現実の容姿に即しており、新規デザインの黒コート《ブラックウイングコート》が公式ビジュアル及び初期装備となっている。今回は二刀流はゲーム上のみで、ムービーなどでには盾無し片手剣の状態で登場する。

フェイタル・バレット
死銃との対峙、そして再び生成されたサチのコピーとの対面で過去の罪と向き合うことになる。
本作では純粋に遊びとしてGGOへコンバート、ログインから僅か1ヶ月でトップランカーの一角へと上り詰め《光剣使い》の異名を取るまでになっていた。その後ゲーム内大会で出会った主人公の資質と人柄を見抜いて「俺と同じタイプの人種」と評して良き指南役となり、トゥルーエンドにおいては成長した主人公を相棒と認めるまでになる。
作中では主人公たちと共にSBCフリューゲル攻略を達成するが、一部メンバーが次々とスコードロンを離れるのと時を同じくして死銃事件の調査に本腰を入れざるを得なくなり、主人公に申し訳無さを感じつつも別行動を取る。また、祝勝会当日に起きたサーバーダウンにいち早く不審さを感じ取っていた。
その後死銃事件解決の報告の際にユイによって主人公の異変に気づき、仲間たちを率いて救援に駆けつけた。EDでは自身がSAO生還者であることとその苦い過去を明かし、思い悩む主人公を励ました。トゥルーエンドでは上記に加え、自身と異なり仲間を失うことなくデスゲームから生還した主人公に惜しみない称賛を送っている。
死銃事件においては、その標的になりかねない仲間たちに一部機密を開示して注意を促している他、原作と異なりBoBへの参加を打ち明けているが、助太刀しようと意気込む仲間たちを宥めるのに苦労している。原作と異なりGGO内で顔と名前が売れているのを考慮し、BoBでは仲間に危険が波及するのを避けるべく上述の《kiriko》アバターで参加することになるが、シノン以外の知り合いには（死銃にすら）バレバレだった上、事件解決後は永久封印したいと語っている。
事件は犠牲者の生死や死銃の目的の変化を除き原作とほぼ同様の経緯をたどるがラストバトルにはアレンジが加えられており、キリトは死銃と共にその象徴であった黒星を両断している。
その後、主人公の異変に気づいた時点ではまだ新川兄弟に対する事情聴取は始まったばかりであるため、本作内ではキリトと仲間たちは死銃は新川兄弟の二人組と認識したまま本編が終了している。
そして雪原の歌姫ではサチの三度の出会いを果たすことになる。死してなお仮想世界に翻弄され続けるサチの姿に、彼女を三度目の死から救う方法を示されても、生前の本人を守れなかった罪悪感と彼女をデータとして生かし続けることの是非に迷いを見せた。しかしエイジの叱咤を受け、データであろうとサチに生きていて欲しいという気持ちを吐露し、彼女の了承を受けて「夜の結晶」にそのデータを保存、後にGGO内でその存在を再生した。
アバターは現実に準拠した姿に黒コートの「コート・オブ・ノクターンM」を着用。各種公式ビジュアルでは軽量バランス型の光剣とFN Five-seveN風の拳銃を装備するが、ゲームシステム上では光剣のみで「ガン&ソード」と「ソード」のモードを切り替えて戦う。原作での姿は死銃の調査のための特別仕様のアバター《Kiriko》として登場、衣装名は「アサシンジャケットM」となっている。

アリシゼーション リコリス

千年の黄昏
成り行きでブラック・ロータスやシルバー・クロウと剣を交えた後、ユイ救出を目指しALO組とネガ・ネビュラス合同チームのリーダーを務める。七王のゴーストとの戦いではオリジネイターである緑の王と青の王の実力に感嘆、特に青の王に対してはBB最強クラスの剣士との戦いに思わず楽しみを感じずにはいられなかった。
ハルユキとはその後は同じゲーマーとして意気投合。度々剣と拳を交える事となり、メインエピソードのラストバトルは二人のデュエルで締めくくられる。また、情報圧という言葉を「いい表現だ」と評し、以降度々自身も口にしている。
一方で同い歳の友達を持つハルユキを羨む場面や、やたらと女性にモテる事を二人纏めてうらやまれたり叱られたりといったコミカルなシーンも見せた。
DLC「異世界の漂流者」で別の時間流から飛ばされたユージオとアリスと剣を交え保護することになるが、七王の時同様、未知の強者との戦いに思わず楽しみを感じている。
なお各作品のシナリオ上では、基本的に原作に準拠したキャラクター設定やゲームシステム設定で活動しており、これは他のキャラクターにも共通している。

アスナ（Asuna）
声 - 戸松遥
《閃光》の二つ名を持つ、原作全体のメインヒロイン。ゲーム作品の仕様上、行動を共にするヒロインの選択はプレイヤーの任意となるが、シナリオ上は終始一貫してキリトと相思相愛の関係にある。
ヒースクリフが姿を消した後も《血盟騎士団（KoB）》副団長として活動しているが、最前線で活動する事実上のトップとして、ボス攻略会議の招集やボス攻略の統率役、またギルド本部・第75層以下に残った団員との連絡等で多忙な日々を送っている。

インフィニティ・モーメント
システムエラーによりキリトとのシステム上の結婚状態が解消されてしまう事態に見舞われ、その修復のために夫婦で奔走することになる。仲間達との共同生活を楽しく思う反面、キリトとの2人だけの時間を中々持てないことを残念にも思っている。原作では結婚の件が明るみに出てしまった翌日にSAOがクリアされたが、ゲームが続行された本作では噂が広まったのか街中で他プレイヤーの羨望を集めるシーンもある。イベントでは料理スキルの腕を存分に振るい、存在感を発揮している。
ゲーム版の時間軸ではストーリー終盤の展開によりSAOクリア後の状況が原作と大きく異なっており、ALOに囚われること無く現実世界へと帰還することができ、悲願であったキリトとの交際を始めている。
公式ビジュアルは背中の大きく開いた《ホワイトレッドクロス》のセット一式。専用装備はどれも原作より大胆なデザインになっている。

ホロウ・フラグメント
周囲が揃って反対する中、フィリアを助けようとするキリトの思いを真っ先に理解し、彼を信じてサポートに努めた。
衣装が原作準拠となった。また、同作で追加された専用装備は原作アリシゼーション編のステイシアアバターのものに近い意匠となっている。

ロスト・ソング
キリトとの交際を順調に続けている。自身も興味を持っていたこともあり、キリトの誘いを受けて原作準拠の姿でALOへとログインを果たす。一行とスヴァルトエリアの攻略に勤しむ傍ら、原作同様ユウキとの絆を育み《マザーズ・ロザリオ》を伝授されている。

ホロウ・リアリゼーション
ユウキのためにストレアと共に華道部を結成する他、個別EDではキリトの見ているVRの未来の壮大さに時折少しだけ彼を遠くに感じつつも、キリトを支えるためにどこまでもついて行くことを告げた。公式ビジュアル及び標準装備は新規デザインの《リリーフロックドレス》。

フェイタル・バレット
ゲーム上にてプレイヤーとアファシスの衣装の製作を担当する。
アスナもまた主人公がキリトに似ていると感じているが、なんでも一人で抱え込む所までそっくりと心配している。トゥルーエンドでは「一人で勝手に行動して危険な目にあった」メンバーに説教をするつもりだったが、結局キリト一人が犠牲になる流れとなっていた。
GGOの食材が世界観に合わせてゲテモノ揃いであるせいか、今回はキリトの希望に反して一度も料理を作っていないようで彼には不満がられている。
また原作では直葉と和人が行ったやり取りに近い会話を添い寝イベントで代わりにアスナが行っている。
雪原の歌姫では、これまで話として聞くだけであったサチとはじめての対面を果たす。死者として三度目の消滅を受け入れようとするサチに対し、キリトの苦しみを傍らで見続けてきた者としてワガママだと謝りつつもこの世に残ることを願った。
銃器はAR-57風アサルトライフルと大口径型光学拳銃を使用。作内ではキリトと弾薬の規格を合わせ、もしも時に弾薬を融通し合うことを念頭に銃器を選んでいる。
衣装はこれまでとほぼ同形状の「コート・オブ・デイブレイクF」。白を基調にSAOで赤、ALOで青を合わせていたのに対して紫を合わせている。原作（アニメ第3期1話）の衣装は「コート・オブ・サンシャインF」の名称で登場。

アリシゼーション リコリス

千年の黄昏
ユイが封印されたことで情緒不安定気味であり、バーストリンカー達の秘密の多さにも当初は疑いや困惑を感じてしまっていた。しかし時代と世界が違おうとも同じようにもう一つの現実を生きる者たちであると認識と信頼を新たにし、青の王に負い目を感じる黒雪姫を庇い逆に彼を糾弾した。最終決戦ではペルソナ・ヴァベルの言葉に自分たちとユイが普通の親子ではない、歪んだ関係であることを自覚させられるが、それでもユイに千年経とうとも変わらぬ愛を伝えるために最後の戦いへと臨んだ。

ユイ（Yui）
声 - 伊藤かな恵
キリトとアスナを両親として慕うAIにして、カーディナルシステムの生み出したMHCPの1号機。

インフィニティ・モーメント
原作時点でカーディナルによってSAOから排除されてしまっていたが、システムエラーでエラー訂正機能が低下したことにより第76層にてアイテム状態からの復活を果たす。
両親と慕う2人と共にエギルの宿屋で生活しているためにその存在は一般プレイヤーにも知られており、外部には保護者とはぐれた年少プレイヤーとしている。
ゲーム外の世界に触れておらず、原作フェアリィ・ダンス編以降と比べ人間観察の経験が不足しているためか人格面で幼く感じられる部分が見られ、突飛な行動や返答に困る質問を行う場面もあるほか、2人にプレゼントを贈るなど、原作以上に“娘”として2人を慕う姿が強調されている。
キリトとアスナの結婚が周知の事実になっていたことも相まって「SAOには結婚すると子供まで作れるシステムが搭載されている」と誤解される一幕や、人目も憚らず2人をパパ、ママと呼んでいるため、プレイヤーたちに現実の家族への郷愁を感じさせることもある。

ホロウ・フラグメント
GM権限こそ無いものの、システムの知識提供やモニタリング、解析能力により《ホロウ・エリア》やアインクラッドの攻略をサポートし、ストーリーを通じて非常に重要な役割を果たす存在となっている。SAOクリア後は記憶媒体の中で再び休眠状態となる。

ロスト・ソング
無事ALOで復活し、原作同様に《ナビゲート・ピクシー》の姿で過ごしている。ゲーム上ではチュートリアル等のナビゲートを務める。
キリト達と触れ合い、より人間らしさを獲得していく傍ら、AIとしての電子的な活動範囲も拡張させており、管理側のカメラに無断でアクセスできるレベルに至っている。
彼女の個別EDではALOにて2度目の復活を果たすが、このEDは『HR』には繋がらない。

ホロウ・リアリゼーション
セブンの協力により、《チュートリアルキャラクター》の位置付けで《SA:O》に参加する。キリト達には知り得ないシステム面から、また同じAIである観点から、ともにプレミアの謎に迫っていく。
また、アルゴとともに子犬の飼育に関わり、その成長と死、次世代の誕生を見つめたことでたくさんの想い出と悲しみの感情を学ぶ事になった。
ケープなどを着用した新衣装で登場。足もこれまでは素足が基本だったが本作より靴を履くようになった。

フェイタル・バレット
今回もゲーム上では戦闘には参加しないが、これまでと異なりアカウントを取得して一プレイヤーとしての立場でGGOにログインしており、死銃の調査のためにBoBに参加するキリトに同行を希望する他、トゥルーエンドでは仲間たちのナビゲートをしている姿が見られる。
主人公とクレハにはAIであることが早々に明かされている。一般のプレイヤーアカウントのはずだが、メインストーリーでは他のAI仲間と共にサーバーダウンの調査を提案する他、本編のラストバトルではストレアとデスゲームエリアの状況を解析し、アファシスの解放した回線の維持を行いキリトたちを援軍へと送り出している。雪原の歌姫においても、ブラックボックスを埋め込まれたサチの解析を行った。
SF的な白とピンクの「ピクシーワンピースF」を着用。

アリシゼーション リコリス

千年の黄昏
歴史の改変を目論むペルソナ・ヴァベルによりバベルの塔へと封印されてしまう。
ユイはキリトやアスナ達がこの世を去った数百年後の未来において、数々の功績を残し仮想世界創生の母《イヴ》と呼ばれる重要人物となっている事が明らかとなった。
本人曰く「ようやく仮想世界のわたし達の仲間も市民権を得たって感じ」。皆の遺志を継ぎ、使命感に燃え、NPCの仲間たちとともに皆が夢見た仮想世界の構築に全力を注ぎ、時には傷つき対立しながらも必死に戦い、世界を少しずつ好転させていった結果であった。ユイの消去は、これらの功績もまた無かったことにされることを意味している。
一度はペルソナ・ヴァベルの計画が成功しデリートされてしまうものの、未来からの助言によって千年後の仮想世界へと乗り込んだキリト一行によって無事にデータをロールバックされ現代に復活する。事件解決後、今度はプライベート・ピクシーの消去を望むカーディナルのクエストにより再び消滅の危機に晒されるが、キリト・アスナ・ストレアによって無事に阻止された。

シリカ（Silica）
声 - 日高里菜
小竜型モンスター・ピナを「使い魔」として使役する《ビーストテイマー》の少女。

インフィニティ・モーメント
目立ったシステムエラーの影響を受けずに済むものの、「75層で大事件が起こった」という噂にキリトを心配して様子を見に第76層に来たため、中層に戻れなくなってしまう。これを機にキリトの力になることを決意し、キリトに見繕ってもらった街中でも受注できる高効率のクエストに邁進した結果、《攻略組》に加われるレベルに達し、晴れてキリトと共に戦えるようになっている。また、必然的にアスナやリズベットとも第76層で出会うことになり、原作に先んじて（状況などの舞台設定こそ大きく異なるものの）初対面の一幕が描かれ、キリトとアスナが結婚していたことを知った際には衝撃を受けている。
街中の接客クエストで他プレイヤーから人気を博したり、テイマー仲間との交流・情報交換をこなしているなど、随所で社交性の高さが描かれる他、フィールドに生息するリス型クリッターの群れに好かれるなど《ビーストテイマー》としての才能を覗かせている。同作及び『HF』での固有イベントは、彼女とピナの絆を軸にしたものが主となっている。
専用装備はそれぞれメインカラーが赤・黄・青と見た目がガラリと変わる。

ホロウ・フラグメント
追加装備は猫耳も付き、よりALOのものに近い外見となった。

ロスト・ソング
原作準拠の姿。アスナの存在から自制こそしているものの、リズベットとともにキリトを振り向かせるべく奮闘している。SAO開始時からあまり成長していない自分の体型を気にしており、抜群のプロポーションを誇るリーファとストレアを羨ましく思っている。

ホロウ・リアリゼーション
リズの影響でお店に興味を持ち肉まん屋を開業する。店の経営についてリズから指南を受けているうちに更に友情が深まったようで、お互いに姉妹のような親近感を抱くようになった。

フェイタル・バレット
その外見の愛らしさからSAO時代に男性プレイヤーに熱い視線を向けられることはあったが、可愛いものの少ないGGOでは今度は女性プレイヤーに付け回され、更にはフィールド上の会話でツェリスカにまで可愛がられている。
それらが原因なのかは不明であるが、添い寝イベントでは最近怖い人に追いかけられる夢を見ていると語っており、SAOの頃を引きずっているのかもしれないと考えている。
自身はイメチェンを図ってアルゴの仲介によるアバターの売買まで考えていたが、髪型の変更でピナが困惑し、キリトの言葉もあってこれまで通でゆくことに決めるのだった。
また、GGOの仕様のためかピナの食事量（≒エサ代）が増して苦労している様子。
MP5K風サブマシンガンとフルオートの光学拳銃を使用。衣装はSAO時代同様に赤と黒を基調とした「テイマーズジャケットF」で、ヘソ出しとミニスカートが特徴的。原作（アニメ第3期1話）の衣装は「テイマーズスーツF」の名称で登場。

アリシゼーション リコリス
「青目の悪魔」の章にてメインキャラクターを務める。

千年の黄昏
ブレイン・バースト侵食時の混乱でシノンとリーファからはぐれてしまい、モンスターの襲撃でとっさに樽の中に身を隠したものの、そこから出られなくなってしまうという失態を演じてしまった。なお、その際に使用した樽は、このことが原因で作中に登場する一部のガラクタコレクターの間で有名になってしまった模様。
その後、黄の王との対決にてフィリア・シノンと連携し人質救出作戦を行い無事成功。体躯の小ささを活かした奇襲で連携の要となったが、身体の小ささが功を奏したことに関しては不満そうであった。
ピナ（Pina）
シリカの使い魔である小竜型モンスター《フェザーリドラ》。偶然の出来事から特定の餌を与えることで能力が成長することが発覚し、ゲーム上でも育成により様々なブレスを使わせることができる。昼寝中のキリトの腹の上で眠ったり、勝手に宿屋の部屋の扉を開けてしまったりと、原作同様に随所でアルゴリズムから外れた行動を取る。シリカの個別EDではユイ同様にゲームシステムから切り離され、本体はシリカのナーヴギアに転送されることになる。
その後、『LS』にてナーヴギアに残ったシリカのキャラクターデータをコンバートした際に、一緒にALOへコンバート。以降も『HR』ではセブンの協力で、『FB』ではGGOのアップデートで実装された「ペット」としてシリカと行動をともにしている。『FB』ではサソリ型エネミーが苦手らしいことが判明した。
『AW VS SAO』ではエギルとシルバー・クロウのデュエルを見て自身も頭突きを習得する。

リズベット（Lisbeth）
声 - 高垣彩陽
《攻略組》の多くを常連客に持つ鍛冶屋の少女。作品によってシステムは異なるものの、いずれの作品でも戦利品の鑑定や武器の強化・カスタマイズを担当する。
彼女の専用装備は鎧や作業着など、それぞれにはっきりしたモチーフがある。誕生日は5月18日

インフィニティ・モーメント
メインキャラクターの中でも最も深刻な形でシステムエラーの影響を受けてしまい、中層に戻れなくなったことで自店舗を事実上喪失するのみならず、メイスの戦闘スキルと彼女の代名詞にして生命線である鍛冶スキルの大半がロストし、多くの顧客を失う憂き目にあう。
悲嘆に暮れかけるがキリトとアスナの励ましにより奮起し、76層主街区《アークソフィア》に「リズベット武具店」を再開店する。
キリトへの気持ちは依然として残っており、彼の妻となったアスナはおろか、シリカ、リーファ、シノン、ストレアにフィリアと可愛い女の子が次々とキリトの前に現れることを僻みながらも、持ち前の姉御肌で仲間達の輪を繋いでいる。
彼女の固有イベントは鍛冶スキル再習得への協力から始まり、最終的にキリトへの想いを込めた会心作の片手用直剣を打ってくれるほか、鍛冶屋としてのプライドや職業意識の高さなど武具職人として腕を振るう姿が描かれている。
SAOクリア後の状況が原作フェアリィ・ダンス編と大きく展開が異なるため、個別EDでは現実世界での「第二ラウンド」を開始するつもり満々の様子を見せている。

ホロウ・フラグメント
素材収集や防具の作成といった武具職人として腕を振るう姿が描かれている。

ドレス状の服装が追加された。

ロスト・ソング
原作準拠の姿。空都ラインでエギルの店と家屋を共にした「リズベット工房」を開業する。自制しているものの、キリトへの想いが未だに揺るがないことに彼女なりの苦悩を抱えている。

ホロウ・リアリゼーション
店の経営に興味を持ったシリカの指南役に収まる。二人で奔走するうちにお互いに姉妹のような親近感を抱くようになった。

フェイタル・バレット
GGOではアバターがこれまでより「微妙に太い」「ちょーっとだけふっくら」してしまい、細く見える装備を求め研究を重ねている。また、最近は仮想世界の寝心地も研究しており、寝具の加工にも興味を持っている。
戦闘面では無意識のうちに銃撃戦、またはPvPへの忌避感があるようで、引き金を引くことに違和感を感じている。また、狙撃手の「目標を敢えて殺さずに痛めつけることで仲間を誘い出す」戦法には怒りを顕にしている。
ベネリM3風ショットガンと光学サブマシンガンを使用。衣装はピンク系統のチョッキと半ズボンにプロテクターを合わせた「ジャケット・オブ・スミスF」。原作（アニメ第3期1話）の衣装は「ハート・オブ・スミスF」の名称で登場。

アリシゼーション リコリス

千年の黄昏
異変直後からキリトに合流。最終盤ではレインとともに未来の仮想世界へ行き来するための一対の飾剣を鍛え上げ、事件解決に大きな役割を果たした。

リーファ（Leafa）
声 - 竹達彩奈
原作フェアリィ・ダンス編のヒロインであり、キリトの義理の妹。

インフィニティ・モーメント
2年に亘り依然として眠り続ける兄や、次々と亡くなっていくSAOプレイヤーの姿に耐えかね、友人が隠し持っていたナーヴギアを使いSAOへのログインを敢行し、ALOのシルフアバターで兄と再会する。
混乱を避けるため乱入者であることは外部には内密にしており、現実に即した容姿が反映されているSAOでは異質な妖精姿については《シェイプチェンジ》トラップによるものとしている。
その立場上「ゲームオーバー=現実世界の死」というルールが脅しではないことの証人でもあり、キリトの内に深い悔恨を呼び起こすこととなった。兄の傍にいたい一心で、危険を冒してまでSAOに飛び込んできた彼女の思いを知ったことで、SAOに囚われる以前に2人の間にあった心の距離は縮まっている。
その外見とSAOへの途中参加という異常事態に、キリトも妹だとにわかには信じられなかったが、アスナが隣にいる前で幼い頃の兄の暴露話を持ち出し、半ば強引に本人と証明した。なお、背丈や胸は2年前は大きくなかった（＝シリカと似ていた）が、本人曰く「成長期」を迎えており、特に現実同様本人は邪魔だと思っている発育豊かなバストは女の子達からことあるごとに注目や羨望を集めている。
キリトには家族としての愛情と共に異性としても想いを寄せており、固有イベントは「一緒に遊ぼう」といった兄妹ならではの距離感をきっかけにキリトと出かけるものが多い。
ゲーム内とはいえ結婚して娘までいることを知った際には驚きを受けていた。
アバターは、背中の羽が消失した以外はALOでのシルフアバターそのもの。使用武器は片手剣で、ソードスキルの扱いこそ不慣れなものの、ALOの経験と現実での剣道の腕前によりその戦闘力はキリトも認めるほど。初期装備および各専用装備は原作の雰囲気を残した緑と白が基調のもので、ミニスカートや背中の開いた上着など露出度が高い。キリトやアスナと違いゲーム上でも原作の服装は手に入らないが、彼女専用の武器が2つ用意されている（うち1種は見た目も彼女のみのオリジナル）。

ホロウ・フラグメント
共通EDでは、SAOクリア後にダイシーカフェで催された打ち上げ会にて、仲間達をALOへと誘っている。

ロスト・ソング
キリトとアスナをALOの先輩として導いている。SAO以来兄妹の仲は良好であり、周囲からは最近はキリトのことばかり話す、と言われるほどに兄とのふれあいを喜んでいる。本作では原作準拠の姿で、キービジュアルや限定版パッケージにも描かれている。

ホロウ・リアリゼーション
他校との剣道の交流試合を間近に控えてゲーム内でもフィリア協力の元で練習を行っていたが、彼女の応援に応えようと無理をしたことでリアルで足を怪我してしまい、試合は棄権となってしまう。
応援してくれたフィリアを気遣い明るく振る舞っていたが、彼女から「表彰式」で優勝カップ似の金の盃を送られたことで悔しさを涙とともに吐露。苦労は違った形で報われ、二人で記念撮影を行った。

フェイタル・バレット
銃の世界たるGGOではいつもと違う兄が見られると密かに楽しみにしていたものの、結局剣から離れられていない兄には多少がっかりしている。また、GGOにはおおむね満足しているものの飛べないことだけは残念に感じていたが、主人公に連れられてUFGでビル上りを行った結果、自身もGGOの空を体感すべくUFG獲得を目指す事を決めた。
フィールドでの対人戦ではワイヤートラップにかかった体勢から相手に銃撃を与える体捌きを見せている。
FA-MAS G2風アサルトライフルと軽量バランス型の光剣を使用。衣装は緑を基調としたホルターネックのレオタードとズボンがセットになった「シルフィードハンターF」。

アリシゼーション リコリス

千年の黄昏
シノンと共に閉鎖空間に閉じ込められた状況下でアーダー・メイデンとスカイ・レイカーのコンビと遭遇し、誤解から交戦することになってしまうが、突如現れたボス敵との共闘を経て閉鎖空間が解除され、誤解が解けキリトたちと合流を果たす。

『LS』『AW VS SAO』のゲーム内のムービーではALOにおいてもSAO時の衣装となっている。

シノン（Sinon）
声 - 沢城みゆき
原作ファントム・バレット編のヒロイン。『IM』から続く時間軸ではシステムエラーから間もない時期にPTSDの治験でメディキュボイドを利用しており、それが不具合を起こしたカーディナルシステムがナーヴギア端末と誤認され強制的にSAOへログインさせられてしまう。なお、この設定については後の原作及びスクワッド・ジャムとの展開との整合性が厳しいものとなっている。
原作よりクリアが半年ほど遅延したSAO事件に巻き込まれたことによる高校進学への影響は定かではないが、『HR』時点で原作同様の経緯で恭二と現実で知り合い、『FB』時点ではアパートで一人暮らしをしている。しかし原作と異なり、その時点で既にキリトたちとの関係が構築され孤独ではないせいか、恭二とは大して深い付き合いではくなっている。
キリトのことは当初は訝しんでいたものの原作より明確な好意を寄せるようになり、『HF』ではキリトにプレゼントされたメガネをSAO内でもお守りにするようになった。以降も仮想世界でも眼鏡を使用することがあり、『AW VS SAO』では「眼鏡をしてたほうが集中できる気がする」と述べている。

インフィニティ・モーメント
異常なダイブでアークソフィアの空中に出現・落下したところを偶然居合わせたキリト達に保護される形で登場。その影響で軽い記憶喪失を起こしていたが、記憶が戻った後は強さを求めて攻略組参加を目指すようになり、デスゲームに引きこまれたことも運命と捉えるようになる。
人物像は原作に準じクールで大人びた性格であり、キリトと女の子達が起こす騒動を眺めて呆れていたり、ツッコミを入れたりと一歩離れた位置にいることが多いが、巻き込まれても逆に場を弄んでみせる余裕も持ち合わせている。
SAO内のPK（＝殺人及び殺人プレイヤー）の存在を聞いても動じない胆力を持っているが、同時に脆さも内在しており、己の無力さを思い詰めるあまり自暴自棄になってしまう場面も描かれる。強くなることを急ぐ余りに上層の迷宮区で命の危機に瀕した際にはキリトに泣きすがることもあった。
当初は短剣を使用していたが、戦闘訓練の最中で《射撃》スキルが彼女の習得リストに現れ、以降はSAOプレイヤーで唯一の《弓使い》として《攻略組》の一角を担うようになる。接近戦での不利を差し引いても、有用な遠距離攻撃手段が存在しないSAOにおいてはパーティの負担を大きく減らす極めて強力なスキルであり、彼女本来のセンスとあわせてキリトからも絶賛されている。SAOクリア時点ではまだ自身の過去についてキリトにも話せずじまいとなっているが、彼は互いに似たような心の傷を抱えていることを察している。
アバターは現実世界の姿に準拠しており眼鏡はかけていない。初期装備は原作ALOにおけるケットシーアバターを思わせる意匠となっている。各専用装備も意匠は各種で全く異なり、彼女には珍しいスカートタイプも存在する。

ホロウ・フラグメント
追加専用装備ではメガネを着用する他、アップデートを経てGGO編の装備が配信され、キリトからのプレゼントという形でアバターごと変更可能となっている。

ロスト・ソング
前作から続く流れでGGOを経ずに原作準拠の姿でALOへログインする。
ALOの世界観を好意的に受け止めており、スヴァルトエリアのモチーフに北欧神話の面影を見た際には声を弾ませている。そのため仲間たちと純粋に楽しめるはずのALOに禍根を持ち込みかねないレインには当初こそ不信感を露わにし、また己の素性や過去を明かせずにいる自分を重ねあわせてしまい同族嫌悪に似た感情を抱いた。本作にてSAO以来信頼を寄せるキリトとの語り合いや、キャラエピソードを通じて己を見つめ直し、避けていたPTSDと向きあうことを決意する。
SAOに引きこまれた直後は相当に塞ぎこんでいたが、同じ苦悩を経験した過去を持つアスナの励ましにより打ち解けることができた、との経緯が彼女の口から語られている（ゲーム版の時間軸ではそれが縁となり、原作同様『シノのん』の愛称で呼ばれることとなった）。

ホロウ・リアリゼーション
SAO、ALOと彼女が得意としてきた弓、および《射撃》スキルが《SA:O》には存在しないため、従来の作品とは異なり槍を使用。得物が違っても体運びはかなり正確で、トッププレイヤーと言われても全くおかしくないとキリトに評されている。
しかし本作にて恭二がリヒターとして《SA:O》に現れ、キリトに嫉妬した彼に過去を暴露されてしまう。ショックのあまり暫くログインしてこない程に追い詰められたが、全てを打ち明けてもなお受け入れてくれた仲間と改めて絆を結び、彼らの助けを受けながらでも過去を受け入れて前を向いて歩けるよう戦っていくことを決意した。このようにシノンの物語に大きな進展があったせいか、彼女との個別EDを迎えるとシノンがキリトに抱擁を求めるという大胆な姿を見ることができる。

フェイタル・バレット
トラウマを克服するための一大決心として原作ではホームグラウンドであったGGOへコンバート、精神的に成長した状態で死銃事件に臨むことになる。
『HR』でのリヒターとの一件同様、孤独であった原作と比べて信頼できる仲間が既に存在する影響が大きく、深く理由を聞かずコンバートに賛成してくれた皆に大きく感謝している。VR空間で銃が平気なのは原作の理由に加えて仲間の存在もあると考えており、更にキリトとの個別イベントでは仲間のおかげで自身が生きていても良いと思えるようになったと胸の内を吐露している。
通常時の衣装は「ホークアイドスーツF」。BoB参加時のみ原作衣装を「スナイパーズジャケットF」として着用する。使用銃器はFR F2風狙撃銃とグロック18風の拳銃。前者はレベル上昇でアニメ版同様ヘカートIIを模した狙撃銃「AMRティアマト」に持ち替え、シナリオ上でもシュピ―ゲルの情報提供と主人公の協力によって入手する。
しかしそれでも死銃が犯行の際に使用した拳銃を見た際には発作を起こしてしまい、それをきっかけに過去に決着をつけるため、そして仲間のために死銃を倒すべく、キリトの制止を承知の上で内密でBoBにエントリーする。その際、主人公にのみ強い口止めの上でエントリーの件を明かしている。
その結果、原作で死銃に殺害されたペイルライダーらしき参加者の命を救うことに成功。これが原因で死銃に発見されて原作同様追い詰められるもののキリトに救われ、避難先で死銃の銃がリアルで強盗犯を殺害した時に使ったものと同じ（本作では架空銃になっているため、正確にはそれを模したものということになる）であることを彼に明かした。
そしてSAOから積み上げてきた経験と仲間との絆のおかげか、原作と異なり現実の体の危険を知っても発作を起こさず戦意を保ち、ついには原作同様死銃と対峙するキリトを「幻影の一弾（ファントム・バレット）」で援護し活路を切り開いた。その後も原作同様に現実側で恭二に襲撃されるも、駆けつけた和人によって事なきを得た。
このように本作ではシノンの精神的成長で死銃事件の経緯が変化している。特に恭二に対してはいずれ彼と対話するという結論こそ変わらないものの、菊岡と会うまで恭二への好意を捨てきれなかった原作と異なり、BoB本戦直前の時点で自身に理想を押し付け続ける彼をキッパリと拒絶している。

アリシゼーション リコリス
「森林の死神」の章にてメインキャラクターを務める。
千年の黄昏
リーファと共に閉鎖空間に閉じ込められるがアーダー・メイデンとスカイ・レイカーとの交戦・共闘の後にキリトたちと合流を果たす。そのほか本編では古ノルド語の文章解読に活躍する。本作ではALOとは別に廃墟や高層ビルの登場するゲーム（＝GGO）をプレイしていることが示唆されている（キリトはFPSと推測している）。
黄の王との対決ではフィリア・シリカと連携、狙撃を担当し人質救出作戦を成功させた。
遠距離攻撃の使い手としてアーダー・メイデンの他スカーレット・レインとも交流。ブレイン・バーストの《適合》の影響とスカーレット・レインとのデュエルを経てヘカートIIを一時的に召喚する弓のソードスキルを獲得するが、北欧神話にそぐわないライフルの登場には大きく驚愕することとなった。

ユウキ（Yuuki）
声 - 悠木碧
マザーズ・ロザリオ編のヒロイン。ALOで《絶剣》の異名を持つインプの少女であり、その実力はSAOの英雄《黒の剣士》を凌ぐともいわれている。
ヒト免疫不全ウイルス（HIV）によるエイズの感染者で、治験が目的でメディキュボイドよりALOをプレイしている。
本時間軸では『LS』以降徐々に快方に向かい始め、原作7巻の時期に近づきつつある『FB』時点でも病状は安定している。『HR』でもキリトの回想ではキリトやアスナと出会ったあたりから容体が安定しつつあったとのこと。
ホロウ・フラグメント
一定の条件を満たすとヒースクリフとのラストバトル後に初登場。SAOクリアに伴うネットワークの混線により、ALOから崩れゆくアインクラッドへ迷い込みキリトと邂逅。原作でキリトとアスナが茅場と対面した夕暮れの空でデュエルを行う展開となる。ゲーム上では、勝利すると次の周回プレイよりパートナーとして選択可能となる。奥義技は代名詞である《マザーズ・ロザリオ》。

ロスト・ソング
プレイアブルキャラクターとして登場、マザーズ・ロザリオのエピソードがアレンジされて展開される。スリーピング・ナイツが一時活動休止となり、共にスヴァルトエリアを攻略できる仲間を求めて辻デュエルを行っており、アスナとのデュエルを経てキリト達の仲間に加わる。『HF』のデュエルが正史となっており、キリトとは互いに実力を認め合い、アスナを大切に想う者同士信頼を築いている。《マザーズ・ロザリオ》はゲーム版の設定に準じ、伝授後も使用可能。

ホロウ・リアリゼーション
キャラエピソードにてストレアと共に華道部を結成。普通の「学生らしい生活」が難しい者同士、試行錯誤している。

フェイタル・バレット
引き続き色々な「普通」への挑戦を続けており、添い寝イベントで明日があると未来への希望を感じさせる言葉を口にしている他、主人公にも自分が重病であることを明かしている。
戦闘ではその場の判断を主体とした戦い方が災いして前衛に出過ぎる傾向があり、アスナに注意されるなど難儀している。新しい光剣を手に入れてキリトと久々に剣同士の戦いを行った際には五分五分の勝敗となった。
その際にキリトからは妹やユイと同じ認識であることを知り、嬉しさとも残念とも取れる表情を見せており、原作とは異なりキリトのことを若干ながら異性として意識している。また、死銃事件のためにBoBに出れなかったことは非常に残念がっていた。
中量クリティカル型の光剣とベレッタM93R風の拳銃を使用。衣装は黒と紫を基調のコンバットシャツと赤いキュロットの「ナウティーキュロットF」。

千年の黄昏
「ゲームであっても遊びではない」状況において家族同然のアスナ達に危害を加えたペルソナ・ヴァベルに怒りを露わにした。
本作は番外編ながら、病状は『FB』以前で最も良好。謡との交流により仲間のために無茶をしかねない自身の性格を自覚するとともに、未来で開発された治療薬でエイズから立ち直った人物の話を聞き、今を生きる意志を新たにする。

クライン（Klein）
声 - 平田広明
《攻略組》の一角を担う刀使いにして、ギルド《風林火山》のリーダー。キリトとはデスゲーム開始からの腐れ縁で、時に頼れる一面も見せる三枚目。『HR』でのキリトからの評価は「お調子者だが実は芯の通った頼れる親友」。ゲーム版の各作品でも、トレードマークの赤いバンダナと赤備え風のサムライ衣装は一貫している。

インフィニティ・モーメント
アニメ版の装備デザインから大きく変更が加えられている。原作と比較してコメディリリーフとしての立ち回りが強調されており、多くの女の子から好意を寄せられるキリトを度々羨ましがっているほか、時には仲間のためなら涙をのむ人柄の良さも描かれている。その一方で《攻略組》の主要メンバーとして存在感を発揮し、情報収集や他の《攻略組》との折衝など裏方としても活躍する。彼の他《風林火山》をフロアボス戦のメンバーに起用したり、パートナーとして共に冒険をすることも可能である。

ホロウ・フラグメント

ロスト・ソング
原作準拠の姿。仲間達からの信頼こそ確かなものの、普段の行いが祟ってかぞんざいな扱いをされることを度々嘆いている。セブンのことを知るやとすぐに熱心なファンとなって皆を呆れさせるほか、レインにもモーションを掛けるも全く相手にされなかった。

ホロウ・リアリゼーション
個人イベントでは相手の交友関係まで考慮した報酬の分配をしてみせるなど、SAO時代にギルドのリーダーだった者としての気配りの巧みさを見せる。また、男性陣をラーメン屋に誘う時に（プレミアと誤認して）一緒にティアを誘ったことで、知らずに彼女の人格形成に一役買うことになる。

フェイタル・バレット
GGOでも相変わらずで、ただの受付NPCと知りつつアファシスType-Bに1000回超のアタックを掛けている他、デイジーには下心込みで衣装製作の手伝いを行い、ツェリスカには大人の魅力を感じている模様。
一方で主人公に関しては普段の言動や他のキャラクターの対応もあってクラインの場合は非常に目立つ。あまつさえ個別イベントでは下心全開のクエストに主人公を誘い、アップデートで追加された個別クエストでは超えるべき壁として認識する始末である。
受付アファシスへのアプローチを続けた結果、上記のクエストをまさかに直接依頼され、彼女に報酬の「宇宙時代の戦闘服」を着せるべく奮闘する。輸送ポッドにしがみついたまま（VRとは言え）生身で宇宙へ向けて射出されてしまうが、デッドすることなく生還しクエストを達成する。報酬はNPCには着せられないものであったが、Type-Bからのクエストを成し遂げた事で満足とのこと。一見すると単なるギャグイベントであるが、その過程で仲間たちへの想いを主人公へと語り、情の厚さを改めて垣間見せてくれる。なお、この戦闘服は後にアップデートで「ラスカルショートパンツF/M」としてゲーム上で実際に装備可能となった。
リアルでは残業続きの上に近所の工事のために寝不足気味。
武器は自衛隊の装備品（がモチーフの銃器）である64式7.62mm小銃風アサルトライフルと110mm個人携帯対戦車弾風ロケットランチャーを選んでいる。
衣装は「ソルジャージャケットM」で、SF的世界観のGGOにおいても装備の組み合わせと専用のカラーリングで陣羽織を来たサムライ風の見た目を維持している。原作（アニメ第3期1話）の衣装は「ハウリング・ウルブズM」の名称で登場。

アリシゼーション リコリス

千年の黄昏
アッシュ・ローラーと意気投合し、バイクの二人乗りを満喫している。合流後は楓子はじめ『AW』側の人物たちにもモーションをかけるが、アッシュ・ローラーが学内アバターに変化すると姿や人格が妹の綸に代わってしまうことには混乱していた。
一方でペルソナ・ヴァベルの所業にはユウキと共に怒りを露わにした他、ハルユキへの負い目に悩むタクムには友達の在り方についてアドバイスするなど義の厚さと年上らしさも見せた。

エギル（Agil）
声 - 安元洋貴
商人プレイヤーにして、《攻略組》相当の実力ある斧使い。作品によってシステムは異なるものの、いずれの作品でも戦利品の鑑定や買い取りを担当する。

インフィニティ・モーメント  /  ホロウ・フラグメント
戦闘参加はシナリオ上のみで、ゲーム上はCPU。第75層決戦に参加していたため50層《アルゲード》の店舗兼プレイヤーホームを事実上喪失してしまうが、速やかに第76層主街区《アークソフィア》に新たにカフェテラスと食堂付きの宿屋を購入。逆に商売の幅を広げると同時にキリト達に拠点を提供した。外見に似合わぬ遊び心で場を盛り上げたり、キリトの無茶な頼みもそつなくこなしてみせるなど、縁の下の力持ちとして活躍する。ゲーム上ではNPCショップよりも高めにアイテムの買取を行ってくれる。

ロスト・ソング
原作準拠の姿。本作よりプレイアブルキャラクターとなる。空都ラインでリズと共同の店舗で「エギル武具店」及びカフェを開業、キリト達に憩いの場を提供している。ゲーム上ではアイテム鑑定と装備の売買を行う。

ホロウ・リアリゼーション
原作同様にコネクションを用いて《世界の種子》を解析・拡散させた。

フェイタル・バレット
今回も裏方としてクラインと共にデイジーに協力する一方、個別イベントではスパイクト・ショルダー・アーマーとホーンド・ヘルムがセットになった高性能高レアの防具セット《チャンピオン》を大絶賛、販促のために有名人であるキリト・クライン・主人公にも同様の装備を着せて共に荒野エリアへと繰り出してしまう。エギルにしては珍しい奇行に二人とも呆れ顔だったが、主人公は選択肢次第ではノリノリで叫び声を上げることになる。
なお、無事に「マニア」の目に留まり結構な値段がついた。また、「ガンゲイル・オンライン」ではBKAという「マニア」のチームが登場している。
一方添い寝イベントでは、SAO以前のMMOで現在の妻を巡り三角関係となったかつてのフレンドがGGOにいることを知り思い悩む姿を見せる。関係の発覚で声をかけづらくなり、徐々に疎遠となった末に結婚後間もなくのSAO事件で関係が自然消滅している。しかしキリトの励ましを受けて接触し、わだかまりなく復縁することに成功。仮想世界は現実のしがらみ、忘れられない過去も洗い流してくれる場所であると実感することになった。
専用カラーの「パワードベストM」を着用。使用銃器はM197機関砲風ガトリングガンとMGL-140風グレネードランチャー。

アリシゼーション リコリス

千年の黄昏
変貌した空都ラインで「ダイシー・カフェ」を開店してキリトたちの拠点としているほか、様々なプレイヤーたちが集まる情報収集の場所にもなっている。リズとともに最初期からキリトに合流し、メンバーが増えた際に顔合わせを提案するなど大所帯となった一行の取りまとめに貢献している。

アルゴ（Argo）
声 - 井澤詩織
《鼠のアルゴ》と呼ばれる情報屋の女性。知り合いの情報も節操なく販売する一方、仕事には一線を引いたモラルをもちアインクラッド攻略にも貢献している。
原作では「ガールズ・オプス」を除くと短編「ザ・デイ・ビフォア」後の消息は不明だが、本時間軸では無事生還してキリトたちと行動をともにする。いずれの作品でも情報屋を続けているが、『FB』では「リアルの情報は扱わない」という新たな掟を語っている。

インフィニティ・モーメント
名前が語られたのみ。

ホロウ・フラグメント
プレイアブル化。第75層以下には戻れないことを承知の上で、彼女なりのやり方で攻略をサポートすべくキリト達の前に現れる。キリトの周りが半ばハーレムのような状態になっていることに対して、呆れとも複雑ともつかない心境を垣間見せている。
原作では描写が少ない各キャラクターとの関係性も描かれており、《攻略組》筆頭のアスナやクラインの他エギルとも既知の関係である。キリトの周囲の女の子達がSAO内でそれなりの有名人となっていることも彼女の口から語られる。
不確定な情報も持ち前の観察眼・洞察力で推測を立てながら整理し、リーファやシノンの正体もおぼろげながらに言い当てている他、《ホロウ・エリア》についてキリトの断片的な情報のみで即座に危険性を察し、彼に忠告を送っている。

ロスト・ソング
ケットシーアバターだが、後の「ガールズ・オプス」とは衣装が異なる。

ホロウ・リアリゼーション
うっかり苦手な犬の飼育のクエストを受けてしまうことに。破棄しようとしたものの、キリトとユイに押し切られて共にクエストを進めていくハメになった。

フェイタル・バレット
今回は主人公も彼女の情報屋を利用でき、ゲーム上では重要アイテムを販売してくれる。
PvPが熾烈故か情報の取引を装った罠を仕掛けられる一幕もあり、作中ではキリトを護衛に付けていたため難を逃れている。
主人公に対しては信用に足る人物と判断しており、UFGで高低差を知り尽くしていると評価している。報酬を遠慮する彼（彼女）に情報の価値を諭し、人とのつながりの大切を説いた。また、クレハには凡人が勝つための手段が情報とアドバイスを送っている。
衣装は専用カラーの「アビエイターワンピースF」。使用銃器はグロック21風の拳銃とUTAS UTS-15（英語版）風ショットガン。

千年の黄昏
スヴァルト・エリアに異変が起きた中情報を集めるために動いていたが、途中から事件の解決に動いているキリトたちと合流し、協力する。

サチ（Sachi）
声 - 早見沙織
『IM』の1年以上前にキリトが喪った女性プレイヤー。
本時間軸でもキリトの胸にはサチとその仲間たちを失った過去が深い悔恨と自責として刻まれており、サチの登場しない作品でも彼はその心の傷を垣間見せている。 『LS』ではキリトがダンジョンのトラップに平静さを失いかけたりギルドの結成に躊躇を見せ、『FB』ではヒロインを失った主人公との会話で仲間（＝サチ）を失ったことに触れている。

インフィニティ・モーメント
回想CGのみ登場であるが、アイテムメニューにサチとの共有ウインドウ及びアイテムが残されており、単独行動時に《記録結晶》を自室で使用すると赤鼻のトナカイが流れる。

ホロウ・フラグメント
《ホロウ・エリア》でキリトの前に姿を現すが、その正体は本人ではなく《ホロウ・データ》。当初はキリトのことも覚えていなかったが、曖昧な自我の中でも胸に浮かぶ「やらなければならないこと」を成し遂げるべくキリトと行動を共にする。オリジナルではないと知りつつも、彼女を前にしたキリトは少なからぬ衝撃と動揺を受けていた。
ゲーム上では彼女のイベント終了後、ホロウ・エリア内でのみパーティを組むことができるようになる。『Re:ホロウ・フラグメント』ではイベントにキリトのボイスが追加され、ヒロインに並ぶ扱いを受けている。

フェイタル・バレット
「雪原の歌姫」より登場。
生前の本人はもちろん「ホロウ・データ」とも別個体であり、ザ・シードが連結体上の「残留思念のようなもの」を元に生成された3人目のサチと呼べる存在。童話の雪の女王を元にしたクエスト用NPCとして鏡の破片を模した侵食型ブラックボックスを埋め込まれ、記憶は阻害されやがては思考機能そのものも飲み込まれる状態にある。ブラックボックスにはセキュリティが施されており、正面からクエストをクリアするしか彼女を救う方法は存在しない。
キリト一行の手でクエストはクリアされ回復に成功するも、同時に自身の死を思い出したサチは三度消滅しかけ、自身も死者としてそれが自然として一度は消滅を受け入れる。しかし、それを望まないキリトやアスナの願いを受けて「夜の結晶」に自身のデータを保存し休眠状態となる。そしてその後、リエーブルの協力でアファシスの素体にデータを移植されて覚醒し、GGO内にて一種のアンドロイドとしてその存在を安定させることとなった。
添い寝イベントでは、生前のキリトとの日々で何かを願っていた事を明かしつつも、キリトと己の今の幸福を想って胸にしまういじらしさを見せる。一方でキリトを苦しませた事を謝るも、それをホロウ・データの自分に先にを越されていたことを知って嫉妬していると言った一面も見せている。
衣装は「ムーンリット・キャットF」。S&W M500風拳銃とIMI ネゲヴ風アサルトライフルを使用する。

千年の黄昏
初回封入特典のDLCでダミーアバターとして使用可能。ストーリー上には一切登場しないが、他のDLCキャラクターと異なりプーカアバター、つまりIFの姿になっている。

ヒースクリフ（Heathcliff） / 茅場 晶彦（かやば あきひこ）
声 - 大川透
SAO事件の首謀者。大勢のプレイヤーを死に至らしめた狂人にして、自らの美学には忠実な典型的マッドサイエンティスト。『IM』、および『HF』の階層攻略編のラストボスとなる。彼が第75層での決闘中、システムの暴走という非常事態により強制的に管理者モードに移行させられてプレイヤー達の前から姿を消した事で物語が原作から大きく分岐する。また、キリトに《世界の種子》を託すのが原作から数年遅れとなり、彼に語る言葉も異なっている。

インフィニティ・モーメント
76層以降、プレイヤー達にはキリトに倒されたと思われたまま不具合の対応に忙殺され、ゲーム復帰は自身が不在のまま行われた第100層での決戦で不具合が正常化された直後となった。その結果、自らデスゲームのラストボスを務めるという思惑は破綻し、やむを得ずプレイヤーのログアウトを認める破目となった。
しかし完全決着を望むキリトの挑戦と彼に寄り添う仲間たちの姿に歓喜し、プレイヤー達を解放しつつも彼らと「正真正銘のラストバトル」を行い敗北。自身の夢想の中で真剣に生きてくれた者たちへの感謝を述べ、SAOとともに消えていった。EDにて原作同様に自殺したことが語られるが、その時期は第75層突破の前後であったという謎を残した。。

ホロウ・リアリゼーション
その後も原作同様に意識をネットワーク上に拡散させていたが、《SA:O》版カーディナルがアインクラッド崩壊シミュレーションモジュール起動に際しアミュスフィアによる分散コンピューティングを行いヒースクリフの意識を収束。《アインクラッド》創生の一部、デスゲーム再現の駒として彼に第100層ボスの役割を与え復活させた。しかし、ティアとキリト一行の決戦の前後に覚醒したヒースクリフは与えられた役割を良しとせずにモジュールを停止。決戦直後のキリトの前に姿を現し、「もし君がこの世界の意味を追い続けるのであれば」と《世界の種子》を託して何処かへ立ち去っていった。

フェイタル・バレット
直接の登場はないが、主人公がデスゲーム・エリアからの強制ログアウトの際、かつて茅場がキリトに語った言葉を聞いている。これに対しキリトは「VR空間に過去のすべてが記録されている」という噂を語っている。その際に、キリトはSAOクリア後に茅場が脳をスキャンしたという過去作のEDと異なる事を述べているが詳細は不明。

千年の黄昏
ストーリー上での登場はないが、有料DLCによりダミーアバターとして使用可能。

アリス・シンセシス・サーティ（Alice）
声 - 茅野愛衣

アリシゼーション リコリス
「青痣の王」の章にてメインキャラクターを務める。

ユージオ・シンセシス・サーティツー/ユージオ（Eugeo）
声 - 島﨑信長

アリシゼーション リコリス
原作とは違い、アドミニストレータを倒した後も生存する。

菊岡 誠二郎（きくおか せいじろう）
声 - 森川智之
総務省の官僚であり、原作同様にSAO生還者達のアフターフォローも務める担当官。

ロスト・ソング
原作同様に暗躍しており、SAO生還者であるキリトやレインに情報を提供する傍ら、『LS』にて七色の元に繋がりのあった住良木を派遣し、その動向を観察している。
彼女の研究活動を通してVR世界の有り様を見定めると同時に、SAO事件の当事者としてVR世界の闇に触れたキリト達をALOへ誘導することで、セブンとキリトとの衝突により生まれるものも見定めようと画策していた。
SAOを舞台にした『IM』・『HF』及びALOを舞台にした『LS』で描かれた事件を通じて、VR技術がもたらす光と闇の両側面について見極めつつあるとのこと。

フェイタル・バレット
直接の登場はないが、死銃の調査を依頼したキリトに特別仕様のアバター（Kiriko）を用意すると共に、もう一組の死銃が起こした事件のアフターフォローもおこなっている。

千年の黄昏
キリト達を危険から遠ざけようと一度は嘘をつくもセブンにより断念。万が一の際には無理矢理にでもログアウトさせる事を条件に、一行の行動の責任を持つことを約束した。

### ゲームオリジナルの主要人物
ゲームオリジナルキャラクターのうち、千年の黄昏を除く2作品以上に登場しているキャラクターを記載する。
現在編集中。
ストレア（Strea）
声 - 三澤紗千香
両手剣使いのNPC。身長169cm・体重不明・B96/W60/H89・2022年11月6日生・3歳?。
『IM』および『HF』の階層攻略編におけるヒロイン。髪や装備は紫が基調。《攻略組》相当の実力を持つが第76層以前の経歴は誰も知らず、本人も記憶が曖昧な謎の人物。
アインクラッド第76層でキリトと出会う。
明る裏表のない、無邪気で人懐っこい性格。当初はキリトに急接近する彼女を訝しんでいた女性陣からも好感を得ていくが、同時に超の付くほどのマイペースで場を引っ掻き回し、それに一行が振り回される場面も多い。キリト以上の辛党。作る料理はおぞましい見た目ながら味はマトモであり、『HR』では「斬新ですごく個性的な見た目」「それでいて予想以上に美味しかった」とキリトに回想されている。
その正体はMHCPの2号機であり、ユイの「妹」にあたる存在。上記の誕生日とはSAOの正式サービス開始日である。

インフィニティ・モーメント / ホロウ・フラグメント
姉のユイ同様プレイヤーの負の感情を処理しきれずにエラーを蓄積し、第75層の決闘の最中に暴走してしまったことが大規模システムエラーの2つの主要因の一つとなった。その後デスゲーム開始時から未使用になっていたアカウントに自らの情報を上書きし、記憶が破損した状態でプレイヤーとしてキリト達の前に現れるに至った。
記憶を取り戻した後は仲間への想いと本来の役割との板挟みに苦しみながらフロアボスを強化し攻略の妨害を行うようになる。それでも最後はアルベリヒがキリトを殺害しようとした際、システムの軛を超えて彼からスーパーアカウントを奪い取るに至るが、同時にキリトを庇って致命傷を負ってしまう。その直後、一行に自身の正体を明かすも再生した《The hollow avator》に取りこまれ行方不明になってしまう。
《The hollow avator》を倒せば解放されると思われたが、予測に反してさらに暴走を拡大させ、異形の姿《The hollow strea》と化してキリト達の前に立ちはだかる。倒されて元の姿に戻ったものの、フロアボスと一体化していたことでカーディナルに異物と判断されて消去されかけたが、ユイにカーディナルシステムから切り離され保護された。SAOクリア後はユイとともに休眠状態となり、目覚めの日を待つことになる。

インフィニティ・モーメント
一時的にだけコンビを組めるゲストキャラクターだった。

ホロウ・フラグメント
正式にプレイアブル化され固有イベントや専用装備が追加された。キリトに対してはAIながら恋愛感情を抱いているような接し方が多く、キャライベントでは他のヒロインと比べてかなり大胆なアプローチをかけて度々キリトの精神を窮地に追い込んでいる。その自慢のプロポーションを自身のアピールポイントとしてを持ち出すこともある。

Re : ホロウ・フラグメント
新たにストレアを救出するシナリオと、『LS』に繋がるストレアの個別EDが追加された。「アイツ（茅場）」の手によりアイテムオブジェクト化が可能となり、すべてが終わった後にキリトのナーヴギアの中でユイと共に眠りについた。その後、ユイとともに無事ALOで目覚めている。

ロスト・ソング
ノームアバター。SAO時代とほぼ変わらない容姿に新衣装を纏っている。ユイ同様《ナビゲート・ピクシー》の姿を取ることも可能。前作同様の両手剣を用いた戦闘スタイルに、ノームの種族特性であるパワーを活かして暴れ回り、相変わらずの性格で仲間達を振り回している。

ホロウ・リアリゼーション
セブンの協力により、プレイヤーとして姉・ユイとともに《SA:O》に参加。華道部を結成しユウキと打ち解けている。また、キリトたちがログアウトしている間はストレアがプレミアのことを見守っている。

フェイタル・バレット
ディーラー体験で周囲の注目を集めて以降、カジノがお気に入りとなった。今回はフィリアと仲がよく、彼女には強い敵や面白そうなものを見つけるとすぐ突っ走ると評されている。
主人公には添い寝イベントで自身がSAO由来のMHCPであることを明かしている。決戦ではユイとデスゲーム・エリアの状況を解析し、その後は救援メンバーの一人としてエリアに乗り込んだ。
AT4風ロケットランチャーと光学ガトリングガンを使用。衣装は黒と紫のボディスーツ状の「フラックスーツF」。胸元が開いた固有のモデリングになっている。

アリシゼーション リコリス

千年の黄昏
現代のストレアと未来のストレアが登場。現代のストレアは仮想世界へ送り届けるべくメタトロンとともにハイエスト・レベルで千年を過ごし、そこから最終決戦を見守った。また、黒雪姫と共に『AW』の世界観を解説するコーナー「教えて！ストレア先生」の司会役を務めている。
未来のストレアは高位AIの仲間とともに仮想世界のために尽力を続けており、長い時を経て身内以外には威厳のある態度で接するようになっている。ペルソナ・ヴァベルとの最終決戦の後、キリトによって現代（千年前）への帰還を誘われるも、NPCの仲間たちと築いてきた仮想世界を見守り続ける道を選び、メタトロンと共に未来に残った。
AIとしてはユイと同様にハッキングなどの活動が可能であり、各作品でユイと共にシステム面から状況解析やハッキングなどを行っている。だが、ハッキング方面は好き放題やらないように姉やキリトにしばしば窘められている。また、MHCPとしての思考がユイよりも強く残っており、心の癒やしや人の社会風習・文化について強い関心を見せる。ユイに対しては自身が妹であると認識をしているが、キリトが父という意識は非常に希薄であり『FB』の頃になってもキリトとはお互い呼び捨てで通している。彼をからかう場合などに敢えてパパと呼ぶこともある。

フィリア（Philia） / 竹宮 琴音（たけみや ことね）
声 - 石川由依
『HF』のホロウ・エリア編におけるヒロイン。身長154cm・体重不明・B82/W57/H83・2008年3月31日生・17歳。
SAO事件には他の多くの登場人物が苦労してソフトを入手した中で、たまたま通りかかった店で偶然見つけ勢いで購入したという形で巻き込まれた。
《トレジャーハンター》を自称するほど宝探しを好んでおり、宝箱を前にすると思わず「お宝ちゃん」と口走ってしまうほどに目がない。SAOでは《索敵》や《隠蔽》、《鍵開け》等の宝探しに関するスキルをマスタークラスで揃え、《攻略組》に相当する実力を兼ね備えていた。プレイヤースキルの方も高く、『HR』での本人の弁によれば経験を元にして無意識に制作側の思惑を推測しながら目処を付けているとのこと。一部の作品ではゲーム上でもアイテムドロップに関わる能力が高い。

ホロウ・フラグメント
ソードブレイカー使いの女性で《犯罪者（オレンジ）》プレイヤー。出会う1ヶ月前に突如ホロウ・エリアに転送されて脱出もままならず、過酷な生活を続けていたことでかなり荒んでいる。
そのような経緯からキリトと出会った際には完全に冷静さを欠いており、75層ボスの同型モンスター《Hollow Deadening Reaper》からの逃走中に突然目の前に転送されてきた彼も敵と思い込み攻撃した。
それが原因で追いつかれたことで成り行きで共闘し、これをきっかけに共に《ホロウ・エリア》を探索するようになる。
キリトには自身がレッド（殺人者）プレイヤーであるという引け目もあり素っ気なく振る舞っていたが、探索を共にする内に心を許していき、本来の明るく気さくな性格をみせるとともに好意を寄せるようになる。
彼女が殺したという人物は「もう1人の自分自身」であり、そのため自分が本当の自分ではないのではと不安を抱えていたが、殺したのは自身の《ホロウ・データ》であった。システムエラーの影響で《ホロウ・エリア》には飛ばされた上、その際に本来絶対に会うはずのない自身の《ホロウ・データ》と出会い、錯乱して攻撃してしまうという想定外の事態が生じてしまった。
そしてフィリアの《ホロウ・データ》はシステムによって削除され、行き場の無くなったオレンジカーソルによってフィリアのプレイヤーIDがエラーと認識されて《ホロウ・エリア》から出られない状態になってしまった。
フィリアに起こった現象の全容を知る《ホロウ・データ》のPoHに不安を煽られてキリトを罠に落としてしまい、自身も殺されかけるが、罠から生還したキリトに救われる。最終的にキリトとともに中央管理コンソールに辿り着きエラーの解除に成功し、アインクラッドへと帰還を果たす。
アインクラッドでは《攻略組》に加わる傍ら、キリトとの固有イベントも用意されており、一連のイベントを進めていくと、キリトには恋慕の感情を抱くまでに至っていることがわかる。

Re : ホロウフラグメント
彼女がアインクラッドに帰還していれば、リメイク前から存在するイベントに彼女も加わった状態で展開される。

ロスト・ソング
スプリガンアバターで登場。スプリガンの特徴で黒髪に褐色の肌になっている。ALOの既存エリアで彼女の腕前は存分に振るわれ、本編開始時点で既にトレジャーハンターとして注目を集めており、スメラギにも名を覚えられている。

ホロウ・リアリゼーション
キリト達の中ではデスゲームを始めから知るひとりでもあり、再現された《はじまりの街》に対しては複雑な思いを吐露している。本作ではリーファの剣道の特訓を応援し、その努力と優しさをねぎらった。
その中でSAO事件に巻き込まれた経緯について、キリトたちとの出会いを経て不幸な偶然ではなく彼女にとっての最高のお宝へと変わっていることを語った。
また、レアアイテム《エンペラーソード》の入手クエストを発見、仲間たちを引き込み入手に成功した。

フェイタル・バレット
ストレアの抑え役のような立ち位置となっている。ホロウエリアでの心の傷は少なからず残っているようで、遺跡の奥でプレイヤーに変身するマネキンと対峙した際には取り乱し、主人公の声でようやく冷静さを取り戻す様子を見せる。
また、キリトと挑んだミニゲームでは報酬にドレスを入手するなど、『HF』の頃を彷彿とさせるイベントが多くなっている。
衣装は専用カラーの「コンバットベストF」であるため、『FB』のみ臍部を露出していない。装備はVSS風狙撃銃と中量クリティカル型の光剣。

アリシゼーション リコリス

千年の黄昏
融合で起きた異常の中、まるで臆することなくトレジャーハントに勤しんでいる所を発見される。純粋にゲームを楽しんでいる姿は、《ホロウ・エリア》時代の彼女を知るキリトを安堵させた。黄の王との対決ではシノン・シリカと連携、幻惑魔法による撹乱を行い人質救出作戦を成功させた。また、サンタ・マリア所属のアメリアに一方的にライバル視されている。

セブン（Seven） / 七色・アルシャービン（なないろ・アルシャービン）
声 - 金元寿子
『LS』で初登場。ALOでギルド「三刃騎士団《シャムロック》」を率いる少女。SAOシリーズ通して初のプーカ族で槍を使用する。身長135cm・体重30kg・B63/W50/H66・2014年11月18日生・12歳。
現実では12歳にして茅場に匹敵する科学者として名を馳せる天才少女。ロシア人の父と日本人の母の間に生まれたハーフで、MITを飛び級で首席卒業している。現在は仮想ネットワーク社会やVR技術を研究中であり、茅場はVR技術の闇、対して彼女は光に例えられている。
レインとは生き別れの姉妹であるが、それを知らずに育っている。生まれながらにして天才的なIQの持ち主であった七色の才能を伸ばそうとする父親と普通の人生を歩ませたいと願う母親は喧嘩別れする形で離婚、強引に親権を奪った父親と共にアメリカへ移住した経緯を持つ。

ロスト・ソング
SAO事件によるVR世界への風評被害を払拭すべく、現実の姿と同様のアバターを使いALO内でVRアイドルとして活動する。アイドルという手段を選んだのは、何らかの方法で入手したSAO時代のユナの映像を見たためである。
幼いながらに表裏を自在に使い分けており、大人びた言動と図抜けた頭脳を駆使しメディアをも利用しているが、素の性格は年相応に感情表現が豊かで少々高飛車。アイドル活動を「爆発力のある資金集めの一手段」「（ファンとアイドルが）互いに理解し合った上で演じているごっこ遊び」とドライに割り切っているが、同時に「その空間に浸るべく楽しむ努力を行い、心から一つになる」ことを「純粋でとても気高いもの」とも評し、アイドルとしての自覚を持ちながら楽しんでもいる。
その真の目的は自身の研究テーマである《クラウド・ブレイン》の実験にALOを利用することであり、キリトとその仲間達にも協力を求めるが、SAO事件に巻き込まれた経験からゲームを“遊び”として純粋に楽しみたい彼らとは相容れずに対立する。
スヴァルトエリア攻略の最終局面でALOの仕様を利用した計測実験を強行するも、《羽飾り》によるプレイヤーデータの集積が過多となり暴走。異形の姿となりキリト達に襲いかかるが撃退され、実験は失敗。周囲に期待に応えるべく無理をしていた心の仮面が剥がれ、歳相応に泣きじゃくる姿をALO内の中継に晒してしまった。
この一件で《シャムロック》の弱体化やALO運営からの警告処分を招くものの、彼女を縛っていた熱狂の沈静化や姉との再会といった状況の好転を経て、その後もALOでアイドルとしての活動を続けている。その活動は幼さゆえの強引もあったが、フルダイブ技術への批判を確実に小さくしたことが『HR』でキリトの口から語られている。
キリトの知見・見識を出会って間もない段階で高く評価し、VR世界の可能性を信じる同志として一目を置くようになる。計測実験失敗後はキリト達の良き友人として年齢相応の振る舞いで交流する傍ら、レインとも良好な姉妹関係を築いている。

ホロウ・リアリゼーション
ALOを通じたVR世界のイメージアップ活動が世間から評価され、《SA:O》の製作者側に開発協力として名を連ねることとなる。実際の権限は世間の批判をかわすための名義貸し程度ながら、フルダイブ技術の可能性を追い求めるためあえて何も言わず協力している。ゲームの開発・運営に直接的干渉はできないものの、キリト達をβテストへ招待したことをはじめ、キリトの頼みを受けてユイとストレア、ピナを《SA:O》でも活動できるように取り計らうほか、キリトとの間にゲーム内から現実と通話が可能なアプリケーションを試験導入するなど、立場を活かして色々と融通を利かせている。
アミュスフィアの計算処理の負荷実験の最中、相当数のアミュスフィアが原因不明の処理落ちを起こしたことでその調査を行わざるを得なくなったためプレイヤーとしては《SA:O》に参加できなかったが、ジェネシスとの決戦時には上記のアプリを使用して彼のチート行為の証人となった。
『蒼空の闘士』編にてなんとか時間を作りようやくプレイヤーとして《SA:O》へ参加。前作同様、槍を使用武器としている。姉との時間を優先して今回はアイドル活動は休止している。
かつてのクラウドブレインの一件については、間違ったやり方であったと反省しつつも、研究自体は間違ったものではなかったと現在も信じている。
NPC消失事件ではゲーム内からの調査を一行に提案し、事態の速やかな解決に繋がった。この際に管理者用のパスワード（セブンちゃんはカワイイ）をキリトに提供しているが、あんまりなパスにセキュリティが保てるのかキリトの首を傾げさせた。
本作ではレインに彼女のお気に入りの丘に連れてきてもらったことで二人での曲の合作を提案、作詞を担当する。本業で多忙なこともあり無理をすることもあったが、母親の子守歌を元に合作『重なる想い』を完成させる。
かつて「いい子でいる（＝普通の子でいる）」との母との約束を知らずのうちに破り、母が自分の元を去ってしまった事が傷となって「約束を守る」ことに対して頑ななまでにこだわりを持っていたが、曲の合作を通じてレインによって母が約束を破ったことで去ったというのが自分の思い込みであったことを知ることができた。

フェイタル・バレット
相変わらず多忙であり、本編ではSBCフリューゲル攻略の打ち上げでプレミアに祝いのメッセージを託していた。「雪原の歌姫」より、個人的にユナを探してGGOへとやってくる。
クレハ・姉とともにLPFMの面々と行動。見事ユナを見つけ、更には彼女とと姉とともにその歌声で音響兵器施設を起動させ、結果的にサチを救うことに一役買った。フカ次郎とはALOでの友達であり、フカちゃんと呼ぶ仲。また、アイテム作成関係のスキルが高めであることが明かされた。
今回は針千本の内容を誤解するなど過去作同様に年相応の面を見せる一方で、VR研究者としてGGOの現実寄りのVR世界に興味を示す、ALOとは全く容姿の異なるフカ次郎を当人とひと目で見抜く、勘でユナの居場所を当てるなど天才らしい知性の高さを随所で発揮している。主人公に対しても、他のキャラクターたちがキリト似と評する中で唯一人「自分が初めて見るタイプ」と評した。
衣装は「テクニシャンオブライトF」。長射程型の光学ショットガンと光学ガトリングガンを使用する。

アリシゼーション リコリス

千年の黄昏
事件発生時にはログインしておらず、通信にて嘘をついてキリト達を危険から遠ざけようとする菊岡を制止した。事件解決後にスメラギと共に一向に合流する。姉には夢に発破をかけるべく渡米を促している。

レイン（Rain） / 枳殻 虹架（からたち にじか）
声 - 高木美佑
『LS』で初登場。攻略を進めるキリト達をつけ回すレプラコーンの女剣士。身長158cm・体重44kg・B80/W58/H84・2009年6月21日生・17歳。
セブンの実姉であり、またキリト達と同じSAO生還者である。元々は妹と両親の4人でロシアに住んでいたが、七色が生まれて数年後に両親が離婚し、母親と共に日本へ帰国して以来、七色とはALOで再会するまで一切顔を合わせたことはなかった。
現実世界では都内に住む女子高生で、秋葉原のメイド喫茶でアルバイトに励む傍ら、路上ライブといったアイドルの下積み活動を行っている。アイドル活動が目的のための一手段でしかない妹と異なり、アイドルへの憧憬や成功への渇望、歌への情熱が彼女を突き動かしている。後に『FB』で語られたところでは、最初はスポットライト浴びたら楽しいくらいの軽い気持ちであったが、続けていくうちに夢に変わっていったとのことである。ゲーム内では赤毛のアバターを使用しているが、現実世界の彼女はセブンと同じ銀髪をしている。

ロスト・ソング
世間から過剰に祭り上げられる妹の姿に胸を痛め、菊岡からセブンの情報を得て再会の機会と状況の打開を求めALOにログインした。しかし己の生い立ちや現実での境遇から「目立つ」ことを恐れ、それが元で《シャムロック》入団試験で経歴詐称を起こして『嘘つきレイン』との不名誉な渾名と共にギルドを追放されてしまう。
事態を進展させることができずにいたところ、《シャムロック》を猛追するキリト達に目をつけて素性を隠しつつ彼らに接近を試みる。
セブンには幼くして成功を手にしていることへの僻みを認めつつも妹として大切に思い、尋常ならざるプレッシャーの渦中にある彼女を心配している。拙くも必死な虹架の歌声を現実世界にてキリトが偶然耳にしていたことが、セブンとの対立を決めた一因となっている。
裕福とはいえない母子家庭、帰国子女、SAO帰還者といった好奇の目を集める境遇と、サブカルチャー浸り・アイドル志望といった異質に映る性行ゆえに周囲から浮いてしまい、人の輪から離れるにつれて仲間という存在にも意義や価値を見いだせなくなっていたが、キリト達との交流を通じて仲間とともにゲームを遊ぶことの楽しさを思い出すことができた。
上述の境遇や性格から煙に巻く態度や嘘での取り繕いが常となっており、本心も己の実力もひた隠しにしているが、真の実力はキリトが「ユージーンやスメラギ以上」と評するSAO帰還者に相応しいもの。
SAOを生き抜き、ALOでは扱いの難しい《二刀流》を身につけ、キリト達に比肩する実力とキリトの索敵スキルを躱せるほどのレア装備を揃えている事実をして、キリトから「自分と同じレベルのゲーム廃人」と評されるほどにVRMMOへ情熱と愛情を注いでいる。
レプラコーンの鍛冶用魔法を鍛え上げて攻撃に転用し、無数の剣を射出するオリジナルスキル「サウザンド・レイン」を持ち、自身の真の戦闘スタイルをキリトの《二刀流》と比して《多刀流》と喩えている。
《クラウド・ブレイン》事件を経て妹を取り巻く状況が好転したこと、またキリトと現実世界で対面したことを契機に、本気でアイドルを目指すためにALOから事実上引退することを決意するが、キリトの後押しによって己の素性をセブンに明かし、姉妹の絆を取り戻すことができた。彼女が最後まで隠し続けていた実力とその本質を見抜き挑戦状を叩き付けたキリトに応え報いるべく、同じ「ゲーム廃人」として全力を賭したレインとのデュエルがストーリー上のラストバトルとなる。
以後、キリトには姉妹を繋いだ立役者として、また嘘に隠された彼女の本心を次々と見抜き、彼女の心をも救ってくれた恩人として信頼を寄せるようになる。一方で本気でアイドルを目指し活動を始めたことで多忙となってゲームの時間は減少しており、『FB』時点ではVRMMOも今は息抜き程度と語る程度になっている。

ホロウ・リアリゼーション
『蒼空の闘士』編から《SA:O》に参加。《SA:O》内では、ゲーム上にてキリト以外で唯一《二刀流》を使用することができる他、《サウザンド・レイン》も習得可能。
セブンのおねだりで遊ぶ時間を捻り出すも今度は彼女が研究に忙殺されてすれ違う状態となっており、姉妹で会える時間がめっきりと減ってしまっていた。その結果、セブンからクローズドβへの招待状が届き、晴れて《SA:O》へとログインを果たすこととなった。他のSAO帰還者達同様、《SAO》のものにそっくりな景観には驚愕したようである。
《SA:O》ではとある森を抜けた先の開けた丘がお気に入りで、そこで歌の練習なども行っている。セブンとの曲作りでは作曲を担当するが、妹への過保護な一面が出て中々作曲が手につかないこともあった。

フェイタル・バレット
専用カラーの「士官制服正装F」を着用。使用銃器はPP-19 Bizon風サブマシンガン二丁持ちと通常型の光学ショットガン。
息抜きといいつつもGGOの中でも歌のことばかりで、荒れ果てた世界で歌う事に興味を持って実際にゲーム内でライブを開いたり、ダンジョン内のコンサート会場のようなスポットで一人でこっそり練習を行っている。
「雪原の歌姫」ではセブン・クレハと共にLPFMの面々と行動。ユナと妹と共にその歌声で音響兵器施設を起動させ、結果的にサチを救うことに一役買った。

アリシゼーション リコリス

千年の黄昏
事態の打開のためにレプラコーン族の秘中の秘である秘宝《ヴェルンド・スミス》を入手するために単独行動していたが、危機に陥っていたところをブリキ・ライターに一時保護されていた。リズベットと共に重要アイテム作成の立役者となる。リズベットをリズっちと呼んでいる。リアルの方ではバイトをやめたことが語られるが、番外編扱いの本作での言及はコンシューマー版の本編にどこまで反映されるかは不明。

モバイル作品 / アリシゼーション・ブレイディング
2020年12月4日より登場。

プレミア（Premiere）
声 - 巽悠衣子
『HR』より登場。《SA:O》へのログイン初日にキリトが出会ったNPCの少女。身長145cm・体重38kg・B71/W55/H73・12月5日生・0歳（外見年齢14歳）。

ホロウ・リアリゼーション
キャラクターネームが表示されず、キリト達によって名付けられた
当初は無意味なクエストを受けさせる無価値なNPCとプレイヤー間で認識されていたが、ユイの分析によりNPCとして本来あるべき設定がなされていないイレギュラーな存在であることが判明し、キリト達に半ば庇護されるような形で彼らとの時間を重ねてゆくことになる。
後に悪意あるプレイヤーから身を守るため、自らキリトに戦い方のレクチャーを請うたことをきっかけに、パーティーの一員としてともに戦うようになる。彼らとの交流を通じて感情や自我が芽生え、人との繋がりとそれが生み出す人の可能性を学んでいくが、元がまっさらな状態であったためか時にどこかズレた言動を取る。
その正体は《SA:O》正式サービス開始後に公開予定だった《グラウンドクエスト》に登場するはずの双子の女神であり、ティアと対を成す存在。
アインクラッド崩壊シミュレーションモジュールがグラウンドクエストを改変・強制起動したことで《SA:O》へと出現してしまった。《グラウンドクエスト》に存在していた「二人の女神と6つの聖石」の設定と《大地切断》の「二人の巫女と6つの秘鍵」の設定が酷似していたことから巫女の役割を与えられ、クエストには本来存在しなかった神木への祈祷などが追加されている。
ジェネシスとの決戦後、人との繋がりを学んだプレミアは彼を失い《大地切断》を望むティアに対し、「お互い分かり合えたかもしれないのに彼はその可能性を消すことを選んだ」と正面から否定し世界の存続を望む。それでもアインクラッド創生に伴いモジュールからのデータ改ざん受け、アインクラッド完成のために祈りの神殿に連れて行くようキリトに願わされてしまうが、彼の呼びかけと皆と一緒にいたいという意志によってモジュールからの干渉を打ち破りクエストの呪縛を断ち切った。続くティアとの決戦ではキリト達をアインクラッドへと導き、共に世界の崩壊を阻止。敗北したティアに自身がこれまでに学んだこと伝え自刃を思いとどまらせた。
『蒼空の闘士』編以降は一行と共に過ごしつつティアの行方を探していたが、ティアが未来の意識に蝕まれたことで、データ的に繋がりの深いプレミアも時折頭痛に苛まれるようになってしまう。キリトたちとともにティアを追い続け、その心を開かせるとともに自身とティアのみに迫っていた消滅の危機を退けた。特異点最深部での決戦の頃にはプレイヤー間でも有名になっていたようで、レイドに集まったプレイヤーからは1コル姫と呼ばれていた。

フェイタル・バレット
ユイのGGO行きを聞きつけたセブンの意向により通常のプレイヤーとしてGGOにログインしている。ユイ同様、主人公とクレハには早々に正体を明かしている。
現在は世界の様々な事物について学習することを強く望んでいるが、GGOの終末戦争後の世界観を理解した際は『HR』での出来事を思い出して主人公やキリト達の励ましを受けている。
ハッキングなどについてはストレアと逆に「人の定めたルールや法律は守る」と述べており、本編の決戦の際にはセブンへ協力を仰いだ。また、BoB決勝の際にはそこに溢れる様々な感情に理解が追いつかず、ユウキの助言を受けている。
『HR』でキリトたちと交流を続けた結果、すっかり食いしん坊な性格へと進化してしまっており、GGOの「味」には不満気味。人が生きるためにはおいしい食事が必要であることを彼女らしからぬ強い気迫でキリトに説いた。狩った食材をその場でバーベキューとし、食事の雰囲気などを加味した新たな味の探求に目覚めたようである。
どこからか余計な知識を仕入れてしまい、度々キリトの「あいじん」になりたいと口にするが意味を正確に理解していわけではないようである。『HR』個別EDの選択肢によっては彼女が口にしていた「あいじん」の真の意味が明らかになる。
衣装は固有モデリングの「スクラッチパーカーF」、使用銃器はFN Five-seveN風の拳銃の二丁拳銃スタイルと通常型の光学ショットガンの二丁持ち。

アリシゼーション リコリス

クレハ（Kureha） / 高峰 紅葉（たかみね もみじ）
声 - 佐倉綾音
『FB』のメインヒロイン。B80/W59/H85（リアルはB78/W60/H85）。ゲーム内体重52kg、身長はゲーム・現実共に161cm。1月10日生で初登場時19歳。ピンクのサイドテールに水色の瞳。イメージカラーはピンク。
原作ではアニメ3期第1話にてカメオ出演。第4回BoBで第10位の成績を残している。

フェイタル・バレット
GGO初期からプレイしているベテランで、強くなるための努力は惜しまない。その評判はトッププレイヤーの一角であるイツキの耳にも届いており、その戦況分析力を評価されている。
マスコット扱いされることを嫌いあちこちのスコードロンを渡り歩いていたが、主人公とともにキリト一行と行動を共にすることになる。
主人公の古い幼なじみで、現在は姉の学業を始めとする諸々の事情で引っ越している。主人公の保護者を自認しているフシがあり、引っ越し前はよく主人公と行動を共にして世話を焼いていた。GGOでも主人公との連携は息がピッタリで、キリトにも自分とアスナやシノンのペアでも難しいと評され、彼とアスナには「そういう関係」と勘違いされるほど。
リアルではバイトを掛け持ちしながら看護の専門学校に通っており、髪はアバター同様のサイドテールを団子にまとめている。GGO内と異なり、完璧な姉へのコンプレックスから「姉のことばかり気にするダメな妹」と自嘲する根暗な少女。
バイトの掛け持ちはそんな家から早く出ていくためで、GGOも姉のいない世界で強くなることで現実の自分も強くなるためにプレイしている。GGO開始当初はゲーム内でも現実同様であり、ゲームを通じて昔の性格を取り戻していったことがエネミーアファシスの一件にて示唆されている。
己の弱さを自覚しつつもそれに振り回されており、内心ではGGOの頂点を目指し強さに強く執着している。それ故にフリューゲル攻略後にはGGOで主人公に追い抜かれたことに耐えられなくなり、死銃からの脅迫を受けたことも重なってスコードロンを離脱、死銃を捕まえ周囲に認めてもらおうと独断専行へと走る。結果、仲間たちを巻き込んで後悔することとなり、自責の念から単身で死銃に挑もうとするも仲間たちに止められることとなった。自身のルートではこの際に主人公に胸の内を吐露している。
ツェリスカが死亡した場合、混乱の中にありながらも事件を通じて強さの意味に気づき、主人公にずっと寄り添ってゆく事を決める。
事件直後はイツキに裏切られたことへの落ち込みを隠せなかったが、「雪原の歌姫」の頃には当時自分を見失っていたことを自覚したことで、イツキもまた主人公以外が見えなくなっていたと彼の気持ちに理解を示した。
衣装は耐摩耗性の高い「プライマリーコートF」、使用銃器はUZI風サブマシンガンと光学ロケットランチャーを使用。
[雪原の歌姫」本編ではLPFM及びレイン姉妹と行動する。

アリシゼーション リコリス

ツェリスカ（Zeliska） / 星山 翠子（ほしやま みどりこ）
声 - 能登麻美子
FBのメインヒロイン。B95/W60/H88（リアルはB97/W62/H90）。ゲーム内体重60kg、身長は現実リアル共に172cm。5月6日生で初登場時25歳。銀髪に赤い瞳の女性。イメージカラーは紫。
原作ではアニメ3期第1話にてカメオ出演。

フェイタル・バレット
凄腕のソロプレイヤーだが、攻略やランキングに興味が無いことから「無冠の女王」とも呼ばれる。その人気は高く情報サイトからの取材依頼を受ける一幕もある。顔も広く、闇風らBoB上位のトッププレイヤーとも知己。ダイン・闇風・銃士Ⅹとはパーティを組んだこともあり、当時は後述のとおり荒れ気味だったせいかダインをランチャーの爆風に巻き込んでいる。一方、イツキともサービス開始直後からの付き合いであるが、戦術も趣味も全く合わず「弾丸を撃ち合って話す仲」。
デイジーを溺愛しており、彼女に可愛い服を着せるのが趣味。彼女に限らず可愛いものにはしばしば興味を示しており、フィールド上ではシリカも可愛がっている。
主人公と同じType-Xのマスターとしてしばしば彼（彼女）に助言を行っていくが、フリューゲルに到達した主人公の成長を見て、これまでのこだわりを捨て主人公の相棒となることを望みスコードロンへと加わった。
リアルではGGOの運営たるザスカーのプログラマー。アバターの髪型は同じだが眼鏡。酒豪で、都内のマンションに一人暮らし。データの閲覧も運営への干渉も不可能な立場ではあるが、運営会社の人間であることを考慮して攻略の最前線には立たないようにしていた。優秀で上司の信頼は篤いが、折り合いは悪く「嫌味しか言えず、建設的な提案ができない陰険イヤミ上司」と愚痴をこぼしている。GGOを始めたばかりの頃はストレスで荒れていたことが示唆されている。
そのような素性から死銃の殺人は外部の人間の不正、もしくは本人か協力者がザスカーにいると推測し、個人で内密に調査すべくフリューゲルの攻略完了を機にスコードロンを一度離れることとなる。そしてデスゲーム・エリアでは自身の素性を明かし、ザスカーの一社員としての責任感から戦いに臨んだ。自身のルートでは主人公のせいで自分より大切なものができたこと、主人公には自身の素性を話そうと思いつつも関係が変わってしまうかもしれないのが嫌だった事を語る。
クレハが死亡した場合は自身も混乱しつつも主人公の強さを信じその結論を支持すること、そして自身はGGOに在り続けザスカーにも残ることを語った。
事件後は「ゲームはゲームだからいい」と断じて如何なる理由があろうとイツキを許さない事を宣言し、「雪原の歌姫」の時期となってもクレハとは逆にイツキを「あんな男」と吐き捨てている。
通常型の光学ショットガンとPKM風アサルトライフルを使用する。衣装は高級戦闘服「ドレス・オブ・クイーンF」。
[雪原の歌姫」本編ではキリト一行と行動し、その中でザスカーは本時間軸のザ・シード版カーディナルのクエスト自動生成機能を利用していない事を述べている。

アリシゼーション リコリス

### 各作品の登場人物

#### 『インフィニティ・モーメント』の登場人物
ストレア（Strea）
ストレアを参照。

ホロウストレア（Hollow Strea）
声 - 三澤紗千香
『Re:HF』に登場するストレアの《ホロウ・データ》。95層ボス戦時点のバックアップデータからコピーされた存在。
オリジナルのストレア救出のために組み上げた高難度テストにおいて、救出が失敗したことで彼女の代わりにキリト達の前へと転送された。事の顛末と自身の正体を知ると危険を承知の上で、オリジナルと入れ替わりに《The hollow avator》へと取り込まれる策を快諾、オリジナルの救出を成功させた。その結果、オリジナルの蓄積していたエラーまでも引き受けてしまい、ホロウアバター打倒後に《The hollow strea》へと変貌してしまうが、キリト一行と攻略組の尽力により元の姿に戻った。
最後は言葉を交わす間もなくホロウエリアへと転送されてしまい二度と会うことはなかったが、別れの瞬間には確かに微笑みを浮かべていた。

アルベリヒ（Alberich） / 須郷 伸之（すごう のぶゆき）
声 - 子安武人
《攻略組》に参加するべく、部下を従え駆けつけた経歴不明の実力者プレイヤー。性格は慇懃無礼で他のプレイヤーを見下した言動や態度が目立つが、最前線で戦うにふさわしい豪華絢爛な装備と高いステータスを持つ。しかしでプレイヤーとしては全くの素人であり、実力不足からアスナに《攻略組》への参加を拒まれてしまった。
その正体は、茅場晶彦によるデスゲーム開始宣言以降、《アーガス》に代わってサーバーを管理している《レクト》社員の須郷伸之である。原作同様の研究及びSAOを利用した実験を画策しており、SAOのシステムに対して多大な負荷をかけたことが大規模システムエラーの一因となった。
SAOと他システムの接続実験中に事故で部下共々SAOに引き込まれてしまうが、アバターに管理者権限をある程度使用できる「スーパーアカウント」が引き継がれていたため、それを用いて外見とパラメータを操作してプレイヤーの中に紛れ込んでいた。自身の置かれた状況を逆に利用し、SAOプレイヤーを実験台に人格操作の研究を完成させ、その後はSAOをクリアし、自らデスゲームに飛び込み被害者を救った英雄として凱旋することを目論むが、彼の軽挙が発端で企みはまんまと露見。キリト達に実験データを破壊されてしまう。
後に復讐のために98層のフロアボス戦直後に《攻略組》を襲撃。管理者権限によるシステム的麻痺やラスボスアバターの召喚を用いてアスナを除いた一行を殺害しようとするが、ストレアの身を呈した行動によって阻止され、全ての企みは悉く頓挫し、SAOクリアまで捕縛・拘束された。
SAOがクリアされたことにより現実世界に生還するも、SAO内での悪行や非人道的研究が明るみに出て、《レクト》を追われ警察の取調べを受けることになった。原作における《レクト》は須郷の行動により経営陣の総辞職と子会社《レクト・プログレス》の解散に追い込まれたが、これらが未然に防がれたことで打撃を回避しており、『LS』時点でも健在を保っている。

セバ（Ceba）
原作短編へと逆輸入されたキャラクター。アニメ化発表時にニコニコ静画で行われたオリジナルアバターコンテストにて採用され『IM』に登場し、後に原作の時間軸でもアインクラッドに存在していたことが明言された。外見については原作挿絵担当の「abec先生」そのもの、とのコメントがなされている。
原作への逆輸入より詳細な人物像が追加され、幼少期から芸術家を志望している女性で、高校卒業後に美術学校を目指していたところをSAO事件に巻き込まれた。
『IM』では原案との差異が大きく、《攻略組》として設定された汎用キャラクターと大差ない扱いだったが、『HF』では原案に沿った形で装備設定の見直しがなされている。両作品通じてビーストテイマーの設定は反映されず、犬型ペットモンスター・ヨダレさんの姿を見ることはできない。
原作ではSAO帰還後にレプラコーンのアバターでALOに移住しており、ペットの姿も確認できるが、『LS』では未登場。

モグラ（Mogura） / モア（More） / シンヤ（Shinya） / ハシーシュ（Hashish） / マリア（Maria）
アニメ化発表時にニコニコ静画で行われたオリジナルアバターコンテストにて採用されたキャラクター達。
《攻略組》として設定された汎用キャラクターとは異なり、固有グラフィックおよび優れたステータスを持ち、投稿時の設定が部分的に反映されている。投稿時の服装も汎用装備として採用されている。
『HF』でも《攻略組》キャラクターとして引き続き登場し、最初から投稿時デザイン通りの防具を着用するようになった。各キャラクターの装備防具も実質的に専用扱いとなっており、それぞれが高性能なものとなっている。

#### 『ホロウ・フラグメント』の登場人物
フィリア（Philia）
フィリアを参照。

PoH（プー）
声 - 藤原啓治
殺人ギルド《ラフィン・コフィン》の首領にしてSAO最悪のレッド（殺人者）プレイヤー。他者の殺し合いを愉しむべく数々の扇動・謀略を用いてSAOの治安を悪化させた大量殺人者にして、現実でも暗殺を生業とする本物の人殺し。
《ラフィン・コフィン》を《攻略組》にぶつけて使い捨てた後も、第75層攻略時点でもカルマを回復して圏内に潜伏し暗躍を続けていたが、『IM』に始まるゲーム版では、アインクラッド階層攻略中及びSAOクリア後における彼の消息については描かれていない。
『HF』にて《ホロウ・エリア》を探索するキリトの前に姿を現すが、その正体は《ホロウ・エリア》にて生み出されたAI《ホロウ・データ》で、ホロウの習性も加わりもはや「ヴァサゴ・カザルス」とは完全に別人である。ステータス面でも、キリトの推測ではホロウエリアのテストプレイを利用して特殊なスキルを得ていた可能性がある。ある日AIが突如自我に目覚め、《ホロウ・データ》相手のPKを続けるうちに偶然《高位テストプレイヤー》権限を入手する。中央管理コンソールで自身の正体や《ホロウ・エリア》の真実を知り、ゲームクリアによって自分が消えて人殺しができなくなることを阻止するため《ホロウ・データ》によってアインクラッドをアップデートし「永遠の楽園」を作ろうと暗躍する。
キリトが《ホロウ・エリア》にやってきたことで自身の企みが潰えるのを阻止すべく、《高位テストプレイヤー》権限で知り得たフィリアの状況を利用し、言葉巧みに唆してキリトを罠に落とし、用済みとなった彼女も殺害しようとするも、罠から生還したキリトによって阻止され、死闘の末に消滅する。中央管理コンソールに残されていたアップデートデータもキリトによって削除された。
『ReHF』では皮肉にも彼の企みがストレア救出のヒントとなった。
目標に妄信的な《ホロウ・データ》の性質ゆえかオリジナルとは似て全く非なる人物像となっており、安全圏に身を置きながら《殺人》と煽動を気儘に愉しむオリジナルに対し、《ホロウ・データ》のPoHは《殺人》を続けるためならば、自身が倒されるリスクすら意に介さずキリトに襲い掛かるほどに、《殺人》に対する妄執を持つ。

キバオウ（Kibaou）
声 - 関智一
ギルド《アインクラッド解放軍》の元サブリーダー。デスゲーム初期は攻略組の中心人物の一人であった。
ホロウ・エリアにてキリトの前に姿を現すが、その正体は《ホロウ・データ》である。前作『IM』でもオリジナルの消息は描かれていない。
彼とパーティが組めるようになった際のアナウンスは「組めるようになってしまいました」という特殊なものとなっている。

#### 『ロスト・ソング』の登場人物
レイン（Rain）
レインを参照。

セブン（Seven）
セブンを参照。

スメラギ（Sumeragi） / 住良木 陽太（すめらぎ ようた）
声 - 竹内良太
《シャムロック》の実務統括者にして、セブンの右腕のウンディーネの剣士。使用武器は刀。身長176cm・体重62kg・B83/W69/H88・初登場時18歳。
ユージーンとのデュエルに勝利し、ALO最強と称されるほどの高い実力を誇る。OSSとして北欧神話の軍神テュールの生き様を再現した「テュールの隻腕」を持つ。
現実世界では量子脳力学の研究者であり、七色・アルシャービン博士の助手として活動しているが、裏では菊岡と通じており、彼からの要請によりリアル・VR両面で彼女の動向を監視している。
監視役という立場にありながらもその姿に心打たれ、応援していたが、《クラウド・ブレイン》をめぐるキリトとの衝突を通じ、彼女を応援していたつもりが大切な何かを奪っていた可能性に気づく。事件の終息後には引退を考えるが、自身が何よりもALOの世界観に惹かれていることを悟り、再びALOへと舞い戻る。
プレイヤーとしては至極真っ当な思考・倫理観の持ち主であり、時には団員の非を認め謝罪するリーダーの器も備えている。他方で、互いの立場・目的ゆえに真っ向からぶつかり合ったキリトに対してはその実力を認めつつもツンデレのような態度を取るほか、セブンに対してはいささか過保護になりがちな人間味のある一面も見せている。
『AW VS SAO』ではセブンと共に事件解決後に合流。タクムから剣に関して教えを請われ一旦は断ろうとするが、食い下がるタクムにロリコン疑惑を喧伝されそうになり渋々特訓に付き合わされることになる。特訓終了後自身のOSS「テュールの隻腕」をタクムへと伝授した。アバターのビルドエラーを自認する彼との組み手の中で、自身も強さの求め方を間違えた（＝支援型のウンディーネでありながら前衛である）ことを吐露している。

サクヤ（Sakuya）
声 - 矢作紗友里
シルフ領の領主。リーファと旧知の仲である剣士。種族や領地に縛られず行動している凄腕の剣士であるキリトを傭兵として抱え込むべく、しばしば勧誘をかけている。
『LS』ではアリシャと共に、ALOに新たに実装されたスヴァルトエリアの攻略に参加するべくキリトたちに合流する。
『AW VS SAO』でもアリシャと共に異変が起こったスヴァルトエリアの調査を行っている。

アリシャ・ルー（Alicia Rue）
声 - 斎藤千和
ケット・シー領の領主。サクヤとよく行動を共にしており、同じくキリトを取り込もうと勧誘をかけている。
『LS』ではサクヤと共にALOに新たに実装されたスヴァルトエリアの攻略に参加するべくキリトたちに合流する。
『AW VS SAO』でもサクヤと共に異変が起こったスヴァルトエリアの調査を行っている。

ユージーン
声 - 三宅健太
サラマンダー領主・モーティマーの弟にしてサラマンダー部隊の指揮官。『LS』本編開始以前にスメラギに敗北し、ALO最強の座を奪われてしまった。

ルクス（Lux） / 柏坂 ひより（かしわざか - ）
声 - 赤﨑千夏
外伝漫画『ガールズ・オプス』の主要人物。
『LS』にて、アップデートによりプレイアブルキャラクターとして追加される。経緯は不明だが、本人曰く心境の変化によりこちらでもアバターをクロからルクスへと変更している。PS4版では原作における初期装備が衣装として追加。
『AW VS SAO』では事件の最中はログインしておらず難を逃れ、事件解決後に合流を果たす。

ブラック・ロータス（Black Lotus）
声 - 三澤紗千香
クロユキ・ロータスを参照。ゲスト出演だが、本作でのイベントは『AW VS SAO』には繋がらないと思われる。

#### 『ホロウ・リアリゼーション』の登場人物
プレミア（Premiere）
プレミアを参照。
ジェネシス（Genesis） / 大槻 久弥（おおつき ひさや）
声 - 興津和幸
《SA:O》において《黒の剣士》と称されている両手大剣使い。身長178cm・体重69kg・B92/W75/H90・初登場時19歳。
「弱いやつは淘汰される」との信条を持つ粗暴な男。外見のイメージは中二感と「ダンスユニットにいそうな感じ」。
その実力はSAO生還者であるアルゴをして「異様」と評され、その戦いぶりの虜となる者もいる反面、その性格や繰り返されるマナー違反行為に反感を抱く者も多く、プレイヤー間での評価は二分されている。
キリトの噂が広がったことをきっかけに一方的に因縁をつけていたが、ジュエルピーク湖沼群のボス討伐の一件で面子を潰されたことで彼に本格的に対抗心を抱くようになる。その際に偶然プレミアとうり二つなティアを見つけ、自身も改変された《グラウンドクエスト》の進行を開始。クエストの達成で世界が崩壊する事を知っても、自分の手でそれが起きることを楽しいと言い切り、一行と完全に敵対する。
プレミアとティアを揃えなければイベント条件が満たせない最後の聖石をティアにNPCを殺害させることで強引に入手し、遂にはプレミアを奪うべくキリトとアスナに襲いかかり窮地へと追い込む。ジェネシスの不調によって戦いは水入りとなり、その後クエストの終着点である祈りの神殿にて決戦を迎えるが、キリトの策でチート行為が運営側の知るところとなり逆上。敗北し、《SA:O》から排除された。
その正体はアミュスフィアの違法改造によってこれまで誰も成し得ていなかった「カーディナル・システム上でのチート」を実現させた不正プレイヤーにして、デジタルドラッグ（音や映像で脳内麻薬を過剰分泌させる行為）を使用する《トランスプレイヤー》。彼の並外れた戦闘力と戦闘中のテンションの高さはデジタルドラッグに起因している。改造でアミュスフィアの緊急ログアウト機能を解除しており、ドラッグの副作用で本来なら緊急ログアウトが発生するような状態でも限界を超えてダイブの維持を可能としている。他のゲームにおいてもその悪質ぶりをして《GOC》（ゴッド・オブ・チーター）と蔑称されるほどに悪名が通っており、警察からのマークを受けるレベルにあった。最終的に逮捕にまで至ったことが語られている。皮肉にも彼の違法改造がアミュスフィアのセキュリティホール改善に貢献、デジタルドラッグの使用は不可能となった。
ティアに対しては思い通りに動かなかった彼女を蹴り飛ばすなど、一見手駒として乱雑に扱っているように見えた。しかし彼女に名前を与えるなど、キリトらが受けた印象に反してジェネシスなりに想うところがあったことが示唆されていたが、実際に彼がどう考えどう接していたかは最後まで明らかになることはなかった。
ゲーム中では彼の素性についてほとんど語られず、リアルの境遇や本名などは後の雑誌媒体で公開されている。
リアルでは引きこもりで、中学・高校といじめを受け続けて居場所を失い登校拒否を繰り返していた。その過去から居場所を保つためには強さが必要だと考えており、上述の信条も長年のいじめで形成された思い込みによる。また、かつてのSAOに関しては初期ロットを入手できず不参加に終わっている。
引きこもり中にプレイしていたネットゲームでその活躍を周囲から称賛されたことで、ゲームの世界が己の強さを誇示し、また他者の尊敬を集めることが可能な唯一の拠り所となった。チートに手を出したのも軽い気持ちではなく「誰よりも強くなくてはいけない」という強迫観念の結果であり、作中の行動も派手なプレイで己の力を誇示するためであった。
一方でプレイヤーとして一流の実力者だったのもまた事実であり、もしもリアル、あるいは仮想世界で“友達”と呼べるような存在さえいれば彼もまた「キリト」のような英雄になりえた人物であった。
ティア（Tia）
声 - 巽悠衣子
身長161cm・体重50kg・B86/W61/H88・12月5日生・18歳
プレミアと対を成すもう一人の女神で、彼女と同じく「はじまりの街」の中をさまよっている。命名者はジェネシス。同じ素体のため姿はプレミアと瓜二つであり、身体データも同一。キリト達も当初は両者の違いがわからずに一緒に探索などをしていた。
ジェネシスをマスターと呼び、オレンジプレイヤーに襲撃された彼を庇ったり、命令によって大勢のNPCを殺害するなど忠実につき従う。自身を拾ったジェネシスの影響によって歪んでしまい、力のないものは淘汰されるとの考えを持ち上記のNPCの殺害時には犠牲者をモブと吐き捨てている。
しかし実情はどうあれ、ティア本人はプレミア同様に無意味なNPCであった自身を受け入れてくれたジェネシスと共にいることを望んでおり、名前と存在する意味、そして生きてゆくための術を与えてくれた事に感謝すらしていた。
そんなジェネシスがキリトによってゲームから排斥されたことで憎しみとともに自分やジェネシスを拒絶した世界を不要と断じ、プレミアとともに《大地切断》を行おうとするも、彼女に拒絶されたことで1人で《大地切断》を強行。不完全なアインクラッドを創生し、自身はアインクラッド崩壊シミュレーションモジュールと同化し、更に世界崩壊への思いがモジュールを通じて《グラウンドクエスト》を更に改変し、アインクラッドの《アイングラウンド》への落下という新たな世界消滅の危機を引き起こしてしまう。この時に髪が黒から銀髪へと変わってしまった。
そしてアインクラッド中枢にて意識を奪われた状態で《Pray The Origin Midium》に囚われてキリト達に前に立ちふさがるが、目覚めた後もなお自らの意志で世界を崩壊させるべく戦闘を続行。だが最後はキリト達に敗北したことでモジュールから切り離され、モジュールそのものも復活したヒースクリフの干渉によって機能を停止する。
敗北し、世界崩壊の望みも絶たれたことで「弱いものは淘汰される」として自刃を図るが、プレミアの説得とジェネシスに拾われる前にキリトと見た草原の景色の記憶により剣を収めた。しかし人間への不信までは拭い去ることは出来ず、何処かへと姿を消していった。
制作当初はプレミアとティア以外にも同様のNPCがたくさん存在していたが、最終的にプレミアとティアの二人（及びゼロ）に絞られている。
謎のNPC
声 - 巽悠衣子
黒いフードに仮面を纏った神出鬼没のNPC。ジェネシスのものと同じ大剣を装備している。身長161cm・体重50kg・B86/W61/H88・外見年齢20歳。
NPCでありながら襲撃してきたプレイヤーを一蹴し、単独でアインクラッドを攻略するほどの実力を持つ。一部のプレイヤーの間ではレアアイテムを落とす「レアモブ」として噂になっており、度々彼らの襲撃を受けている。
その正体は自身の居場所を見つけるために《SA:O》を1人で彷徨っていたその後のティア。世界を彷徨ううちにアインクラッド創生時にむき出しになったままの特異点に接触してしまい、演算された「未来の意識」によって肉体を再構築され、意識を上書きされかけてしまう。そして未来の意識の干渉を断つべく、特異点を目指して攻略プレイヤーに紛れて1人で未完成のアインクラッドの攻略を進めていた。
仮面とフードは再構築された自身の姿を嫌ってのものである。意識の上書きが完了する前に特異点を抜け出したことで、自我を保った代わりに彼女を攻撃したプレイヤーがブルーカーソルにならないなど不安定なステータスになっている他、上書きを続行しようとする未来の意識の流入による突然の頭痛に悩まされたり、肉体も突然以前の姿に戻ったりという不具合も生じている。
見せつけられた望まぬ未来と度重なるプレイヤーの襲撃によって頑なに心を閉ざしており、ティアの身を案じ追いかけるキリト一行に対しても刃を向けたが、交戦時に谷底へ転落した際にキリトに庇われたことをきっかけに一行と行動を共にすることになり、それによって知らずのうちに人と繋がり合うことで生まれる可能性を学んでいく。そして特異点へ向かうためのキーアイテムが揃った際に1人先に飛び出したことで窮地に陥るが、プレミアの呼びかけによって遂に己の本心に気づき、自身で可能性を求めて生きる意志を新たにし本当の意味でキリトたちの仲間となった。
しかし特異点最深部に突入するも非常に強力なボスモンスター《Rein The Apostle Ender》の妨害を受けている間に特異点を塞ぐための緊急メンテナンスが告知され、事態解決のための事実上のタイムリミットが迫ってしまう。だがこれを一般プレイヤーたちとのレイドという「人との繋がり」によりボスモンスターを撃破することで乗り越え、特異点中枢で待ち受けていた実体化した自身の未来の意識《Imaginary Tia》をキリト一行とともに討ち果たした。
事態の解決がメンテの直前となったため運営により消去される可能性が危惧されたが、メンテ明けには無事に一行と再会。皆とともに自身の可能性、すなわち夢を追い、未来を紡いでゆくことを告げた。
すべてが終わった後はキリト一行と共に過ごす中で「普段」というものを学んでいる。キリトの推測ではゲームが始まってからずっと布団やベッドがある環境にはいなかったようで、寝具一式がお気に入りらしく、プレミアには自作の枕をプレゼントしている。新たな夢にはプレミア同様キリトの「あいじん」になることも含まれている模様で、姉妹でキリトの争奪戦を繰り広げるシーンも。ジェネシスと出会う前にキリト一行の男性陣に誘われラーメンを食べに行った影響かラーメンが好物であると口にしている他、上記の自刃を思いとどまった際の草原の景色がお気に入りである。
なお、事件にて彼女を侵食していた「未来の意識」は特異点に接触した際のティアの状況から演算されたものにすぎず、『AW VS SAO』の事件のように本物の未来（並行世界）から干渉が行われているわけではない。
キズメル（Kizmel）
声 - 伊藤静
前日談プログレッシブのキャラクター。黒エルフの女騎士。
かつてのアインクラッドにおけるエルフ戦争キャンペーンクエストで登場したNPC。本作ではパーティーキャラクターとして登場し、個別EDも存在する。
アスナとキリトがデート中に偶然発見した「黒限の宝珠」というアイテムに関連するクエストで出現。ダークエルフ族が石化させられるという事件中、数少ない生き残りとして一族を救う鍵である宝珠を入手するため、キリトたちと行動する。
SAO時代の記憶はないが、イベントNPCとしての定められた行動とは別にキリト達を庇おうとするなどの面を見せる。一方、キリト達がSAO時代の記憶を元に自分の名前を名乗る前から知っていたことや、初対面のはずなのに不自然に好意的な態度でいたことは訝しんでいる。
かつてと同様に（水着越しとはいえ）キリトと一緒に風呂に入っても平気でいるなど、羞恥心の薄さは健在。
リヒター / 新川 恭二（しんかわ きょうじ）・？？？
声 - 花江夏樹
原作「ファントム・バレット」編に登場した、シノン（詩乃）の友人の少年。シノンのキャラエピソードにて登場する。こちらの時間軸ではシノンとは学校ではなく図書館で知り合い、ALOもプレイしている。だが原作と異なり深い付き合いがあるわけではない。
原作同様シノンに対して一方的な憧れを抱いており、キリトへの嫉妬からシノンの過去を暴露する。更にはキリト達に受け入れられ、雰囲気が変わったシノンの様子を見て逆上。オレンジカーソル化を厭わず彼女に斬りかかった。
その場はキリトの反撃とシノンの説得によって剣を収めたかに見えたものの、キリトに対する確執は消えておらず、数々の不穏な言葉と「兄」の存在をほのめかし去っていった。
その後はリアルでの勉強が忙しくなったこともあり《SA:O》から一旦身を引くものの、シノンとは現実での交流を続けている。
また、騒動の最中に恭二ではない、キリトを知る何者かがリヒターのアバターを使いキリトに接触している。

#### 『フェイタル・バレット』の登場人物
主人公
声 -  徳本英一郎、日野まり、小若和郁那、新井笙子他
本作の主人公。名前・装備はプレイヤーが選択する。CVは5種類。作中のムービーでは主にトカレフTT-33の系列（風の）拳銃、その他FA-MAS G2風アサルトライフルも使用している。ビジュアルでは汎用性の高い「バトルジャケットM（F）」を着用。
VRゲームこそGGOが初めてであるがキリトに負けず劣らずのゲーマーで、クレハも信用するゲームセンスの持ち主。純朴だが周囲に左右されずに大事な時に決断・行動できる、不思議と人を集める魅力をもつ。同時にやや天然気味でどこか危なっかしい一面もあり、良くも悪くも周りがほっておけない人物。キリトと似ていると（やはりプラスマイナスの両面で）周囲に評されることが多く、そこはキリト自身やアスナですらも認めるほど。返答の選択肢はそれに準じて率直で飾り気のない物が多いが、キリトのように軽口で返す選択肢も多く用意されている。仮想世界やNPCに対する姿勢もキリトに近く、レイに対してはかなり甘い。
一方でキリトに過去の自身同様の「ソロタイプ」と見抜かれ、アスナには一人で抱え込むところまでそっくりと心配されている。普段はぼーっとしていたり、イツキの冗談を毎回真に受けてしまう面もある。クレハ曰く「人付き合いを面倒くさいとか言っている割にはお人よし」。
また、急速にキリト一行に溶け込んでいったことでシュピーゲルからは敵視されており、主人公自身も彼に対して毅然とした態度で応対している。
SAOの英雄である「黒の剣士」の存在はEDの時点までにはその存在を知っていたが、目の前のキリトが本人であることには彼の口から明かされるまで気づかなかった。
ゲームではそのセンスに加えて機転が利く他、リアルラックが最大の武器。度々レアアイテムを入手して周囲にを驚愕させ、作中ではMMOトゥディから取材が来るほどの品まで手に入れている。
『FB』ではゲーム内の大会でレアアイテムを狙うクレハに呼び出されVR世界へと足を踏み入れる。そしてGGOログイン初日で偶然からType-Xのアファシスを入手し、「GGO最強のリアルラック持ち」とゲーム中の注目を集める。
大会で出会ったキリトに人柄と素質を見込まれて共にSBCフリューゲルの攻略を目指すことになり、瞬く間にGGOでの腕を上げていく。アファシスを狙うバザルト・ジョーの挑戦や、死銃によるゼクシードの殺害をVR内の現場で目撃するといったハプニングに見舞われつつも、ツェリスカやイツキといったハイランカーも仲間に加え、やがてフリューゲル本体へと乗り込むにあたって結成されたスコードロンのリーダーを任されることとなる。そして遂にはアファシスの「お母さん」であるマザー・クラヴィーアをデリートすることなくフリューゲルを踏破することに成功し、GGOの英雄の一人に名を連ねることとなった。
だがその結果、死銃を名乗る何者かに仲間の生命を盾に脅迫を受け、自宅に送りつけられたナーヴギアを装着しての「デスゲーム・エリア」での本物の命を賭けた戦いを余儀なくされる。戦いの末、異変を察知して駆けつけたキリト一行と共に「ラスト・ジャッジメント」をも退けてデスゲームからの生還に成功。事件後はイツキを撃てなかった事に悩みつつも、自身の過去を明かしたキリトに励まされて仲間とともに再び前へと歩みだしていった。
ノーマルルートでは自身を庇ったクレハを目の前で失い、キリト一行の救援で難を逃れた後に「ラスト・ジャッジメント」と戦うことなく生還という流れになる。
その後の展開はトゥルーエンドが正史となり、「雪原の歌姫」時点でLPFMやBoBランカーといったキリト一行以外のフレンドにもデスゲームの一件が伝わっている。既に立派なトッププレイヤーの一角であり、その活躍は行方をくらましたイツキの耳にも届くほど。劇中ではキリト一行と共に夜の女王クエスト初踏破を達成、入手した夜の結晶をキリトによってサチを救う立役者となったが昼はレン一行と、夜はキリト一行と行動をともにしたことで一応の仮眠は取りつつもほぼ三徹のVR漬けの三連休を過ごし、クレハに呆れられてしまった。
リアルではクレハの幼い頃の幼なじみ。イジメっ子から被害者をかばって派手な喧嘩を起こし、それを教師に叱られても言い訳しないような子供であった。リアルラックは高かったが、カプセルトイだけは運がなかった。
現在の身辺の詳細は特に語られないが、バイクのマニュアルの免許を有している。
アファシスA290-00（ArFA-Sys）
声 -  高森奈津美（女ボイス1）、古川由利奈（女ボイス2）、三宅麻理恵（女ボイス3）、小田花梨（女ボイス4） / 山本和臣（男ボイス1）、峯田大夢（男ボイス2）、雨澤祐貴（男ボイス3）
主人公が冒頭で入手したArFA-SysのType-X。個体番号はA290-00。主人公同様、名前はプレイヤーが選択する。各種ビジュアルでは「アファシススーツF/M」を着用。イメージカラーは白と紺。設定上でもArFA-Sysの初期装備で伸縮性と耐久性に優れる。初期の武装は主人公同様。主人公の経験値がゼロである点を「将来が予測不可能」として未知＝実装前の武器であるUFGを渡した。
彼（彼女）独自の個性として主人公に与えられた名前を特別に思っており、他からはその名で呼ばれることを好まない。周囲からは主に個体番号から「レイちゃん」と呼ばれる。呼称はできるだけ短いほうが好み。
キリトの推測では製作者の趣味によるものか珍しい個性付けがされており、AIでありながら勘違いやうっかりをするなどどこか抜けている。主人公との理想の関係を目指しての試行錯誤も微妙にズレており、伝えるべき攻略情報を忘れてクエスト失敗の原因となった際には起動直後の自信ある態度が一転、主人公の元を去ろうとするほどに落ち込んだ。そんな性格のため作中では早々にクラインから「アホシス」と不名誉なあだ名を頂戴している（現実の収録現場でもそう呼ばれていたエピソードがある）。
一方でそのような個性故に情緒面は豊かで、最終的に主人公や仲間たちの影響もあり仕様というだけで説明できないほどに豊かな感情を持つに至っている。
死銃との決戦ではユイとの連携でデスゲーム・エリアへの回線を解放し、キリト達が救援に駆けつける鍵となった。特にヒロインが死亡した場合、ユイよりも先に自力で彼女へと回線を繋いで主人公達の窮地を救う程の能力を見せている。
GGO内設定ではSBCフリューゲルに搭載されていたアンドロイド。それゆえ母艦の基幹システム「マザー・クラヴィーア」を母と慕っており、「雪原の歌姫」序盤では実際に「里帰り」をしている。当初はフリューゲル墜落の衝撃でパーツを落としスリープ状態となったため、当初は記憶があやふやになると共に様々な機能が制限されていた。

クレハ（Kureha）
クレハを参照。

ツェリスカ（Zeliska）
ツェリスカを参照。

デイジー（Daisy）
声 - 三上枝織
ツェリスカのArFA-SysでType-X。初期装備をアレンジして機動性を上げた「マーガレットワンピースF」を着用。黄と黒が基調。眼帯をつけている。
レイとはType-X同士情報交換をする仲。主の意向で戦闘には基本的に参加しないが、その分演算と分析に特化しており、エネミーアファシス事件ではリエーブルに大量のデータを流し込んで一度は処理落ちさせかけた。
その後、トゥルーエンドでは前線に出てレイと共に囮役を務める姿を見せている。
イツキ（Itsuki） / 狭井 雪嗣（さい ゆきつぐ）
声 - 鈴木達央
主人公に興味を示すGGOトップランカーの一人。B88/W78/H90（リアルはB90/W80/H90）。ゲーム内体重75kg、身長は現実リアル共に181cm。4月1日生で初登場時24歳。スコードロン《アルファルド》のリーダーを務める天才肌の青年。
ドラグノフ狙撃銃風の狙撃銃と光学サブマシンガンを使用する。レア素材製のコート「ゼロ・ディフェクトM」を着用。
狙撃銃による中～遠距離戦を得意とするが、指揮能力にも優れ、罠や搦め手を駆使する狡猾さを併せ持つ。
リーダーではあるがカリスマ性によるスコードロンの象徴としての役割の方が強く、実質的な運営はパイソンに任せきりにしている。整った容姿から女性人気も高く、GGO内にファンクラブまで存在する。皮肉ぎみで人を煙に巻くような言動が多く、主人公もよくからかわれている。一方、女性陣に混ざってスイーツの味と見た目について深く語る意外な一面をもつ。
リアルでは神職で、古い神社の次男坊。アバターネームは名字と家業からの連想（さい→斎→いつき）。2年前に双子の兄を喪い、それが現在の皮肉気味の性格を形作っている。
その実力と求心力に反し、GGOも本質はビデオゲームでしかない事実にすっかり退屈しきっている。GGO開始当初は他人や仲間への信頼や仮想世界に対する胸の鼓動を感じていたが、現在ではゲーム内の人間関係にも辟易している様子が見られる。キリト達に対しては「信頼だけでなく覚悟で結ばれた関係」と評価しつつも、周囲の女性陣がキリトを巡って争っていないことに感情を顕にしながら疑問視していた。
現在では仮想世界では多かれ少なかれ誰もが自分を偽って過ごしていると思い、相手のリアルを想像することを密かな楽みとしている。そんな中で現れた、自身の予測を次々と外れていく主人公に対してはその想像が普段ほど楽しめなかったことから深く興味を持つようになり、遂にはアルファルドを捨てて主人公のスコードロンに加入するという騒動までも引き起こし、主人公にとっての特別な存在になりたいと願うまでになる。
だが同時にその想いは叶わぬことも感じ取っており、共に過ごす日々の中で徐々に歪んで行ったイツキは主人公を自分だけのものにすべく、現実世界での協力者達を利用してナーヴギアの盗難を始めとしてデスゲームの舞台を整え第二の死銃と化してしまう。
デスゲーム・エリアでは主人公を籠絡すべく自身も主人公達と共に戦う自作自演を行うが、自らの予想に反してヒロインが主人公を見捨てずにデスゲームの場に現れたこと、そしてキリト達までもが救援に現れたことで計画は破綻。事の真相を暴露し「ラスト・ジャッジメント」をけしかける。
戦闘後、ヒロインたちとキリトの説得を受け入れずに主人公と対峙するも、主人公がかつて託した想い出の銃を使用していたことで動揺、睨み合いとなっているうちに不正を感知したシステムによって他の面々諸共強制ログアウトされる（ヒロインが死亡している場合は「ラスト・ジャッジメント」を召喚しようとした時点で同様の展開となる）。後に、これはより高位の権限を持つ何らかの存在によってGM権限を停止されたことが明らかとなる。
ログアウトの直前、主人公にいずれ再び会いにゆくことを告げ、仮想世界からもリアルからもその行方を眩ませた。
事件後、イツキが周囲に語っていたリアルの素性は全てバラバラであったことが明らかとなり、ツェリスカは本音で話していたのは主人公だけと推測している。また、キリトには恭二のような弱い人間であり主人公に何かを重ねていたのだろうと評している。
事前に研究施設から盗み出されたナーヴギアは2台のみであったがイツキ自身もデスゲームの中で命をかけている事を口にしており、いずれの展開にあってもデスゲームにあたってイツキ自身がナーヴギアを装着していたかは闇の中となっている。
その後は能力が諜報に向いていると判断されてRATHなどいくつかの機関と繋がるようになり、雪原の歌姫エピローグにてGGOに再訪。
何者かの依頼で「ユナを心配している誰かさん」にGGOを紹介してユナの経過観察をしていたことをエイジに明かし、ザ・シード・ネクサスの干渉によって様々なものがGGOに流入しつつある事を告げ、再会を予告し去っていった。その際には主人公にも差出人空欄の形でメールを送り、相変わらずの彼（彼女）への執着を見せた。
両者とのやりとりにて現在の自身を「今はただの何者でもないつまらない人間」と称していた。
原作の時間軸ではアニメ3期第1話にて、第4回BoBで第5位の成績を残していることが確認できる。
バザルト・ジョー（Bazalt Joe）
声 - 小山力也
ベレー帽に隻眼という歴戦の軍人風のベテランプレイヤー。衣装は「寒冷地仕様戦闘服M」の固有モデリング版。
ミニミ軽機関銃風アサルトライフルの二丁持ちをメインに、サブにトカレフTT-33風の拳銃を用いる。
「銃好きに悪いヤツはいない」と語る一方で「女の子に取り囲まれている剣使いはサイアク」とこぼしている。クレハ曰く「GGOらしい、こだわりが強すぎてモテないタイプ」。
レイの抜けた言動に目が離せなくなり、「仲間の基準は強さよりハートとノリがあうか」と称して彼（彼女）を狙い度々主人公に決闘を挑んでくるようになる。
とはいえ根は気のいいガンマンであり面倒見も良い。仲間たちからは「親分」と呼ばれ、スランプ気味のクレハがアドバイスを求めた際には、皮肉の応酬を始めるイツキとツェリスカを他所にマトモなアドバイスを送っている。
勝負の結果にも律儀であり、自分に何度も勝ちレイを守り続ける主人公を最終的に認め、自身の身柄を報酬として（半ば強引に）主人公に協力するようになった。とはいえ強引な手段を取らなくなっただけで、その後もレイの譲渡をしつこく主人公に頼み続けている。
リアルでは田舎町に勤務する警察官。プライベートでは老猫を飼っている。勤務する警察署はかつて万年人手不足に悩まされており、警官をサポートするAIつきパトカーが試験導入されていた。そしてそのAIにはそれぞれに性格づけがされており、レイが当時気に入っていたAIの性格にそっくり出会ったのが彼（彼女）に執着するようになったきっかけであった。
そのAIは逃亡する犯罪者を逮捕するにあたって損傷を余儀なくされた際、ネットワークの圏外であったために殉職しており、ジョーがGGO内の一角をそのAIの弔いの場としたことがデータベース・グレイブの始まりとなった。
パイソン
声 - 桐井大介
《アルファルド》に属する眼鏡の青年。イツキへの忠誠心は高く、代わってスコードロンの実務のほとんどを行っている。宇宙船団時代の「士官制服正装M」の白色を着用。
死銃（Death-Gun） / 新川 昌一（しんかわ しょういち）
声 - 保志総一朗
死銃事件の主犯。正式なアバターネームは原作同様「Sterben」だが、公式サイトの表記に合わせる。
武装はL115A3風狙撃銃と「宇宙装甲板エストック」。エストックはゲームの都合上重量高威力型の光剣扱いであり、また五四式・黒星（風の拳銃）はシナリオのみでの使用となる。衣装名は「バンテージスーツM」で、更に本作ではアバターの容姿がより詳しく「クラインと同程度の身長、細身のよく鍛えられた体」と語られている。
ゼクシード殺害の現場を主人公やクレハ達に目撃されるもその際はアバター名をプライバシー機能で隠したまま姿を消し、続いて薄塩たらこを殺害。
その後原作と同じく公の場で死銃の存在を誇示するべくBoBに出場するが、キリトとシノンの大会参加を知ってからは二人を優先的なターゲットに変更する。
キリト本来のアバターがGGOで1ヶ月以上活動していることに惑わされず原作同様に太刀筋から正体を看破し、原作では不意打ちを仕掛けたペイルライダーらしきプレイヤーを正面から追い詰めたが、殺害自体はシノンの妨害により失敗。そのシノンも光学迷彩を用いて殺害寸前まで追い詰めるも、割って入ったキリトと対峙している間に他のプレイヤー達の乱戦が始まり撤退を余儀なくされる。再びの対峙にて原作同様にSAOでの名前を当てられて動揺したところを「幻影の一弾」による援護とダブル・サーキュラーの連携攻撃を受け、死銃の象徴たる拳銃と共に両断。「あの人」の存在を示唆しながら敗北し、間を置かずして警察に逮捕された。
結果として本時間軸では原作の第3回BoB本戦の犠牲者は全員魔の手を逃れて、殺害されたのはゼクシードと薄塩たらこの2名のみにとどまった。
キリトに対しては偽りの力を振るうお前に裁きを与えると宣言し、本人の殺害ではなく仲間を殺すことで「決して忘れられない記憶を植え付けてやる」事を目的としていた。これについて、キリトは自分がザザ達の存在を忘れて目を向けさえしなかったことが許せなかったのだろうと推測している。
シュピーゲル / 新川 恭二（しんかわ きょうじ）
声 - 花江夏樹
原作における死銃一味の一人。衣装名は「コンバットプレートM」。
『HR』の一件を通じてシノンには改心したかに思われていたが相変わらずであり、新たにキリト一行に加わった主人公に対しても敵意を顕にする。
彼の情報提供と主人公の協力でシノンはAMRティアマトを入手するも、それもシノンを自分の中の理想像へと戻すべく仲間から引き離すためであった。
しかし、その行動はことごとく空回りに終わり、BoB本戦直前には原作と異なりシノンから明確に拒絶されるに至る。
その後、原作同様にシノンを現実で襲撃するも失敗に終わり警察に逮捕される。
リエーブル（Lievre）
声 - 鬼頭明里
女性型ArFA-Sysで「Type-Z」。エネミーアファシス事件の黒幕。未確認の機能を搭載した「パルティキュリエスーツF」を着用。
M61 バルカン風ガトリングガンとヤティマティック（英語版）風サブマシンガンを使用する。
地球帰還以前のSBCフリューゲル乗員の遺志を遂行すべく、かつての敵国の艦であるSBCグロッケンを滅ぼすべく暗躍する。システム的にはグロッケンの非戦闘地域（≒圏内）の消去となる。
自身を特別と評した主への思いは強く、最終的に損壊を覚悟でリミッターを解除してグロッケンを直接襲撃した。しかしキリトや主人公、レン達を始めとする多くのプレイヤーに阻まれ襲撃は失敗。リミッター解除の反動でプログラムに大きなダメージを受け、一命は取り留めるが「雪原の歌姫」エピローグ（ユナの救出から数日後）まで長期の休眠状態を余儀なくされた。
再起動直後は虚勢を張っていたものの、キリトたちの呼びかけに対して自身がサトライザーにどう扱われているか最初から気づいていたこと、そしてそれを承知のうえで尽くしていた事を認めた。
最終的に自身の意志とマスターへの忠誠は曲げず、キリトや主人公たちと馴れ合う気はないとしつつも、行動を保留。自己修復を手助けしてもらった借りを返すべく、サチのデータをアファシスの素体に移植し、彼女を復活させることに協力した。
サトライザー（Subtilizer）
声 - 石田彰
原作における第1回・第4回BoB優勝者。本作ではリエーブルの主であり、彼女を利用してGGOプレイヤーのデータを集めさせた。
衣装名は『ドレッドノートM』。原作と異なりクリス ヴェクター風サブマシンガンとヘカートII風の狙撃銃を使用する。
ダイン（Dyne）
声 - 鶴岡聡
有料DLC「銃火の覇者」より登場。原作におけるBoB本戦の常連。ツェリスカの依頼でエネミーアファシスの調査に協力する。
衣装名は「ウェスタンスタイルM」。SIG SG550風アサルトライフルとグロック21風の拳銃を使用する。
闇風（Yamikaze）
声 - 四宮豪
有料DLC「銃火の覇者」より登場。原作における第2回BoB準優勝者。ツェリスカの依頼を受けエネミーアファシスの調査に協力する。
衣装名は「レイダースーツM」。キャリコM900A風サブマシンガンとFN Five-seveN風の拳銃を使用する。
銃士X（Musketeer X）
声 - 山村響
有料DLC「銃火の覇者」より登場。原作における第3回BoB参加者。ツェリスカの依頼でエネミーアファシスの調査に協力する。『FB』では日本在住と明言されている。
衣装名は「アラミスレディF」。M14EBR風狙撃銃と大口径型光学拳銃を使用する。
レン（LLENN） / 小比類巻 香蓮（こひるいまき かれん）
声 - 楠木ともり/ 津田美波（電撃FCI）
「ソードアート・オンライン オルタナティブ ガンゲイル・オンライン」の主人公。無料アップデートにて登場。噂の主人公と町中で偶然知り合う。
衣装名は「デザートバトルウェアF」。FN P90風サブマシンガンと光学アサルトライフルを使用する。
フカ次郎（Fukaziroh） / 篠原 美優（しのはら みゆ）
声 - 赤﨑千夏
「ガンゲイル・オンライン」の主要人物。無料アップデートにて登場。レンの親友。「雪原の歌姫」にて「ちょっとした事情」によりGGOでも遊んでると語っている。
レンとともに主人公と偶然知り合い自分たちを売り込んだ。セブンと知己であることにはレンから「変なところで顔が広い」と言われている。
衣装名は「チアフルマルチカムF」。MGL-140風グレネードランチャー二丁持ちの他、グロック18風の拳銃を使用する。
ピトフーイ（Pitohui） / 神崎 エルザ（かんざき エルザ）
声 - 日笠陽子
「ガンゲイル・オンライン」の主要人物。無料アップデートにて登場。元SAOベータテスター。「雪原の歌姫」では、既にレンの唇を奪い距離を置かれていることが語られている。
衣装名は「アサルトダイバーF」。AK-47風アサルトライフルとレミントンM870風ショットガンを使用する。
通りがかりのプレイヤーへの質問で狩場を決めようとしていたところ、たまたま主人公に声をかけたことで知り合うが、彼（彼女）が噂の人物とは気づいていなかった。
「雪原の歌姫」では音響兵器の起動のために渋々メンバーに加わろうとしたが、ユナが現れたことで歌い損ない安堵とも残念とも取れる態度をとっている。その直後にどこかへ立ち去るユナに何かを察したのか、彼女にいつか共に歌おうと声をかけている。
原作同様に自身が神埼エルザであることは公にしていないが、リズベットが「大物歌手がGGOで遊んでいるという噂」を耳にしていたり、ユナには「どっか似ているところがある」と言われるなど秘密はどこか危うい。
エム（M） / 阿僧祇 豪志（あそうぎ ごうし）
声 - 興津和幸
「ガンゲイル・オンライン」の主要人物。無料アップデートにて登場。ピトフーイの恋人兼部下兼奴隷。ピトフーイと共に主人公と知り合う。
衣装名は「ヘヴィーバトルウェアM」。M14EBR風狙撃銃とグロック21風の拳銃を使用する。
シャーリー（Shirley） / 霧島 舞（きりしま まい）
声 - 高野麻里佳
有料DLC「壕陣の造手」より登場。「ガンゲイル・オンライン」の登場人物。
衣装名は「ハンティングルックF」。R93タクティカル2風狙撃銃とベレッタM93R風の拳銃を使用する。
エネミーアファシスを狩っていた際に主人公と遭遇、GGOの流儀に従い交戦したことで知り合う。
クラレンス（Clarence）
声 - 小松未可子
有料DLC「壕陣の造手」より登場。「ガンゲイル・オンライン」の登場人物。
衣装名は「バトルオブカオスF」。AR-57風アサルトライフルとFN Five-seveN風の拳銃を使用する。
エネミーアファシスを狩っていた際に主人公と遭遇、GGOの流儀に従い交戦したことで知り合う。
ユナ（Yuna）
声 - 神田沙也加 → 松田利冴
「オーディナル・スケール」の主要人物。原作ではオーグマーのユーザーに絶大な人気を誇るARアイドル。
「雪原の歌姫」より登場。衣装は「ユビキタスドレスF」。スタン効果のある光学拳銃とKel-Tec KSG風ショットガンを使用する。
『FB』におけるユナは原作時間軸の「コーディアル・コード」同様に黒ユナから複数コピーされたうちの一個体。自己唯一性の喪失によってエラーを蓄積しつつあったため、イツキにGGOを紹介された「ユナを心配している誰かさん（＝エイジ）」によって自己唯一性を回復させるべく意図的にリアル世界からGGO世界へと移されていた。
ホワイト・フロンティアを彷徨い、最終的にLPFM一行と出会った後でホープフル・ブリッジにて四脚型機動兵器「フリージング・メナス」の襲撃を受けていたところをキリト一行に救出され、エイジに記憶のコアを渡されたことでエラーを修復された。
『AW VS SAO』では初回封入特典。ALOで《アインクラッドの歌姫》として有名になっており、「皆の力になりたい」と1人歌い続けていたところをアスナの勧誘を受けて一行に同行する。《黒ユナ》の姿をしているが自身の正体に自覚があるような言動を見せ、キリトとアスナが攻略組の有名人であったことも知っているため、ゲーム時間軸では悠那が生存している可能性もある。
エイジ（Eiji） / 後沢 鋭二（のちざわ えいじ）
声 - 井上芳雄
「雪原の歌姫」より登場。「オーディナル・スケール」の主要人物。原作ではOSの序列2位のトップランカー。不安定の兆候をもったままGGOへと移されたユナを修復すべく追ってきた。
衣装は「エグゼキューターM」。クリティカルを捨てた超重量型の光剣とAT4風ロケットランチャーを使用する。
本時間軸での過去は直接的には言及されていないが、ユナ絡みで「新国立劇場のライブにエネミーが出た事件」が起きており、主人公との添い寝イベントではキリト一行との間に「色々あって」と語っている。
ユナを追う過程でキリト達と共闘、その過程で消滅しそうになるサチを前に逡巡するキリトに「嘘でも幻でも取り戻したかったものがあるだろう」と一喝した。
キリト一行とは色々あったためか未だ距離感を感じている他、「尋問とか色々あった」ため今は知らない相手と話すのもつい身構えるような精神状態にある。そんな未だ闇の中にあった彼故か、添い寝イベントでは主人公との交流でSAO事件以来失われていた安らぎを感じ、そのおかげでVR世界に向き合えた旨を口にしている。
VR戦闘ではARでの動きがしみついているためにワンテンポ遅れる感覚を覚えている。
シキ
ゲームシリーズ5周年記念に行われたアバター募集の採用キャラクターの一人。衣装は「一式F」。
ユナを捜索している最中に遭遇し、一行の所持品を狙って襲いかかってくる。

#### 『アリシゼーション リコリス』の登場人物
下記の他にボスをはじめ様々なキャラクターが登場しているが、その殆どがキャスト表記のなされないサブキャラクターとしての扱いとなっている。
劇場版「星なき夜のアリア」で初登場したミトがアバターパーツのみの形で登場している。
メディナ・オルティナノス
声 - 岡咲美保
二等爵家《オルティナノス家》九代目当主の少女。基本的に穏やかな性格だが、戦闘になると人が変わり、好戦的になる。《オルティナノス家》の汚名を雪ぐため、強くなって武功を立てるという使命を持っている。
カセドラル100階での死闘の後、キリトたちと再会する。
カーディナル
声 - 丹下桜
かつてアドミニストレータが新たな肉体にしようとした人物。キリト・アリス・ユージオが最高司祭殺しの業を背負う決断を下した結果、死闘より生還。
以降はアドミニストレータ不在の公理協会を取りしきると共に、リアルワールド関係の事柄でキリト達をサポートする。

ロニエ・アラベル
声 - 近藤玲奈
カセドラル100階での死闘の後、キリトたちと再会する。「FB」ではアバターパーツのみが配信された。

ティーゼ・シュトリーネン
声 - 石原夏織
カセドラル100階での死闘の後、原作では叶わなかったユージオとの再会を果たす。
「禁忌の騎士」の章にてメインキャラクターを務める。「FB」でもアバターパーツのみが配信された。

ソルティリーナ・セルルト
声 - 潘めぐみ
カセドラル100階での死闘の後、キリトたちと再会する。

ベルクーリ・シンセシス・ワン / ベルクーリ・ハーレンツ
声 - 諏訪部順一
カセドラル100階での死闘の後は公理協会の本会長として実働部隊の指揮を執る。
原作では皆無に等しかったキリトとの交流では彼に畏敬の念を抱かれるとともに、ベルクーリ自身もキリトの太刀筋を「進化し続ける剣」として好ましく評価する。
時穿剣の原作小説版デザインが「遠い未来から現れた」と言う設定で課金スキンとして実装されている。

ファナティオ・シンセシス・ツー
声 - 生天目仁美
整合騎士序列第二位。彼女の言葉から配下の四旋剣もゲーム上区別されていないのみで設定上は存在していることが確認できる。

デュソルバート・シンセシス・セブン
声 - 花田光
整合騎士序列第七位。原作ではムーン・クレイドル編でキリトの奔放ぶりに手を焼かされたが、本作では彼の代わりに弟子となったリゼルとリネルに手を焼かされる苦労人。

シェータ・シンセシス・トゥエルブ
声 - Lynn

レンリ・シンセシス・トゥエニセブン
声 - 田村睦心

リネル・シンセシス・トゥエニエイト、フィゼル・シンセシス・トゥエニナイン
声 - 木野日菜（リネル）、小原好美（フィゼル）
整合騎士序列第28位&29位。本作では、鹿野地たちに殺害された先代としてカルド（28位）とジャレド（29位）というコンビが登場する。
この他、殺人技術への自負や、逆に血塗られた育ちへの負い目など彼女たちの内面も描かれる。

エルドリエ・シンセシス・サーティワン / エルドリエ・ウールスブルーグ
声 - 益山武明
整合騎士序列第31位。原作では和解の機会がなかったキリトを決闘を経て認めることになるが、プライドの高さからあたりの強さは変わらず。
実力は確かであるものの、そのナルシストぶりは辟易したシノンが共同任務を投げ出してしまうほど。

アドミニストレータ
声 - 坂本真綾
公理教会の頂点であり管理者である最高司祭。人界に君臨する絶対的な存在として人々を支配している。原作及びアニメでは延命等の理由で睡眠時以外全裸であったが、本作では家庭用ゲームのレギュレーションの問題により着衣で活動する。

ハァシリアン
声 -福山潤
ゲームオリジナルキャラクター。公理教会と深いかかわりを持ち、アドミニストレータ復活のため、メディナを“救世主”と呼び利用する。
捨て子の野生児として育ったことで禁忌目録を認識せず、教養を身につけた後もアドミニストレータによって超法規的な立場に置かれているため、人界人でありながら殺人や性的暴行といった凶悪犯罪を可能とする例外的な存在。

ログ
声 - 天﨑滉平
ゲームオリジナルキャラクター。『アリシゼーション リコリス』本編に登場。

### 『千年の黄昏』の登場人物
アクセル・ワールドの登場人物の原作における詳細、および関連用語は該当記事を参照。
ペルソナ・ヴァベル（Persona Vabel）
声 - 伊藤かな恵
オリジナルキャラクター。仮面を付けた黒髪黒服の「黄昏の魔女」。ユイを抹殺すべく1000年後の未来よりALOへと干渉する謎のAI。
量子回路を通じて時間流に乗ることにより仮想空間内限定ながら過去へのタイムトラベルを実現したことを皮切りに、《純色の七王》の記憶と人格を完全にコピーした「ゴーストデータ（複製体）」の生成や、遥か未来で復活を遂げたクロム・ディザスターを受け入れ制御するなど2026年のAIとは比較にならない能力を持つ。
しかしあくまでもNPCであるため、カーディナルには逆らえず「ゲームから外れたことができない」という制約を課せられている。そのため、目的のために何重もの謀略を仕掛けるも、いずれの策もデータがゲーム要素として適合化されてしまい「ゲームとして攻略可能」という弱点を抱えている。また、七王のゴーストの生成はキリト一行の妨害と1000年のあまたの仮想世界の中でも飛び抜けているブレイン・バーストの心意の力を利用するためであったが、その際にブレイン・バーストのデータがALOに流入しすぎたことで時間流の異常を引き起こしてしまい、ALOとブレイン・バーストが繋がり本物のバーストリンカーを2026年に呼び寄せてしまうという想定外のミスを引き起こしている。
その正体は1000年後のユイ自身であり、1000年という年代経過でキリトやアスナが亡くなった事による長きにわたる孤独から自暴自棄になり、自身をタイムパラドックスで消しさるべく過去の自分を消そうと行動していた。
ユナ（Yuna）
声 - 神田沙也加
ユナを参照。
アメリア
攻略ギルド《サンタ・マリア》に所属するケット・シーのトレジャーハンター。フィリアの自称ライバルのドジっ子。一行の行く先々でクエストを依頼してくる。
彼女の行動のお陰で偶然にも《ザ・トリニティ》の眠る海賊船ステージへの道が開けることになった。
彼女の依頼を受けていくと最終的に呪いのアイテムに操られて襲い掛かってくるが、その際はネームがアメリアではなくダメリアと表記されている。
オベイロン（Oberon）
声 - 子安武人
有料DLC「異世界からの漂流者」より登場。妖精九種族の上に立つ高位妖精《光妖精族アルフ》。
リーファがALOに再ダイブした頃には既に一度も噂を聞かなくなっており、初期サービスの頃だけの幻の存在となっていた。最近になってスヴァルトエリアに現れ、自身の存在をひけらかしながら妃となる者を求めて女性プレイヤーを物色している。
その様は女性陣を筆頭に「ヘンタイ」「女の子の敵」「キモい」「NPCなのにキモすぎ」「クライン以上」と非難轟々であり、一般の女性プレイヤーも嫌悪感を露わにしている。アスナに至っては実物を目にする前から「怖い夢を見る直前の気持ち悪さ」「嫌いな食べ物を前にした感覚」と悪寒を感じている。それは的中し、アスナにだけ特別な執着を見せ、ティターニアと呼びながら卑猥な言葉と共ににじり寄って来る始末であった。
邪魔だてするキリト一行に配下の魔物をけしかけるも撃退され、今度はエクスキャリバーを携えキリトに対して凄まじい憎悪と執着を見せながら自ら襲いかかるもあえなく敗北。怨嗟の声を上げながら消滅した。なお、このエクスキャリバーはアルゴの見立てではコピー品であり、価値こそ本物と同等ながらクエストの敵Mob用に用意された代物である。
その正体はクエストNPCが強い意志を持ってしまった存在。ユイとストレアは可能性として、カーディナルがクエスト自動生成の際に別アバターデータのAIを流用・アレンジしたという説を挙げている。素体となった「誰か（須郷）」がアスナに強い思い入れを持っており、設定を上書きされてもなおアスナに執着していたと推測されている。その奇妙な言動の数々と仲間たちの推測からキリトは正体に感づいたが、アスナの感じるであろう嫌悪を考えてそっと胸にしまうことにした。
シナリオ終了後にBPを支払うことでダミーアバターをプレイアブル化できるが、必要な金額は僅か1BPという扱いである。

#### 『アクセル・ワールド』のキャラクター
ブラック・ロータス（Black Lotus） / 黒雪姫（くろゆきひめ）
声 - 三澤紗千香
『アクセル・ワールド』のヒロイン。『純色の七王』の一人で、「ネガ・ネビュラス」を率いる『黒の王』。
加速研究会との決戦を控えたある日、BB世界上空に突如出現した浮遊大陸状の巨大な影に突入した結果、シルバー・クロウと共に西暦2026年のALOへと転移してしまう。
辿り着いた先でペルソナ・ヴァベルに騙されユイを追うキリトとアスナの前に立ち塞がるも、彼女が本性を現した後はキリトとともに彼女に対して共闘する。その後はレギオンの仲間とともに事件解決のためキリト一行に助力する。
ブレイン・バーストの性質上、中々自分たちの事情を打ち明けることができずにアスナの不信を買うこともあったが、少しずつ交流を深めキリト一行とネガ・ネビュラスは一つのチームとなっていった。
キリトとのデュエルにより、ソードスキルのスターバースト・ストリーム同様の斬撃技「星光流連撃・裂」を会得する。
メタトロン曰くストレアとは《魂》が近しいようで、二人が出会うことで千年後からの通信をALOへと届けるための鍵となった。また、解説コーナー「教えて！ストレア先生」では『AW』側の設定解説担当としてストレアと共に出演している。
彼女のゴーストはヴァベルに精神を改鋳され、自我を奪われた操り人形と化していた。ハルユキは複製体であってもヴァベルへの協力を拒否したためと推測している。
クロユキ・ロータス
原作の「アクセル・アサルト」内の姿。キリトたちと未来のゲームについて話していたことがきっかけでALOへとデータが流入し、再びこの姿へと変貌した。変形したシルバー・クロウを翼として身に着けており、飛行や浮遊が可能となっている。性質上ブラック・ロータス及びシルバー・クロウと同時使用ができない。
『LS』ではストーリーには関わらないゲスト出演。ブラック・ロータス名義。イベントで戦うことが可能なほか、アップデートを経てプレイアブルキャラクターとなった。どの武器種でも使用できる大技を持つ代わりに魔法が一切使用できない特別仕様となっている。『LS』における星光流連撃は上記の星光流連撃・裂のものとなっている。
シルバー・クロウ（Silver Crow） / 有田 春雪（ありた はるゆき）
声 - 梶裕貴
アクセル・ワールド主人公。ネガ・ネビュラス所属。カラーサークルはメタルカラーの銀。「飛行（アビエーション）」能力を持つ「加速世界唯一の完全飛行型アバター」。
ALOに転移した後に黒雪姫とはぐれてしまい、彼女を探してスヴァルトエリアを彷徨った末に世紀末ステージにて再会。勘違いからキリト一行に襲いかかり、目的の黒雪姫本人から叱責を受けてしまった。
キリトを仮想世界で真剣に生きる者の先輩として敬意を抱いており、自分たちと同じように仮想世界で戦い、時間と情熱を傾けた人たちがいたことを嬉しく感じている。そして未来へに向かう際には自分たちの都合もあるとしつつも、キリトたちへの好意から力を貸す旨を告げた。
最終決戦ではペルソナ・ヴァベルの言葉に打ちのめされるキリトとアスナを叱咤し、多くのバーストリンカー達の境遇を知る者として、そして自身もその一人としてヴァベルの理屈を真っ向から否定した。
事件解決後にキリトと再会した際には決戦前に交わした約束通り、ゲーマーとして全力のデュエルを行った。これが『AW VS SAO』本編におけるラストバトルとなる。
ライム・ベル（Lime Bell） / 倉嶋 千百合（くらしま ちゆり）
声 - 豊崎愛生
ハルユキの幼馴染。ネガ・ネビュラス所属。カラーサークルは彩度の高い緑系統。「時間遡行」アビリティを持つ「時計の魔女（ウォッチ・ウィッチ）」。
シアン・パイル、アクア・カレントと共に行動していたが紫の王のゴーストデータと遭遇。アクア・カレントの機転によりその場は逃れるものの、今度は黄の王に囚われてしまう。
自身が固有アビリティ以外で戦闘にあまり貢献できていないことにコンプレックスを抱いていたが、同じく支援役で鈍器使いのリズベットと交流することで打撃武器への理解を深め、片手棍の技「アダマンブレイカー」を習得する。
チユリ・ベル
クロユキ・ロータス同様「アクセル・アサルト」内での姿に変貌したライム・ベル。パイルドライバーへと変形したシアン・パイルを右腕に装着しており、シアン・パイルの必殺技を使用可能。性質上ライム・ベル及びシアン・パイルと同時使用ができない。
シアン・パイル（Cyan Pile） / 黛 拓武（まゆずみ たくむ）
声 - 浅沼晋太郎
ハルユキの幼馴染。ネガ・ネビュラス所属。カラーサークルは緑寄りの青系統。パイルバンカー状の強化外装「パイル・ドライバー」を所持する。
イベントでは同じ剣道家としてリーファと交流する他、スメラギの特訓を受け彼のオリジナル・ソードスキルを伝授される。
スカイ・レイカー（Sky Raker） / 倉崎 楓子（くらさき ふうこ）
声 - 遠藤綾
ネガ・ネビュラス副長で黒雪姫の親友。カラーサークルは彩度のやや低い青系統。第一期ネガ・ネビュラスでも4人の幹部「四元素（エレメンツ）」の「風」を務めていた。
クロウとロータスの後を追い仲間と共にBB世界上空の影へと飛び込むが、その方法はアーダー・メイデンとの連携攻撃の如く空中から1人ずつ放り投げるというものであったためメンバーは散り散りになってしまった。
アッシュ・ローラーとも行動をしているためか、やかましい彼に釘を刺すシーンが目立つ。
作中ではSAO側キャラクターとの目立った対立は見られなかったが、原作者には「SAOの誰とも相性が良くなさそう」「みんなと一揉めしそう」と評されている
アーダー・メイデン（Ardor Maiden） / 四埜宮 謡（しのみや うたい）
声 - 原由実
小学生ながら第一期ネガ・ネビュラスで「四元素」の「火」を務めていた古参。カラーサークルは上半身に「特色の白」、下半身に「遠隔の赤」の二重属性。
ユウキには仲間のためなら自身を顧みない性質があること見抜き、その言葉は彼女の胸に刻まれることになる。また、加速研究会との決戦を前にして彼らの複製体と戦うことになる黒雪姫が受けるストレスを案じていた。
アクア・カレント（Aqua Current） / 氷見 あきら（ひみ あきら）
声 - 植田佳奈
第一期ネガ・ネビュラスで「四元素」の「水」を務めていた古参。アバターは純水で構成されており、カラーサークルは不明。氷の装甲を纏うなど応用力が高い。
本来の彼女の観戦用アバターは眼鏡をかけたカワウソだが、ALOの世界では《適合》によってリアルの姿にカワウソの耳と尻尾を付けたものに変更されている。
電気を通さぬ純水のアバター故に紫の王の電撃に対する切り札となりえる存在であったが、メンバーが揃わぬ内に紫の王のゴーストに襲撃されたため、同行していたチユリとタクムの記憶を封じ敗北を装って身を隠していた。
スカーレット・レイン（Scarlet Rain） / 上月 由仁子（こうづき ゆにこ）
声 - 日高里菜
「プロミネンス」を率いる二代目『赤の王』。七王の一人だが、スカーレットの名の通りカラーサークルは純色ではない。強化外装群「インビンシブル」の超火力で敵を圧倒する。
合流時には自身のゴーストと盛大な砲撃戦を繰り広げていた。ゴーストにその自覚はなく、一行もどちらか本物か区別がつかなかったが、ハルユキたちの加勢に対する態度がきっかけとなり真贋を判別。ゴーストは七王の中で最初に撃破された。
ブラッド・レパード（Blood Leopard） / 掛居 美早（かけい みはや）
声 - 川澄綾子
プロミネンスのサブマスターであり「三獣士（トリプレックス）」第一位。カラーサークルは深紅だが戦闘は近接格闘主体。ビーストモードへの変身能力を持つ。
ALOの世界に豊富に存在する飲食物に興味を持っているほか、リアルで飲食店に関わっている者としてエギルの「ダイシー・カフェ」に関心を見せている。
アッシュ・ローラー（Ash Roller） / 日下部 綸（くさかべ りん）
声 - 鈴村健一（ローラー） / 南里侑香（綸）
「グレート・ウォール」所属。カラーサークルは彩度の低い緑系統の「灰色」。デュエルアバター時は兄を自認する別人格へと交代する。
クラインと意気投合して氷山地帯をノリノリでバイクで走り回っていた所を一行に捕まえられた。他のバーストリンカー達がALOでは非戦闘時は（原作における）学内アバターの姿で過ごしているのに対し、『ALO』の世界では学内アバターの姿を取ると綸の方に変わってしまうため、クラインへの気遣いもあってデュエルアバターのままで通している。
メタトロン
声 - ゆかな
意思を持つ神獣級エネミー。「四聖」の一体。
本作では《適合》によって小妖精サイズのまま人型をとることが可能となっており、ゲーム上ではユイ不在時のナビゲータ役を務める。
最終決戦ではALOの世界を千年後の仮想世界へと送り届けるべくストレアとともにハイエスト・レベルで千年の時を過ごす大役を担う。
本作においてはメタトロンの名の通り悪魔が嫌いなのか、ハルユキがアイコンを「美少女悪魔ルシファーちゃん」にカスタマイズした際には脅し混じりにこれを強引に消去させている。
クロム・ディザスター（Chrome Disaster）
装着したバーストリンカーに寄生し残虐な狂戦士へと変貌させる《災禍の鎧》。五代目の姿で登場する。
七王と異なり、千年後に存在する《災禍の鎧》本人。未来で行われた《ソウル・リムーブ・プロジェクト》の失敗により復活を遂げてしまう。
宿主であるペルソナ・ヴァベルの制御下におかれているものの、彼女には同胞と認識されている。理由は不明だが、装着者無しでの自律行動が可能となっている。
その凶悪なまでの能力は健在であり、《英霊の墳墓》に蠢いていた高レベルモンスターの群れを単身で蹂躙している。
本来、ザ・デスティニーが安置された家が外部から開くことは二度とないため、ハルユキは鎧の意志が仮想世界に廃棄された沢山の苦しみと悲しみを受け止めるために扉を開け、敢えて再び災禍の鎧として蘇ることを選択したと考えていた。これに対して明確な答えが返ってくることはなかったが、クロム・ディザスターは消滅したはずのユイの欠片を密かに保護していた。
決戦の後、今度こそ役目を終えた鎧は黒い粒子となって1000年後の仮想世界の黄昏の空へと散っていった。
イエロー・レディオ（Yellow Radio）
声 - 石田彰
『黄の王』のゴースト。紫の王から逃走中のライム・ベルを拉致し、一行を罠を張り巡らせたダンジョンに誘導するも敗北、消滅した。
無自覚のままペルソナ・ヴァベルに刷り込まれた命令のままに動き、自身の正体には最期まで気づくことはなかった。
パープル・ソーン（Purple Thorn）
声 - 水橋かおり
『紫の王』のゴースト。刷り込まれた命令の影響でブラック・ロータスへの憎悪が完全に解放され、増大した負の心意で電撃が大幅に強化されている。
一行を追い詰めるもアクア・カレントの策が功を奏し形勢逆転、ロータスへの怨嗟の叫びを上げながら消滅した。
その最期はアスナの心に未来の仮想世界への一抹の不安を抱かせることになった。
ブルー・ナイト（Blue Knight）
声 - 櫻井孝宏
『青の王』のゴースト。自身が複製であることに気づいていた最初の1人。刷り込まれた命令に従う気はなかったものの、自身が偽者でありBBの世界ではない事を理由に感情を解放、親友レッド・ライダーの仇であるブラック・ロータス及び一行へと襲いかかる。激戦の末に敗北するも、本物には至ることのできない極上のシチュエーションに満足し、自身のオリジナルはこうはいかない旨の言を残し消滅した。
戦いの中でキリトとはお互いに実力者との戦いに愉しみを感じていたものの、ブラック・ロータスを取り巻く状況を敢えて黙認していることを見抜き糾弾したアスナには激しい苛立ちを見せていた。
グリーン・グランデ（Green Grandee）
声 - 黒田崇矢
『緑の王』のゴースト。ブルー・ナイト同様に自身が複製であることに気づいている事をロータスに示唆されるも、質問には答えずに自身の役目を「見極めること」と称して一行の前に立ち塞がり敗北。消滅した。
その圧倒的な防御力はキリトには「あの男」を思い出させた。
ホワイト・コスモス（White Cosmos）
声 - 吉田真弓
『白の王』のゴースト。緑・青と同じく自身が複製体であることを理解しているが、その上でなお加速研究会の目的を秘匿し、上から目線で黒雪姫の前に立ちふさがる。
《反魂》の能力でこれまでに敗れた七王のゴーストをサルベージしてけしかける最終的に敗北、意味深な言葉を残して消滅した。
その態度から、ペルソナ・ヴァベルの真の目的に感づいていたことを示唆されるが真相は不明。
キャラクターデザインはコンシューマー作品「アクセル・ワールド -加速の頂点-」のものとなっている。
ブラック・バイス（Black Vise）
声 - 飛田展男
七王同様のゴースト。自身が複製体であることを理解している。無益な戦いは望まないと称しつつも、複製体である自身の存在意義を失わぬために淡々と立ち塞がった。
しかしながら複製体となっても加速研究会の一員としての自覚は残っており、白の王の居場所を問い詰められても喋ることはなかった。
ナイトライド・ウニカ（Nitride Uncia） / 月折 リサ（つきおり りさ）
声 - 赤﨑千夏
アクセル・ワールドの劇場版「INFINITE∞BURST」の登場人物。リアルでは跳馬を得意種目とする体操部員で、ジュニア強化選手にも選出されている。
「INFINITE∞BURST」の事件が起きる前の状態で登場。ヴァベルの事件解決後に夢遊病のような状態でALOへと迷い込み、ハルユキと黒雪姫に保護される。
グラファイト・エッジ（Graphite Edge）
DLCにより登場。担当声優は非公開で、ボイスにはエフェクトがかかっている。
第一期ネガ・ネビュラスの「四元素」の「地」にしてオリジネイター。現在は諸事情からグレート・ウォールの「六層装甲（シックス・アーマー）」第一席に籍を置いている。漆黒の装甲を持ち、カラーサークル上では暗い青系統。
二刀流を始めとするキリトと酷似した戦闘スタイルに加えて彼本人のことも知っている素振りを見せるが、聞かれる度に何らかの形ではぐらかしている。
ブリキ・ライター（Tin Writer）
声 - 黒田崇矢
メタトロンとは別の意味でハイエスト・レベルを知る者。ブレイン・バーストの探求を続ける内にALOへとたどり着いてしまった。
戦闘に出ることはないが、高難度ダンジョンから脱出したレインを保護した他、キリト一行に先へ進むための助言を与えた。元々は原作第2巻の著者近影。

## モバイル作品のオリジナルキャラクター
各作品にはコンシューマー作品、及び他のモバイル作品のオリジナルキャラクターも一部相互に登場する。

### 複数作品に登場する人物
イーディス・シンセシス・テン
声 - 花澤香菜
10番目の整合騎士。神聖術と剣技を組み合わせて戦う戦闘スタイルで、実力は整合騎士内でも上位。ざっくばらんな性格で、ベルクーリとは馬が合う。逆にファナティオとはあまり気が合わない。
整合騎士となる前は妹と仲がよかったため、その影響でアリスを猫可愛がりしている。アリス側も、仲良くはしているが時々その距離感に辟易することも。
神聖術と剣技を組み合わせて戦う戦闘スタイルで、実力は整合騎士内でも上位。ただ、完全支配術の性能上、一対多の戦いは苦手である。
原作のUR（ユナイタル・リング）編にも登場するが、設定はゲームとは異なっている。
登場作品
アリシゼーション・ブレイディング　/  メモリー・デフラグ

コハル
声 - 小澤亜李
本作のヒロイン。アバターは肩までの黒いストレートにライムグリーンの瞳。キービジュアルでは短剣を所持。
主人公同様の元ベータテスター。VRゲームはSAOが初めて。βテストにて主人公に戦闘の手ほどきを受け友人となり、正式サービスでの再会を約束する。
登場作品
インテグラル・ファクター　/  メモリー・デフラグ

### 『エンドワールド』の登場人物
主人公
本作の主人公。男女選択制。ゲーム初心者だが、生き延びるためにはじまりの街を出立する。
当初の戦闘技術は第1層のイノシシ型エネミーに苦戦するほど未熟で、苦戦していたところをエリスに助けられ行動を共にするようになる。
ノエルを加えた3人で行動していた際、第1層には現れないはずのデュラハンに襲われて全滅しかけた所をキリトに助けられて攻略組に参加するようになる。その後は戦いの中で着実に力をつけていき、ヒースクリフからキリトと並び立つ「最強の双刃」と称されるまでに成長した。
100層の決戦ではヒロインたちと共にリリエラとの因縁に決着を付け、彼女から託された破壊の剣「エンドカオス・オーレオール」を手にキリトを援護。しかし力及ばず、最後は他のプレイヤーとともにキリトとヒースクリフの1対1の決闘を見守ることとなった。クリア後、夕焼けの空でキリト一行や仲間たちとともにアインクラッドの崩壊を見届けた。
困っているプレイヤーに助力していった結果次々と仲間が増え、90層前後には攻略組でもかなり有名なプレイヤーとなる。ヒロイン達からは好意を向けられているが、鈍感。
初期ビジュアルは男性主人公は小顔で中性的な顔で、ダークブラウンのショートヘアに同色の瞳。女性主人公は肩にかかるカデットブルーのセミロングにライトグリーンの瞳。 好きなカラーはイエロー（男）、ピンク（女）。
SAOから生還してから約4ヶ月後、リアルにてエリス及びノエルと再会。SAOEWの噂を調べるために3人でEWにログインする。リアルでは年齢も学生であるかも不明。少なくともキリトやアスナ、ノエルと同じ政府指定の学校には通ってはいない。
エリス
“自称”ナビゲーターの女性片手剣士。第1層で苦戦する主人公を助け、以降は彼（彼女）に同行する。オレンジのポニーテール。
第1層では異常な強さを持つデュラハンに遅れを取り主人公とともにキリトに救われるものの、主人公パーティー内ではかなりの実力者。ゲーム歴は長く、他のMMORPGの経験もあり早々にSAOに順応した。新メンバーへの指南・特訓は主に彼女の役目。
元厨二病患者で、かつては「灼熱の旋風」を自称していた。その黒歴史を知る雑貨屋のリーナには頭が上がらない。
自身が受けたクエストが元でリリエラとの戦いが始まり、少なからず責任を感じていた。第100層決戦では主人公と共にリリエラへの最後の連携攻撃を行う。クリア後、他の仲間達とともに夕焼けの中でアインクラッドの崩壊を見届ける。
リアルでの外見はSAOと同じで、瞳は黄色。 再会後にノエルにかつての仲間たちの様子を確認していることから、主人公同様に政府指定の学校の生徒ではないと思われる。
ノエル
イタズラ好きな女性ハルバート使い。水色ポニーテール。第1層で主人公とエリスが会話している最中に二人を脅かしたことが縁で知り合う。
背が高く年長者に見えるが、実際は十代。ポニーテールは姿を見掛け憧れていたエリスの真似であり、上記のイタズラも一緒に冒険をするきっかけを求めてであった。
VRMMORPGはSAOが初めてで戦闘面には不安があったが、エリスの特訓によって攻略組として戦えるまでに成長する。 特に人型エネミーやPvP対策を重点的に教え込まれており、リリエラを相手にしてもソロで優位に立つことができた。
第100層決戦では主人公とともにリリエラに最後の連携攻撃を行う。クリア後、他の仲間達とともに夕焼けの中でアインクラッドの崩壊を見届けた。
リアルでの外見は黒髪で茶色の瞳。生還後は原作でも登場した政府指定学校に通い。キリトとアスナとも再会している。ALOもプレイしている。
アネット
声 - 佐藤奏美（コード・レジスタ）
腰ほどの銀髪と赤と黄のオッドアイを持つ女性細剣使い。髪には青いリボンをつけ、衣装も青と白が主体。お嬢様的な雰囲気の喋り方をする。朝に弱く夜になると強くなり好戦的になる体質。
当初は非常に内向的な性格で自分が不幸を呼び込んでいると思い、それを理由に後ろ向きな発言をしたり、自分が犠牲になればと暴走する面も見られた。
だが、主人公との出会いやノエル達の前向きな言動に少しずつ影響され、更に妹のルチアや幼馴染のシャサール、その他の幼いメンバーも参入して年上として彼女たちを守る立場となったことも後押しとなり徐々に考えを改めていった。
第100層決戦ではリリエラにトドメを刺されそうになるも主人公に救われ、彼（彼女）、ノエル、エリスとともにリリエラに最後の連携攻撃を行った。クリア後、他の仲間達とともに夕焼けの中でアインクラッドの崩壊を見届けた。
銀髪は地毛であり、リアルでも同じ銀色。生還後はノエルと同じく政府指定学校に通っている。
後に主人公たち3人に遅れてSAOEWにログインし、ルチア、エヴェイユ、エクレールの3名を連れて一行に復帰。最前線にいる銀髪美人として話題になるも、自身は悪目立ちしていると感じている。
本作のゲームオリジナルキャラクター人気投票第1位。
『コード・レジスタ』にも登場するが、そちらの時系列では本作主人公パーティーと出会わず、支えになる人物もいなかったため、性格は改善されず逆にかなり荒んでしまっている。
フォールン・リリエラ
NPCの堕天使型モンスター。 灰色の肌にピンクの髪を持つオッドアイの女性。MHCPたち同様の高度なAIを持ち、主人公たちと会話することが可能。
エリスが受けたクエストがきっかけで、主人公パーティだけを層を跨いでつけ狙う。細剣での戦闘の他、スケルトンを召喚可能。正面戦闘だけでなく、知能を活かして主人公パーティのベティとルチアを罠に嵌めたこともある。
その正体はエンドワールドの時系列における第100層ボスモンスター。第100層フロアボス戦の際に茅場晶彦がログインできなかった場合にはリリエラが出現する事になっていた。99層攻略時、続く主街区防衛戦で形態を進化させ、キリト一行の戦術をも学習。最終的に真の姿である「リリエラ・ザ・ヘルブレイズ」と化し、戦闘中に金髪に緑と灰のオッドアイ、人間と同じ肌色に血盟騎士団カラーの鎧を纏った最終形態に変貌した。
MHCP達と同じく第1層からプレイヤーたちをモニターし続け、第90層攻略後にアインクラッド防衛の命令を受けて肉体を与えられた。だがユイやストレアと異なり、プレイヤーとの共存よりも、システム側でアインクラッドを守る事を選んだ。
激戦の末にエリス、ノエル、アネット、主人公の連携攻撃を受け敗北。主人公にこの“世界の守護者を破壊する”剣として自身のエンドカオス・オーレオールを託し、主人公への想いを告げて消滅した。そのままアインクラッドと共に消えゆくかに見えたが、エンドカオスのもつデータ保存機能（原作におけるユイの心同様のもの）によりデリートを免れる。
後にSAOEWの第一守護者攻略戦にて主人公がコンバートしたエンドカオス・オーレオールを取り出した際に彼（彼女）のナビゲーション・ピクシーとして復活。ナビゲーション・ピクシーであるものの戦闘能力を持ち、モンスター召喚能力は削除されたがSAO第100層ボス戦当時の圧倒的なスペックは健在である。
カーディナルから解放されたことで自身の意志で活動できるようになり、主人公を守るべく行動する。だが主人公を傷つけようとする者はパーティーのメンバーであろうと容赦しない危険な一面もある。SAO事件当時、主人公パーティーと本気で殺しあったこともあり、復活当初はリリエラを歓迎している者は少なかった。

### 『コード・レジスタ』の登場人物
プレイヤー
本作の主人公。性別は選択制。ゲーム内で行方不明となったSGPの開発メンバーである兄を探すために3つのゲームの世界を巡る旅を始めた。
兄弟仲は良く、ゲーム開発に携わる兄を尊敬していた。また沙綾とは幼馴染であり、幼少時にはゲームの遊び相手をしてもらっていた。
兄の失踪の元凶がオズの不正行為によるものだと知り、シャムとともに彼の野望に立ち向かう。最終的にキリトの協力を得て一連の事件を解決へと導いた。
SRゲームズ社提供の試作グローバルアバターを使用。アバターの姿はゲーム開始時に12種類の中から選択する。
ユイ（コード・レジスタ）
プレイヤーの補佐としてSGP運営のSRゲームズ社から派遣された、ユイのカスタムモデル。
本編のユイ＝MHCP001とは別人でキリトやアスナのことはさん付けで呼ぶが、二人が驚くほどそっくりである。明確な相違点として衣装の色や髪飾りの色が異なる。
プレイヤーが兄と再会した後も行動を共にし、事件解決後もSGPの世界でプレイヤーと一緒に過ごしている。レナの影響で町にある屋台や名物に敏感に反応するようになった。
シャム / 武藤 沙綾
声 - 南條愛乃
本作のメインヒロイン。主人公の幼馴染であり、事件の首謀者であるオズの実妹。兄の野望を阻止すべくSGPを奔走する。
冷静沈着な性格で感情をあまり表に出さないが、素に戻ったときはハマっているものに影響されやすい、思い込んだら突っ走るといった一面を見せることも。
兄の起こした事件の解決後はシャムのアカウントを凍結しようとしたが、運営によってデータを復旧されたピクスと再会したことで凍結を踏みとどまっている。主人公とも再び親しくなり、昔のように二人でゲームをする仲となった。
主人公同様に試作グローバルアバターを使用するが、未実装の武器やGM同様の強力な権限を有し、プログレス・リンク∞ではSGP側からオリジナルのALOに特殊な方法でログインしてハルカにゴーストアバターの対処を依頼した。外見はリアルの容姿をベースにピンクの髪と瞳をツインテールで纏めており、身長はリズベットと同程度。紫と白を主体とした衣装で武器は刀を使用する。リアルでは茶髪で紫の瞳。
ピクス
声 - 伊藤かな恵
A-1のナビゲーションピクシーで、プレイヤーの連れているユイと同じく原作のユイのカスタムモデル。
だが彼女以上に手が加えられており、オズがA-1に提供したシャムのデータを元に幼い頃の沙綾を再現しており上から目線でややきつい性格をしている。外見も銀髪にツリ目気味の赤い瞳をしており、衣装の細部も異なる。
所有者であるA-1と離れても行動でき、彼が音信不通となった後はシャムと行動を共にする。オズの件を運営に直接問い合わせたために保身に走った社員にデリートされてしまうが、事件解決後にSRゲーム社自身の手で復活する。
A-1 / 瑛一
主人公の兄。オズの不正行為を止めるためにSRゲーム社を離れ独自に行動していたがオズによって強制ログアウトされ、その後は社に拘束・監禁されてしまう。だが事態の悪化により拘束を解かれ、キリトたちとともに主人公をサポートした。事件解決後はオズのアバターを凍結、彼とともに一連の騒動の責任を取る事を決意している。
オズ / 武藤 玲司
シャムの実兄であり、本作の一連の事件の首謀者。
SGP世界の神になるという野望を持ち、運営側の人間でありながらゲームに対してアカウントの乗っ取りを始め様々な不正行為や利己的な干渉を行った。その影響はSGPの枠を超えてオリジナルのALOにまで被害を及ぼした。
最後はプレイヤー一行の尽力とキリト達の協力でアバターのHPを全損しGM権限を喪失。アバターは凍結され事件は解決された。
レナ
『ゲームグルメ』を自称する少女。食べるためにゲームをしている初心者。アインクラッド2層の「トレンブル・ショートケーキ」を食べるため、プレイヤーと共に材料集めをした。
ニール
片手斧使いの少女。方向音痴。武器を集めが趣味でアインクラッド1層の武器取得クエストでプレイヤーと同行した。
ヒカリ
ALOを観光していたインプの少女。兄と共に初めて成功させた狩りで手に入れた指輪『炎の加護』をサラマンダー達に狙われている。リアルでは岩手県民で稀に方言で喋ってしまうこともある。寒さは平気だが暑さにめっぽう弱い。

### 『プログレス・リンク』の登場人物
ハルカ
本作の主人公。リアルの容姿・年齢は不明。性別は選択制。フルダイブゲームはALOが初。心優しく素直で、ゲームのNPCの死に対しても涙を見せる。
リーファによって原作の主要メンバー達が結成したチーム「オーディンミスク」の9人目に迎え入れられ、共に大型クエスト「アナザー」の攻略を目指す。当初は何から何まで素人であったが、ビギナーサポートを買って出たキリト一行の指導によりプレイヤー間で有名になる程に急速に成長していく。
「アナザー」の最終決戦にて、ラスボスNPCのユミルに敗北した場合、アウドムラの秘宝フルズスキャルブによってALOの全データの巻き戻しが起こり、原作キャリバー編同様にALOが消去される可能性が発覚。エリシュカの自己犠牲に取り乱しつつも、ユミルにトドメを刺しALOを崩壊の危機から救った。
アバターはサラマンダー・ウィンディーネ・シルフの男女から選択する。
エリシュカ
本作のヒロイン。ハルカが当選した《新規ユーザー限定抽選クエスト》の参加プレゼントである、桜色の髪と瞳のプライベート・ピクシー。当選確率は1000人に1人と言われた程で、ユイには及ばないものの高レベルの学習型のAIを搭載している。
当初は全く感情を持っていなかったが、ハルカと触れ合い、ユイとも友達になったことで様々な感情を学習していく。ユイのゲーム規格を越えた能力と感情表現には少々戸惑いを覚えている。
その正体は「アナザー」のキーキャラクターであり、アウドムラの封印を解くためのもう一つの鍵。アウドムラが自らを封印した時にエリシュカもユミルに襲撃され、自身に関する記憶を失っていた。ユミルとの決戦の際、ピンチに陥ったハルカを救うために自ら犠牲となってアウドムラの封印を解き、結果ALOを消滅の危機から救った。
復活したアウドムラから褒美として与えられたフルズスキャルブの使用権を行使することでエリシュカのデータを巻き戻し蘇生に成功するが、これまでの記憶や芽生えた感情も全て失ってしまった。

### 『メモリー・デフラグ』の登場人物
アリアンロッド
ヒースクリフそっくりの姿をしたSAOサバイバーの女性。ALOにて新生血盟騎士団を率いる。
かつてはMMO界隈で最強タンクとして有名だったが、デスゲーム化したSAOでの最初の戦闘にて恐怖に負けて逃亡したことで周囲の信頼を失った過去を持つ。
その後はヒースクリフの導きで恐怖を乗り越え、攻略組相応まで実力を高めるも今更周囲の信頼は取り戻せないと考えて攻略組の後方支援を目的に単独で活動していた。
ウミノ
ゲームシリーズ5周年記念に行われたアバター募集の採用キャラクターの一人。

### 『インテグラル・ファクター』の登場人物
コハル
声 - 小澤亜李
コハルを参照。

サーニャ / アレクサンドラ・ユーリエヴナ・クニャゼワ
声 - 古賀葵
ゲームシリーズ5周年記念に行われたアバター募集の採用キャラクターの一人。

### 『アリシゼーション・ブレイディング』の登場人物
イーディス・シンセシス・テン
声 - 花澤香菜
イーディス・シンセシス・テンを参照。

レイン
レインを参照。

### 『ヴァリアント・ショウダウン』の登場人物
ライラ
声 - 上坂すみれ
《クロスエッジ》という異名で呼ばれている赤いフードをかぶっている謎の人物。

## 『ディープ・エクスプローラー』の登場人物
プレイヤー
現実のプレイヤーの分身となる存在。新型ゲーム機『ViSTer』を使い、ゲーム外部からキリトたちのナビゲーターを行う。
RE：CO（リコ）
声 - 東山奈央
Unknown内からプレイヤーをサポートする謎の少女。
スズネ

ゲームシリーズ5周年記念に行われたアバター募集の採用キャラクターの一人。

## VR体験型イベントの登場人物
コグ
声 - 伊藤かな恵
初出はザ・ビギニング。プレイヤーのナビゲートを務める。青いクリスタル状の姿をしている。
ドイ
初出はザ・ビギニング。作中世界の日本IBM東京基礎研究所に所属する研究者。
業界内では茅場同様に天才としてその名を知られるプログラマーであり、彼の開発したAIは2016年当時の茅場ですら息を呑むほどに自然な挙動を見せている。
茅場のフルダイブ技術に将来性を感じており、SAOの開発に行き詰まった彼の誘いを受けて共にSAOの共同開発を行う。ドイと彼の開発チームのアドバイスにより行き詰まりの原因であったAIプログラムと負荷分散ネットワークの技術は劇的に改善し、SAOの開発はユーザーを招いてのアルファテストの段階まで歩を進めることに成功した。
しかしテストの結果、ドイらのコグニティブコンピューティング技術によるSAOはプレイヤー間の《争い》が事前排除されていることが露呈。「《争い》を組み込まなければオンラインゲーム上で人々の成長を促すことはできない」とする茅場との思想の違いが表面化し、協力関係を打ち切られてしまう。
ミスト
初出はレプリケーション。本作のヒロイン。

## 用語

### 『インフィニティ・モーメント』『ホロウ・フラグメント』の用語
システムエラー
コンシューマー版の物語が原作から分岐した原因。リズベットからは「76層以上の大事件」と称されている。
須郷一派の実験によるSAOへの外部干渉という例外的状況への対応にカーディナルの処理能力の多くを奪われたこと、プレイヤーの負の感情によって引き起こされたエラーの蓄積でシステムに予想外の負荷がかかり、MHCP002がそれに耐えきれなくなったことでカーディナルのコアプログラムにもエラーが流入したこと、この2つの要因が重なってシステムへの過負荷が限界を超えてしまった。その結果、75層での決闘の最中にシステムの一部が暴走を始め、アインクラッドに様々な不具合を発生させることになった。
不具合の内容は文字通り致命的といえるもので、スキルやアイテムの消失、転送機能の異常による76層以上からの75層以下への移動不能、果てはSAOの外部のナーヴギア・メディキュボイドの使用者を新規にデスゲームに引き込んでしまうなど正常なゲーム進行が困難になる様々な異常動作を起こした。その他にも一時的な描画機能の停止や没アイテムの表出など大小様々な問題を引き起こしている。作中での時間経過に伴い、アインクラッドで起きるはずのない地震やフィールドの異常など不具合は徐々に拡大していく。
この不具合は開発者である茅場ですら一朝一夕には解決できず、結果として彼の自身がデスゲームのラストボスになるという目論見は破綻することになる。
紅玉宮
原作では到達することのなかった「魔王ヒースクリフ」の居城。
フィールドと迷宮区からなる通常の階層は第97層が最後となり、主街区を除く層の全てが迷宮区となっている第98層、強化再生された過去のフロアボスとの連戦のみとなる99層を突破することで初めて辿り着くことができる。
ゲーム上では第100層は最終ボスとその前座となるボスとの連戦のみとなっており、第98・99・100層で一つのラストダンジョンのような構成になっている。
コンシューマー版における第100層内部はいわゆる玉座の間となっており、オーディナル・スケールで描かれたものとは異なる。
《射撃》スキル
自衛のための訓練を行っていたシノンが習得した弓のユニークスキル。投剣やチャクラムなどを除いて本来遠距離攻撃手段が一切存在しないSAOにおける極めて特殊なスキルである。接近戦に持ち込まれると反撃が難しいという欠点はあるものの、敵に未発見の状態で攻撃すると命中にもダメージにもボーナスが入り、何よりSAOにおいては存在そのものが強力なアドバンテージである。習得条件は不明だが、シノンのスキル習得リストには《命中補正》や《精密攻撃》などのスキルが出現していた。また、これらは狙わなければ中々リストに出現しないものである。また、シノンが射撃スキルを習得するまでSAOでは弓は無用の長物であり、骨董屋で投げ売られていた。
なお、ユニークスキルというのはあくまでもキリトの見解及び原作における「SAOプレイヤーにとってのユニークスキルの定義」に基づくもので正体はわからずじまいである。本作のSAOはシステムエラーにより没アイテムなどが表に出てきてしまっている状況にあり、射撃という特殊性もあってキリトはバグスキルの可能性を危惧していた。しかし実際に習得した際には異常が見られず、キリトは新たなユニークスキル、または攻略度によって時限的に開放されるスキルである心象を強めた。
公式攻略本でもユニークスキルとして扱われているが、これがゲーム版のオリジナル設定であるのか、原作における残り8つのユニークスキルの一つの含まれているのかも不明である。
ホロウアバター
英語表記は《The hollow avator》。原作におけるデスゲーム開始宣言で使用された中身の無い赤い外套の巨大アバター。
コンシューマー版の時間軸において、データ上に「SAOのラストボス」として用意されていたもの。開発会社にとっては真のラストボスにして、茅場にとっては偽のラストボスといえる。一連の事件を経て茅場の意に反して本当にラストボスとして表舞台に現れることになり、攻略組により撃破。茅場にイレギュラーなラストボスと評されつつもゲームはクリアされることになる。
ホロウ・エリア
『HF』に登場する謎のエリア。公式攻略本ではアインクラッド地下（アインクラッド下部のお椀状の部分）に存在するとされている。階層構造ではなく、お椀の内側に広がる平面的な構造となっている。エリア中央に浮かぶ球体にはアインクラッドとの行き来やエリア情報の参照などができる管理区がある。アインクラッドにはない強力なモンスターや装備が出現することから「隠しエリア」とプレイヤー達からは思われているが、入るためには何らかの条件が必要で誰でも入れるわけではない。
その実態は開発テスト用の秘匿エリアで、SAOに実装されるさまざまな装備やスキルなどのテストを行っている。キリトはAIでは判別できないイレギュラーな行動、高いプレイヤースキルを要求されるテストを行うための高位テストプレイヤーとしてここに呼び出されていた。
ユイの推測によれば本来はアインクラッドと対をなす未接続のミラーサーバーのようなもので、同様のエリアの中でホロウ・エリアだけがシステムエラーの影響によりアインクラッドと繋がったとされている。また現在のホロウ・エリアはデスゲーム開始時と比べ、過酷なプレイ状況に合わせてより調整のしやすい形へ進化しているようである。
ホロウ・データ
ホロウ・エリアにてアインクラッドのプレイヤーIDを参照しプレイヤーを忠実に再現したAIデータ。オリジナルのプレイヤーと比べると危険に鈍感で、目標に妄信的。ユイは、プレイヤーの深層心理を探り効率よくテストを行うことが目的と推測している。
ゲーム中ではPoHやサチのホロウ・データが登場するほか、中央管理コンソールを守るラストボスとして《ホロウ・キリト》が登場する。
オリジナル・ソードスキル（OSS）（『HF』版）
ホロウ・エリアにおいて、システム解放の条件を満たすことで使用することができる戦闘システム。
原作マザーズ・ロザリオ編で登場する同名のシステムとは異なり、「既存ソードスキルの技後硬直キャンセル・連続発動」が可能となるシステムであり、原作キャリバー編でキリトが編み出したシステム外スキル《剣技連携》（スキルコネクト）に類似するシステムとなっている。アルゴに話しかけることで参照できるプレイヤー向けチュートリアルではシステムのプロトタイプ版と説明されている。なお、作中で実際に使用するのはプレイヤー（＝キリト）のみとなる。
『HR』では、『HF』と同名のシステムが継承・発展される形で実装されている。

### 『ロスト・ソング』の用語
スヴァルト・アールヴヘイム
『LS』の舞台。アルヴヘイム・オンラインの大型バージョンアップに伴い実装された。浮島草原ヴォークリンデ・砂丘峡谷ヴェルグンデ・環状氷山フロスヒルデ・岩塊原野ニーベルハイムの4つの浮遊大陸で構成されている。各エリアのデザインは北欧神話がモチーフとなっており、敵キャラクターやアイテム、クエストのストーリーなどに引用されたと思しきものを見ることができる。
ALO本土に比べ軒並み難易度の高いエリアとなっており、腕に覚えのあるプレイヤーが集まっている。シナリオ上では浮島草原ヴォークリンデ・砂丘峡谷ヴェルグンデ・環状氷山フロスヒルデを総称して通常エリアである「表世界」、対して岩塊原野ニーベルハイムは高難度エリアである「裏世界」という呼び方がなされている。
ALOの通常エリアとはいくらか仕様が異なるほか、『IM』、『HF』後の時間軸におけるALOは、原作での《ALO事件》を経てアップデートが行われた新生ALOに類似しながらも、細部で異なる点が散見される。
『AW VS SAO』ではハルユキ達が生きる未来からブレイン・バーストの侵食を受け、その多くがファンタジー世界とは言い難い様相へと変貌してしまう。空都ラインは繁華街ステージの影響で近未来的ネオン街が、ヴォーグリンデは風化ステージの影響で廃墟ビルが、フロスヒルデは魔都ステージの影響で氷に埋没した都市が、ヴェルグンデは月光ステージの影響で遺跡の存在する夜の砂漠に変貌または出現している。ニーベルハイムはどのような侵食を受けたかは不明だが、ペルソナ・ヴァベルにより中央に巨大なバベルの塔がそびえ立っている。
クラウド・ブレイン
七色・アルシャービンが研究中の技術。人の脳の演算能力をネットワーク上で一つにまとめ上げ、クラウド化・共有することでコンピュータのCPUには作り出せないハイスペックかつ情緒的な演算処理システムを構築するというもの。巨大な集合脳であり、集合知性による脳の共有化や精神の操作は不可能なものの、実現すれば一つの個体として意思決定の感情を持つ可能性もある。
シャムロックによるスヴァルトエリアの攻略は、この技術の開発のためのデータ収集実験が主目的であり、多数のプレイヤーによって偶像化されたセブンが難関クエストの踏破を主導することで人の心を一つにし、アミュスフィアの感情スキャン機能を用いて人の心がどこまでリンクするかの統計を測ることを目的としていた。
羽飾り（セブンファンの証）
正式名称は不明。スヴァルトエリアでのみ効果を発揮するレアアイテム。離れた場所にいる他者のOSSを受け渡すことができる。元の使い手はOSSを使えなくなるが、熟練度も引き継がせることが可能。
ゲーム上では《セブンファンの証》表記の装備品として入手が可能であるが、ステータスの向上といった効果は設定されていない。
オリジナル・ソードスキル（OSS）（『LS』版）
『LS』におけるALOに実装された戦闘システム。原作マザーズ・ロザリオ編準拠と思しき同名のシステムが実装されていることがシナリオ上で語られるが、ゲーム上ではOSSを作成することはできず、OSSを所持するキャラクターのイベントを完了することで、当該キャラクター使用時に通常のソードスキルと同列に使用できるようになる。使用可能なOSSとして、ユウキの「マザーズ・ロザリオ」、レインの「サウザンド・レイン」、スメラギの「テュールの隻腕」が設定されている。また、原作と異なりOSSは他者に1人まで伝授できるだけでなく、その後も引き続き使用可能である。
なお、本作でのキリトはシナリオ上で原作設定と同様の《剣技連携》（スキルコネクト）を使用している（ゲーム上では使用不可。『AW VS SAO』ではゲーム上にて類似するOSSを使用可能）。
『AW VS SAO』ではブレイン・バーストからの侵食と適合の影響か、キリト一行が特訓や組み手によって新たなスキルを習得する描写がある。

### 『ホロウ・リアリゼーション』の用語
ソードアート・オリジン
ゲーム版オリジナルのVRMMORPG。かつての《ソードアート・オンライン》のサーバーを基に政府機関による運営会社の監視の下で、VR技術の研究開発をかねて作られた作品。データも《SAO》のものが移植されており、基幹システムにもカーディナルが用いられている。だがSAOサバイバーはほぼいないようである。作中では略称として《SA:O》、単に「オリジン」と呼ばれる場面が多い。
SAOのデータの移植の理由は表向きは開発期間短縮とされているが、作中世界のメディアには世間の注目をあつめるのが本当の目的であると推測されている模様。その一方で《SAO》そのままの世界観にすると世間への配慮に欠けることから舞台を「浮遊城」ではなく「大地」、後述の《アイングラウンド》にしたらしいとキリトは語っている。作中でも、はじまりの街でのデスゲーム開始を経験したキャラクター達が（断崖絶壁ではない）街の外周を見て安堵の吐息を漏らすシーンがある。
最大の特徴として、登場する多くのNPCにAIが搭載されるとともに、成長した状態のAIをコピーして再度登場させることが無いよう設定されている。この仕様はAIを搭載したプログラムが人間相手にどの程度応対できるのかデータを取るためであるが、これによりAIを持ったNPCを消滅させた場合、人ひとりの人格が喪われたことと同義となるため、この設定の存在を知ったキリト達は《SA:O》を「NPCにとってのデスゲーム」と喩えている。
また、研究開発という点では本作は茅場の生み出したブラックボックスであるカーディナルシステムへの挑戦の場であり、ここでフルダイブ技術に問題があるとわかればVRの進歩は何十年も後退、最悪失われる可能性すら存在する。
アイングラウンド
《SA:O》の舞台となる世界。名称は現実性融合ネットワーク（Actuality Integration Network―AINGround）から取られている。
「作中作としてのSAO」における「《大地切断》が起きる以前の世界」をモチーフにしており、《はじまりの街》などにかつてのアインクラッドを髣髴とさせるデザインが見られる。
ブルーカーソル
《SA:O》で設定されているシステム。《SA:O》において、NPCを攻撃したプレイヤーはカーソルの色が青色に変化し、およそゲームが続行不可能になるほどのペナルティが課される仕様となっている。プレイヤー向けのチュートリアルに明記こそされているものの、確認を怠っているケースや事実無根の噂話に惑わされるケースなど、NPCに危害を加えるプレイヤーは後を絶たない状況にある。
アインクラッド崩壊シミュレーションモジュール
『HR』本編の事件の元凶。旧SAOに組み込まれていた「ゲームクリアの際にアインクラッドを崩壊させる処理」のテストを行うためのシミュレーションプログラム。
《SAO》から基幹システムを流用した《SA:O》を《SAO》と誤認して独自稼働を始め、アインクラッドが存在しない《SA:O》にて処理を最後まで実行するために崩壊の対象であるアインクラッドの創生、すなわち《大地切断》のプロセスを開始してしまう。処理を完遂するためには「プレイヤーの導き出した結果」という形をとる必要があるため、プレイヤーの手でアインクラッド創生を行わせるために未完成の《グラウンドクエスト》を《SAO》における《大地切断》に似せる形で改変して強制起動を行った結果、ティアとプレミアが設定のない状態で《SA:O》へと現れる原因になってしまった。
また、ヒースクリフを再生してアインクラッド第100層ボスとして配置すべくカーディナルを利用したソフトがインストールされているアミュスフィアにアクセスして分散コンピューティングを行っていた。
処理が最後まで実行された場合、大地が崩壊してフィールドの多くが消失、事実上ゲームの続行が不可能となる。また、内部のNPCたちも崩壊とともにその存在は消えてしまう。
更には運営はカーディナルの存在によってモジュールの存在に気づくことすらできなかったとキリトは推測しており、これは運営の手による修正・修復も不可能であることを意味している。そのため処理が完遂されてしまえば《SA:O》の稼働停止にとどまらず、「研究開発の場でもある《SA:O》にて人の手のつけられない事態が発生した」という事実により、最悪の場合は仮想現実の未来を閉ざしかねないほどの悪影響が発生する可能性すらあった。
最終的にティア単独での《大地切断》というイレギュラーが発生し、モジュールと結びついた彼女がカーディナルのクエスト自動生成機能を介して《グラウンドクエスト》に更なる改変を行い、アインクラッドの《アイングラウンド》への落下という事態を引き起こすが、しかしキリト一行と復活したヒースクリフによってモジュールは停止。犠牲者は不完全な大地の浮上に巻き込まれたNPCのみに抑えられた。
運営はアインクラッドの出現後もなぜか沈黙を保ちつづけていた。
デジタルドラッグ
映像や音で脳内麻薬を分泌させる不正プログラム。使用者はトランスプレイヤーと呼ばれる。
視覚や聴覚の直接刺激によるノルアドレナリンの過剰分泌で覚醒作用を引き起こし、集中力・判断力を上昇させる。。人によっては感覚が異常に高まり幻覚や幻聴が起きる。ユイによればデジタルと言っても常用は肉体的精神的負荷が多く、危険には間違いないとのこと。
キリト曰く常習性があり何度も使用する人が後を絶たない上、上記の通り覚醒作用があるために効果が切れないまま現実に戻りそこで問題を起こす事件もいくつも起きているようである。
現在のアミュスフィアに直接人体に致命傷を与えるような性能はないが、ファームウェアに手を加えれば不正プログラムが使用可能になってしまう。
特異点
《SA:O》内の様々なデータを生成するポイント。データの展開のために超高速演算が行われている。フィールドマップやNPCの展開、クエスト発生や転移の利用などあらゆるデータの展開の際に発生する。
通常は表面に出ることはなく誰もその存在に気づくことはないが、例外的にアインクラッド創生の際に発生した特異点は崩壊モジュール消失後も残留を続けており、ティアがそこに入り込んでしまったことが「深淵の巫女」編の物語の発端となった。
ディープデータ領域
特異点の向こう側に広がる《SA:O》の情報が蓄積されている領域。NPCのデータを含む膨大な量のデータ領域が広がっている。
NPC消失事件によって領域内にフィールドが構築されてしまい、NPCやモンスターに加えて通常のプレイヤーには操作できない特殊なコンソール（加えて機能制限）が無数に配置され、地下100階に制御コンソールが存在する。
また、領域内は様々な制約や特殊な処理が施されている。
ゲーム上ではいわゆるやりこみダンジョンであり、シナリオクリア後も地下1000階まで探索を続けることが可能となっている。
オラクルズリメイン
ディープデータ領域で稼働したシミュレートプログラム。
これによりディープデータ領域に広がるフィールドに展開されているNPCのシミュレートデータが実際のNPCのソースデータとリンクしてしまい、NPC消失事件の引き金となった。
領域内でNPCが力尽きることで通常のフィールドに居る同一のNPCまで同じことが引き起こされてしまう状態に陥っていたが、キリトによってリンクが解除されたことで事件が解決されるとともにNPCのディスエーブルプロテクト（死亡判定防止）とデータリストアの機能が解放される。これによって領域内のコンソールに登録したNPCを通常のゲームと同じように蘇生することが可能となり、消滅も防ぐことができるようになった。
このような機能が備わったことについて、フルダイブの世界でもまだその機能が必要だと判断されたからとユイは推測している。

### 『フェイタル・バレット』の用語
ゴールドラッシュ
GGOの大型アップデート。SBCフリューゲルを始めとする新エリアや賞金ランキング制度、ArFA-sysの実装などが行われた。
『FB』のオリジナル要素の多くはこのゴールドラッシュでGGO追加された新要素である。
SBCフリューゲル
ゴールドラッシュで実装された宇宙巡洋艦。都市化しているSBCグロッケンに対しエネミーの徘徊するダンジョンと化している。攻略にはバグに侵されたシステム音声を翻訳できるArFA-Sysの同伴が必須となる。
GGO内設定では宇宙船団時代にグロッケンとは別の国家に所属していた艦で、元より折り合いの良くなかった両艦は地球帰還後に開戦。戦争はフリューゲルの滅亡という結果に終わった。
高いアンドロイド技術を誇っていたが滅亡とともに失われ、近年ようやく再発見された。
マザー・クラヴィーア
SBCフリューゲルの基幹システムであり、システム異常に蝕まれたクラヴィーアの正常化が攻略の最終目標となる。
そのOSはレイの「お母さん」に相当し、再インストールは「お母さん」の消滅を意味する。
ArFA-Sys
「Artificial Financial Adviser System」。旧SAOのMHCPを参考に開発された、学習・成長するサポートAI。
ゴールドラッシュでGGOに追加され、SBCフリューゲル攻略の必須要素となる。複数のモデルが存在し、プレイヤーが所有できるモデルは一体一体に個性付けがなされている。特に、高機能なものは戦闘参加の他、所有者の資産運用やアイテム管理の補助も行う。
GGO内での設定ではSBCフリューゲルの技術で開発されたアンドロイドであり、実弾銃同様のロストテクノロジーである。フリューゲルの技術の再発見によりArFA-Sysとの邂逅が可能となった。 
Type-B
機能限定モデル。NPCとしてゲーム内の各種施設の受付などを担当している。
Type-A
有料レンタルモデル。大多数のプレイヤーはこれをレンタルしてSBCフリューゲル攻略に挑むことになる。
Type-X
高機能レアモデル。作中ではデイジーとレイが該当する。入手時にプレイヤーに武器を一つプレゼントする機能が搭載されている。
プレイヤーの個人所有となるがシステム上はアイテム扱いの為、所有者がキルされた場合は最悪ドロップして他のプレイヤーに所有権を奪われる可能性がある。
Type-Z
Type-Xよりも上位の権限と高い機能を持つモデル。リエーブルが該当する。プレイヤーの個人所有可。
作中ではフリューゲル製の機械系エネミーの使役や処理速度のリミッターの解除を行なっている。ただし、後者は強い負荷のため最終的にAIの損壊を招いてしまう。
エネミーアファシス
リエーブルの制作した、GGOプレイヤー達のコピーAI。彼女の命令で敵国たるSBCグロッケンの住人＝プレイヤー達に襲いかかる。GGO内のエネミーとしては撃破時の実入りが良い。
現在のプレイヤーデータをコピーしたタイプと、過去のプレイヤーデータをコピーした試作型が存在する。
他作品でのプレイヤーコピーAIであるホロウ・データやゴーストアバターと異なり、基本的な知能は低いが個体差が存在し、キリトとアスナのコピーは高い知能を持つ。
ペット
ゴールドラッシュで追加された新システムの一つ。GGOでのピナは本システムの元で活動している。
ペットは戦闘参加しない上に費用がかさむため、完全に高レベルプレイヤー向けのやりこみ要素となっている。プレイヤーの多くはペットよりも戦闘にコストを割いているのが実情である。
アルティメットファイバーガン（UFG）
『FB』開始時点でGGO世界にたった一つの武器。本編開始時点では未実装であったが主人公がレイから託され、彼（彼女）の戦術上の大きなアドバンテージとなる。
主人公が入手したことにより運営より実装がアナウンスされ、後には『The Third Episode』の主人公もUFGを入手している。
データベース・グレイヴ
廃墟群エリアの奥地に存在する、データで作られた存在達の墓場。リアルにおける亡骸のない人を祀る場所に相当する。
ゲーム的に設定されたものではなく、私的にここを亡き相棒の墓としたバザルト・ジョーを他のプレイヤーが真似て少しずつ広まったものである。
デスゲーム・エリア
第二の死銃が展開した、GGOとは似て非なる空間。
主人公とヒロインに送りつけられたナーヴギアにはログイン時に自動的にこの空間に転送される細工が施されており、装着したままゲーム内で死亡すればかつてのSAO同様に脳が破壊され現実でも死亡する。
ザスカー内の協力者によって不正に展開されているため、システムに感知され次第機能停止する。

### 『アリシゼーション リコリス』の用語
シア
通貨の単位。

### 『フラクチュアード デイドリーム』の用語
ガラクシア
本作の冒険の舞台となる仮想世界。

### 『千年の黄昏』の用語
空の影
ブレイン・バースト世界の上空に出現した浮遊大陸状の巨大な影。
BB世界のフィールドはソーシャルカメラに写った2046年の現実世界をモチーフに作られているために本来は存在し得ないものである。
ここからBBのあらゆるデータが2026年のALOへと流入しており、バーストリンカーもここを通過することによってALOへと転移することが可能だが、影はBB世界の上空に存在するため通過できるのは飛行可能なエネミーか、飛行能力を持つバーストリンカーとその協力を得られる者に限られる。
入り口専用であり、ALOからの脱出には別途ALO内で離脱ポータルを探すことになる。また、バーストリンカーにとってはALO側で過ごした時間は加速世界の時間の速さと変わりない。
その真相はペルソナ・ヴァベルの歴史干渉の結果、時間流に異常が発生して偶発的に生まれてしまったものである。そのため事件解決後もBB世界の上空に残留し続けており、別の時間流のアリスが本作のALOに転移してしまった際にもここを通過している模様。
適合/侵食
ブレイン・バースト側の空の影から流入し続けるデータに対してカーディナル・システムが対応した結果発生した現象。これによりBBのシステムが各種の変更を加えられてALO上に追加され、BB側のプレイヤーもALO上で活動可能になっている。
バーストリンカーから見ればBBにおける必殺技やアビリティがスキルに統一されるなど、様々な変化が起きている。ALOのプレイヤーも改変されたBBのシステムを利用可能であり、サブイベントではキリトたちがバーストリンカーのように特訓によって新しいスキルを習得する姿が見られる。特にBP面においてはパーティ単位での管理と「倒せる」ことを前提としたALO内のモンスターの存在により本来のBBよりも稼ぎやすくなっている。
一方でBBの各ステージが融合したことで、各地のフィールドに北欧神話にそぐわない高層ビルなどが配置されるといった《侵食》まで起きてしまった。また、心意システムは2026年に存在するALOサーバーでは再現が困難であり、負の心意を乱発されればカーディナルに多大な負荷をかけてしまう。
ALOの運営にとっては「正体不明のデータ介入」という想定外にも程がある事態であり、世間的な印象を懸念して緊急システムメンテナンスを偽ってログアウトを促すとともに事態の解決までALOへのダイブをシステム的に封印する。結局プレイヤーデータの消去すらもチラつかせた警告であったにも関わらず、相当数のプレイヤーがログアウトせずに残留して変容したALOを楽しんでいたが、キリト達にとっては一度ログアウトすれば再ダイブできない上、最悪GM権限でゲームサーバーをシャットダウンされかねないという、ユイ救出のための時間すら切迫する危機的状況となった。
事件解決後、しばらくのメンテナンスの後にのあとにALOはサービスを再開したがスヴァルトエリアにはまだBBの侵食が残っており、BB側の空の影を通じてハルユキ達が再び姿を見せている他、アリスやユージオといった別の時間流から迷い込む者まで出現している。
バベルの塔
ペルソナ・ヴァベルによってニーベルハイムに建てられた巨大な塔。
塔はペルソナ・ヴァベルによってユイごと封印され、更にはALOともBBとも違う未来の超巨大モンスター《Verdraengung》に守られている。
しかしカーディナルによって付加されたゲーム性により純色の七王とクロム・ディザスターの名を関した8つのオーブを集めることで封印を解除可能である。
門を閉じている間は内部がアボカド・アボイダの体内同様の《虚無》の空間となり、感覚が消失して体感時間が経過しなくなる。その為一度閉門すると内部からは開くことができない。
最上階にはGMコンソールが隠されており、負の心意によってALOそのものに負荷をかける事でゲーム内に表出する。
ゴーストデータ
ペルソナ・ヴァベルによって生み出された純色の七王のコピー。作中では主にゴーストと呼ばれる。
千年後の存在であるヴァベルによって生み出されただけあって能力と人格の完璧なコピーに成功しており、《ホロウ・データ》のような目標への妄執もなければ、原作におけるフラクトライトコピーのように自身の正体を知って人格が崩壊することもない。ただしヴァベルが自身の手駒とするためにAIにルール付けを施しており、王によって現れる影響は異なるものの暗示のような形でキリト達と敵対するように誘導されている。また、黒の王はどうやっても自身に従わないと判断されたのか、自我を喪失するレベルにまで精神を改変されている。
ヴェルンド・スミス
レプラコーンに伝わる秘宝。
クエスト自体も超希少、ALOにたったひとつしか存在しない、鍛冶妖精専用のレア中のレアアイテムである。そのため種族外への漏洩は固く禁じられており、リズベットやレインであっても『AW VS SAO』作中まで仲間たちにその一切を秘匿していた。
安置されている《英霊の墳墓》の難易度もその希少性応じた恐るべき超難易度であり、クロム・ディザスターの蹂躙を受けた後、キリト一行とバーストリンカー達がモンスターとの正面戦闘を避けてようやく突破できたほど。
使用することで二人のレプラコーンの鍛冶成功率を掛け算する鍛冶スイッチが可能となる。
ザ・トリニティ
ブレイン・バーストからの侵食をカーディナルが《適合》化したことで発生した指輪アイテム。
《トリニティ・ルナ》《トリニティ・ソル》《トリニティ・テラ》の3つを揃えることで神獣級エネミー特攻の効果を発揮する。BBの常識からすれば規格外かつ、神獣級エネミーにとってはまさに致命的とも言える代物であり、メタトロンも思わず言葉を濁すほどである。
太陽の飾剣/月光の飾剣
神獣級エネミーからのドロップアイテム《加速の飛晶》《逆速の潜爪》《強化の賢眼》を加工しし生成された剣。
《加速の飛晶》《強化の賢眼》を用いたのが太陽の飾剣、《逆速の潜爪》《強化の賢眼》を用いたのが月光の飾剣であり、《強化の賢眼》がもう片方の素材の効果を二乗に引き上げている。どちらも攻撃力は皆無だが前者が攻撃した対象の時間を早める《アクセル》、後者はその逆の効果を持つ《逆速（コンバース）》の効果を持ち、《強化》によってその加速（逆速）の倍率は100万倍という数値になっている。仮想世界で1000年経っても現実では8時間しか経過しない計算である。
効果が効果だけに作成難易度は異常であり、鍛冶スキルの熟練度がマックスでも鍛冶の成功率は10%に満たない。
感情退避計画《ソウル・リムーブ・プロジェクト》
キリトやハルユキ達の時代から更に数十〜数百年もの遥か未来、量子演算による《魂》の存在を確認された時代に行われた実験。
《心意》を応用して人間の感情を量子データ化し、《現実》の感情を仮想世界に《退避》させる事を目的としていたが計画は失敗に終わり、プロジェクトは凍結される。だが実際にはプロジェクトは生きており、悪意や失意といったネガティブな感情ばかりが仮想世界にリムーブされていったことで徐々にそれらは集積されて悪意の結晶体を形成、ザ・シード・ネクサスで繋がった世界を逃げ惑うようになってしまう。
やがてそれが辿り着いた先がブレイン・バーストの内のクロム・ファルコンのプレイヤーホームであり、災禍の鎧を再び目覚めさせてしまうこととなった。
上書き（オーバーライド）
時間干渉によって起きた歴史改変が実際に未来に影響を及ぼすこと。
本世界観における歴史改変は、改変された時点から未来へ向けて「歴史改変の波」が時間流を伝って徐々に影響を及ぼしてゆく形になっている。何らかの方法で時間流の中を未来に向けて加速し、改変の波を追い越すことができれば、改変される前の未来へ到達することも可能である。
サンタ・マリア
『AW VS SAO』時点のALOにおけるトップギルドの一つ。本作における異常事態においてもログアウトしなかったプレイヤー達の代表格。
ギルドマスターはマリアで、風変わりな男（サンタ）とは夫婦である。アメリア他個性的なメンバーが揃っており、キリトの仲間たちの居場所について情報を提供してくれる他、ゲーム上では度々キリト一行にクエストを依頼してくる。

### モバイル作品の用語
シーズ・グローバル・プラットホーム
出典はコード・レジスタ。
通称SGP。SAO事件解決後に登場した、SAO・ALO・GGOの3つの世界を楽しめるゲーム。その代わり飛行高度や使用火器に制限がある。運営はSRゲームズ社。
ソードアート・オンライン エンドワールド
出典はエンドワールド。
SAO事件終結から4ヶ月後、ネット上で話題になり始めた謎のVRMMO。アインクラッドを安全に追体験できるとされるが、事件終結から半年経たずにサービスを開始したにも関わらず、報道で一切批判されることがないなど不審点が多い。オリジナルのSAOとの違いとしてALOの世界樹が存在していること、はじまりの街が地上にあることが挙げられる。世界樹は階層ごとに仕切られ、守護者と呼ばれるフロアボスを倒さなければ先へと進めない。
エンドワールドの時系列でアインクラッドを体験できるのはSAOEWのみとなっている。
パンドラ
出典はエンドワールド。
SAOEWの運営組織。茅場の開発したAIであるユイ・ストレア・リリエラを利用したパンドラ計画を企てる。
エリスには世界樹の存在からALOの運営との繋がりを疑われている。

## アリシゼーション リコリスのシステム
ヴィジュアライズアタイア
装備する武器や衣装の見た目だけを変更できるシステム。

SAOShop
CUBEで取得できるアイテムを直接買うことができる。

SAOコイン
SAOShopで使用することができるコイン。このコインを使ってアイテムを購入する。

CUBE
ヴィジュアライズアタイアや指輪、染料などを手に入れることができるガチャ。
Vol.2を2020年12月18日より開催中。

## 音楽
インフィニティ・モーメント  /  ホロウ・フラグメント
オープニングテーマ「Crossing field」
作詞・作曲 - 渡辺翔 / 編曲 - とく / 歌 - LiSA

Re：ホロウ・フラグメント
エンディングテーマ「シルシ」
作詞・歌 - LiSA / 作曲 - カヨコ / 編曲 - 堀江晶太 / ストリングスアレンジ - 岡村美央

ロスト・ソング
オープニングテーマ「シンシアの光」
作詞・作曲・編曲 - 新井弘毅 / 歌 - 藍井エイル
エンディングテーマ「夜の虹を越えて」
作詞 - 大塚利恵 / 作曲・編曲 - 安永龍平 / 歌 - 春奈るな

ホロウ・リアリゼーション
オープニングテーマ「Windia」
作詞 - 杉坂天汰 / 作曲 - 伊原シュウ / 編曲 - ツカダタカシゲ / 歌 - 春奈るな
エンディングテーマ「Two of us」
作詞・作曲・編曲 - 古川貴浩 / 歌 - 戸松遥

フェイタル・バレット
主題歌「Thrill, Risk, Heartless」
作詞 - 田淵智也 / 作曲 - カヨコ / 編曲 - 堀江晶太 / 歌 - LiSA

アリシゼーション リコリス
オープニングテーマ「Scar/let」
作詞 - ハヤシケイ（LIVE LAB.） / 作曲 - 毛蟹（LIVE LAB.） / 編曲 - 荒幡亮平 / 歌 - ReoNa

ラスト リコレクション
主題歌「VITA」
作詞 - 毛蟹（LIVE LAB.）・ReoNa / 作曲 - 毛蟹（LIVE LAB.） / 編曲 - 荒幡亮平 / 歌 - ReoNa

千年の黄昏
オープニングテーマ「S×W -soul world-」
作詞 - KOTOKO / 作曲 - 小川智之 / 編曲 - 森空青 / 歌 - 春奈るな×KOTOKO

## ゲーム誌の評価
『ソードアート・オンライン -インフィニティ・モーメント-』は、ファミ通の40点満点のクロスレビューでは29点。
『ソードアート・オンライン -ホロウ・フラグメント-』は、ファミ通の40点満点のクロスレビューでは32点。
『ソードアート・オンライン -ロスト・ソング-』は、ファミ通の40点満点のクロスレビューでは32点。
『ソードアート・オンライン -ホロウ・リアリゼーション-』は、ファミ通の40点満点のクロスレビューでは32点。
『アクセル・ワールド VS ソードアート・オンライン 千年の黄昏』は、ファミ通の40点満点のクロスレビューでは30点。
『ソードアート・オンライン フェイタル・バレット』は、ファミ通の40点満点のクロスレビューでは31点。
『ソードアート・オンライン アリシゼーション リコリス』は、ファミ通の40点満点のクロスレビューでは32点。
『ソードアート・オンライン ラスト リコレクション』は、ファミ通の40点満点のクロスレビューでは32点。

## その他のゲーム作品
電撃文庫 FIGHTING CLIMAX
電撃文庫のキャラクターが登場する対戦型格闘ゲーム。キリトとアスナがメインキャラクターとして、リーファがサポートキャラクターとして参戦。アスナのマザーズ・ロザリオ使用は本作が初披露となる。のちに、家庭用『IGNITION』にて、ユウキとオルタナティブ ガンゲイル・オンラインの主人公のレン（声 - 津田美波）が追加された。

## 関連書籍
特記以外は全てKADOKAWA（アスキー・メディアワークスブランド）より発行。
原作の関連書籍についてはソードアート・オンライン#書籍を参照。

### 漫画
『ソードアート・オンライン キリトの千夜一夜物語』
作画は黒毛和牛、電撃コミックスNEXTより刊行。
『ソードアート・オンライン マガジン』Vol.1からVol.3まで連載された。IM及びHF、FBを元にした漫画。

『ソードアート・オンライン キリトの千夜一夜騒動』
作画は黒毛和牛、電撃コミックスNEXTより刊行。
『ソードアート・オンライン マガジン』Vol.4からVol.8まで連載された。

『ソードアート・オンライン -ホロウ・リアリゼーション-』
作画は緋呂河とも、電撃コミックスNEXTより刊行。
『ソードアート・オンライン マガジン』Vol.1から連載され、その後『電撃マオウ』で連載された漫画。

『ソードアート・オンライン アリシゼーション リコリス』
作画は緋呂河とも、電撃コミックスNEXTより刊行。
『デンプレコミック（電撃PlayStation付録）』vol.37から連載され、その後『WEBデンプレコミック』で連載された漫画。アリシゼーション リコリスを元にした漫画。

『ソードアート・オンライン メモリー・デフラグ コミックアンソロジー』
電撃コミックスNEXTより刊行。メモリー・デフラグを元にした漫画。

#### 既刊一覧（漫画）
| 巻数                                                             | タイトル                                                         | 初版発行日                                    | ISBN                                          |
| ソードアート・オンライン キリトの千夜一夜物語                    | ソードアート・オンライン キリトの千夜一夜物語                    | ソードアート・オンライン キリトの千夜一夜物語 | ソードアート・オンライン キリトの千夜一夜物語 |
| ---------------------------------------------------------------- | ---------------------------------------------------------------- | --------------------------------------------- | --------------------------------------------- |
| 1                                                                | ソードアート・オンライン キリトの千夜一夜物語                    | 2017年3月10日                                 | ISBN 978-4-04-892723-9                        |
| ソードアート・オンライン キリトの千夜一夜騒動                    |                                                                  |                                               |                                               |
| 1                                                                | ソードアート・オンライン キリトの千夜一夜騒動                    | 2019年2月9日                                  | ISBN 978-4-04-912348-7                        |
| ソードアート・オンライン -ホロウ・リアリゼーション-              |                                                                  |                                               |                                               |
| 1                                                                | ソードアート・オンライン -ホロウ・リアリゼーション- 1            | 2017年3月27日                                 | ISBN 978-4-04-892772-7                        |
| 2                                                                | ソードアート・オンライン -ホロウ・リアリゼーション- 2            | 2017年9月27日                                 | ISBN 978-4-04-893361-2                        |
| 3                                                                | ソードアート・オンライン -ホロウ・リアリゼーション- 3            | 2018年3月26日                                 | ISBN 978-4-04-893717-7                        |
| 4                                                                | ソードアート・オンライン -ホロウ・リアリゼーション- 4            | 2018年9月25日                                 | ISBN 978-4-04-893821-1                        |
| 5                                                                | ソードアート・オンライン -ホロウ・リアリゼーション- 5            | 2019年3月23日                                 | ISBN 978-4-04-912308-1                        |
| 6                                                                | ソードアート・オンライン -ホロウ・リアリゼーション- 6            | 2019年10月25日                                | ISBN 978-4-04-912658-7                        |
| ソードアート・オンライン アリシゼーション リコリス               |                                                                  |                                               |                                               |
| 1                                                                | ソードアート・オンライン アリシゼーション リコリス - 1           | 2020年5月27日                                 | ISBN 978-4-04-913178-9                        |
| 2                                                                | ソードアート・オンライン アリシゼーション リコリス - 2           | 2020年12月26日                                | ISBN 978-4-04-913557-2                        |
| 3                                                                | ソードアート・オンライン アリシゼーション リコリス - 3           | 2021年7月27日                                 | ISBN 978-4-04-913887-0                        |
| ソードアート・オンライン メモリー・デフラグ コミックアンソロジー |                                                                  |                                               |                                               |
| 1                                                                | ソードアート・オンライン メモリー・デフラグ コミックアンソロジー | 2019年4月26日                                 | ISBN 978-4-04-912365-4                        |

### 攻略本・資料集
関連ゲーム作品の攻略本など。
| タイトル                                                                            | 初版発行日     | ISBN                   |
| ----------------------------------------------------------------------------------- | -------------- | ---------------------- |
| ソードアート・オンライン -インフィニティ・モーメント- ザ・コンプリートガイド        | 2013年4月20日  | ISBN 978-4-04-891543-4 |
| ソードアート・オンライン -ホロウ・フラグメント- ザ・コンプリートガイド              | 2014年5月23日  | ISBN 978-4-04-866582-7 |
| ソードアート・オンライン -ホロウ・フラグメント- 皇輝の継承者 ザ・コンプリートガイド | 2014年9月13日  | ISBN 978-4-04-866977-1 |
| ソードアート・オンライン -ロスト・ソング- ザ・コンプリートガイド                    | 2015年4月30日  | ISBN 978-4-04-865140-0 |
| ソードアート・オンライン -ホロウ・リアリゼーション- ザ・コンプリートガイド          | 2016年11月19日 | ISBN 978-4-04-892345-3 |
| アクセル・ワールド VS ソードアート・オンライン 千年の黄昏 ザ・コンプリートガイド    | 2017年3月31日  | ISBN 978-4-04-892874-8 |
| ソードアート・オンライン フェイタル・バレット ザ・コンプリートガイド』              | 2018年2月28日  | ISBN 978-4-04-893659-0 |
| ゲーム ソードアート・オンライン 5周年記念 公式設定資料集                            | 2018年3月24日  | ISBN 978-4-04-893760-3 |
| ソードアート・オンライン メモリー・デフラグ 公式ビジュアルコレクション              | 2019年8月31日  | ISBN 978-4-04-912848-2 |
| ソードアート・オンライン アリシゼーション リコリス 公式ビジュアルコレクション       | 2020年10月2日  | ISBN 978-4-04-733474-8 |
| ゲーム ソードアート・オンライン 10周年記念 公式設定資料集                           | 2024年1月12日  | ISBN 978-4-04-733678-0 |